# Плей-офф Кубка Гагарина 2023
Плей-офф Кубка Гагарина 2023 — второй и последний этап сезона КХЛ 2022/2023 годов, который проходил с 1 марта по 29 апреля 2023 года и определил победителя Кубка Гагарина.

## Формат плей-офф
Всего в плей-офф участвовали 16 команд, по 8 от каждой конференции. В первом раунде победители конференций играли с командами, занявшими восьмые места. Команды, занявшие вторые места играли с командами с седьмого места, команды с третьих мест играли с командами, занявшими шестые места, а команды, занявшие четвёртые места играли с командами, занявшими пятые места в конференциях. Во всех раундах преимущество домашнего льда имеет команда, занявшая более высокое место в регулярном чемпионате. Во втором раунде проводилась процедура перепосева команд. Каждая серия состояла максимум из семи игр и велась до четырёх побед в формате Д-Д-Г-Г-Д-Г-Д.

## Участники и посев перед плей-офф

### Восточная конференция
1. Ак Барс
2. Салават Юлаев
3. Авангард
4. Автомобилист
5. Металлург
6. Сибирь
7. Адмирал
8. Нефтехимик

### Западная конференция
1. СКА
2. ЦСКА
3. Локомотив
4. Торпедо
5. Динамо М
6. Витязь
7. Северсталь
8. Динамо Мн

## Сетка
|  | Четвертьфиналы конференций | Четвертьфиналы конференций | Четвертьфиналы конференций | Четвертьфиналы конференций | Четвертьфиналы конференций | Четвертьфиналы конференций | Четвертьфиналы конференций | Четвертьфиналы конференций | Четвертьфиналы конференций | Четвертьфиналы конференций |           |          | Полуфиналы конференций (перепосев) | Полуфиналы конференций (перепосев) | Полуфиналы конференций (перепосев) | Полуфиналы конференций (перепосев) | Полуфиналы конференций (перепосев) | Полуфиналы конференций (перепосев) | Полуфиналы конференций (перепосев) | Полуфиналы конференций (перепосев) | Полуфиналы конференций (перепосев) | Полуфиналы конференций (перепосев) |   |         | Финалы конференций | Финалы конференций | Финалы конференций | Финалы конференций | Финалы конференций | Финалы конференций | Финалы конференций | Финалы конференций | Финалы конференций | Финалы конференций |   |         | Финал Кубка Гагарина | Финал Кубка Гагарина | Финал Кубка Гагарина | Финал Кубка Гагарина | Финал Кубка Гагарина | Финал Кубка Гагарина | Финал Кубка Гагарина | Финал Кубка Гагарина | Финал Кубка Гагарина | Финал Кубка Гагарина |
|  |                            |                            |                            |                            |                            |                            |                            |                            |                            |                            |           |          |                                    |                                    |                                    |                                    |                                    |                                    |                                    |                                    |                                    |                                    |   |         |                    |                    |                    |                    |                    |                    |                    |                    |                    |                    |   |         |                      |                      |                      |                      |                      |                      |                      |                      |                      |                      |
|  | 1                          | Ак Барс                    | Ак Барс                    | Ак Барс                    | Ак Барс                    | Ак Барс                    | Ак Барс                    | Ак Барс                    | Ак Барс                    | 4                          |           |          |                                    |                                    |                                    |                                    |                                    |                                    |                                    |                                    |                                    |                                    |   |         |                    |                    |                    |                    |                    |                    |                    |                    |                    |                    |   |         |                      |                      |                      |                      |                      |                      |                      |                      |                      |                      |
|  | 1                          | Ак Барс                    | Ак Барс                    | Ак Барс                    | Ак Барс                    | Ак Барс                    | Ак Барс                    | Ак Барс                    | Ак Барс                    | 4                          |           |          |                                    |                                    |                                    |                                    |                                    |                                    |                                    |                                    |                                    |                                    |   |         |                    |                    |                    |                    |                    |                    |                    |                    |                    |                    |   |         |                      |                      |                      |                      |                      |                      |                      |                      |                      |                      |
|  | 8                          | Нефтехимик                 | Нефтехимик                 | Нефтехимик                 | Нефтехимик                 | Нефтехимик                 | Нефтехимик                 | Нефтехимик                 | Нефтехимик                 | 2                          |           |          |                                    |                                    |                                    |                                    |                                    |                                    |                                    |                                    |                                    |                                    |   |         |                    |                    |                    |                    |                    |                    |                    |                    |                    |                    |   |         |                      |                      |                      |                      |                      |                      |                      |                      |                      |                      |
|  | 8                          | Нефтехимик                 | Нефтехимик                 | Нефтехимик                 | Нефтехимик                 | Нефтехимик                 | Нефтехимик                 | Нефтехимик                 | Нефтехимик                 | 2                          | 1         | Ак Барс  | Ак Барс                            | Ак Барс                            | Ак Барс                            | Ак Барс                            | Ак Барс                            | Ак Барс                            | Ак Барс                            | 4                                  |                                    |                                    |   |         |                    |                    |                    |                    |                    |                    |                    |                    |                    |                    |   |         |                      |                      |                      |                      |                      |                      |                      |                      |                      |                      |
|  |                            |                            |                            |                            |                            |                            |                            |                            |                            |                            | 1         | Ак Барс  | Ак Барс                            | Ак Барс                            | Ак Барс                            | Ак Барс                            | Ак Барс                            | Ак Барс                            | Ак Барс                            | 4                                  |                                    |                                    |   |         |                    |                    |                    |                    |                    |                    |                    |                    |                    |                    |   |         |                      |                      |                      |                      |                      |                      |                      |                      |                      |                      |
|  |                            |                            | 7                          | Адмирал                    | Адмирал                    | Адмирал                    | Адмирал                    | Адмирал                    | Адмирал                    | Адмирал                    | Адмирал   | 2        |                                    |                                    |                                    |                                    |                                    |                                    |                                    |                                    |                                    |                                    |   |         |                    |                    |                    |                    |                    |                    |                    |                    |                    |                    |   |         |                      |                      |                      |                      |                      |                      |                      |                      |                      |                      |
|  | 2                          | Салават Юлаев              | Салават Юлаев              | Салават Юлаев              | Салават Юлаев              | Салават Юлаев              | Салават Юлаев              | Салават Юлаев              | Салават Юлаев              | Адмирал                    | Адмирал   | 2        | 2                                  |                                    |                                    |                                    |                                    |                                    |                                    |                                    |                                    |                                    |   |         |                    |                    |                    |                    |                    |                    |                    |                    |                    |                    |   |         |                      |                      |                      |                      |                      |                      |                      |                      |                      |                      |
|  | 2                          | Салават Юлаев              | Салават Юлаев              | Салават Юлаев              | Салават Юлаев              | Салават Юлаев              | Салават Юлаев              | Салават Юлаев              | Салават Юлаев              |                            |           |          | 2                                  |                                    |                                    |                                    |                                    |                                    |                                    |                                    |                                    |                                    |   |         |                    |                    |                    |                    |                    |                    |                    |                    |                    |                    |   |         |                      |                      |                      |                      |                      |                      |                      |                      |                      |                      |
|  | 7                          | Адмирал                    | Адмирал                    | Адмирал                    | Адмирал                    | Адмирал                    | Адмирал                    | Адмирал                    | Адмирал                    | 4                          |           |          |                                    |                                    |                                    |                                    |                                    |                                    |                                    |                                    |                                    |                                    |   |         |                    |                    |                    |                    |                    |                    |                    |                    |                    |                    |   |         |                      |                      |                      |                      |                      |                      |                      |                      |                      |                      |
|  | 7                          | Адмирал                    | Адмирал                    | Адмирал                    | Адмирал                    | Адмирал                    | Адмирал                    | Адмирал                    | Адмирал                    | 4                          |           |          |                                    |                                    |                                    |                                    |                                    |                                    |                                    |                                    |                                    |                                    | 1 | Ак Барс | Ак Барс            | Ак Барс            | Ак Барс            | Ак Барс            | Ак Барс            | Ак Барс            | Ак Барс            | 4                  |                    |                    |   |         |                      |                      |                      |                      |                      |                      |                      |                      |                      |                      |
|  | Восточная конференция      |                            |                            |                            |                            |                            |                            |                            |                            |                            |           |          |                                    |                                    |                                    |                                    |                                    |                                    |                                    |                                    |                                    |                                    | 1 | Ак Барс | Ак Барс            | Ак Барс            | Ак Барс            | Ак Барс            | Ак Барс            | Ак Барс            | Ак Барс            | 4                  |                    |                    |   |         |                      |                      |                      |                      |                      |                      |                      |                      |                      |                      |
|  |                            |                            | 3                          | Авангард                   | Авангард                   | Авангард                   | Авангард                   | Авангард                   | Авангард                   | Авангард                   | Авангард  | 1        |                                    |                                    |                                    |                                    |                                    |                                    |                                    |                                    |                                    |                                    |   |         |                    |                    |                    |                    |                    |                    |                    |                    |                    |                    |   |         |                      |                      |                      |                      |                      |                      |                      |                      |                      |                      |
|  | 3                          | Авангард                   | Авангард                   | Авангард                   | Авангард                   | Авангард                   | Авангард                   | Авангард                   | Авангард                   | Авангард                   | Авангард  | 1        | 4                                  |                                    |                                    |                                    |                                    |                                    |                                    |                                    |                                    |                                    |   |         |                    |                    |                    |                    |                    |                    |                    |                    |                    |                    |   |         |                      |                      |                      |                      |                      |                      |                      |                      |                      |                      |
|  | 3                          | Авангард                   | Авангард                   | Авангард                   | Авангард                   | Авангард                   | Авангард                   | Авангард                   | Авангард                   |                            |           |          | 4                                  |                                    |                                    |                                    |                                    |                                    |                                    |                                    |                                    |                                    |   |         |                    |                    |                    |                    |                    |                    |                    |                    |                    |                    |   |         |                      |                      |                      |                      |                      |                      |                      |                      |                      |                      |
|  | 6                          | Сибирь                     | Сибирь                     | Сибирь                     | Сибирь                     | Сибирь                     | Сибирь                     | Сибирь                     | Сибирь                     | 1                          |           |          |                                    |                                    |                                    |                                    |                                    |                                    |                                    |                                    |                                    |                                    |   |         |                    |                    |                    |                    |                    |                    |                    |                    |                    |                    |   |         |                      |                      |                      |                      |                      |                      |                      |                      |                      |                      |
|  | 6                          | Сибирь                     | Сибирь                     | Сибирь                     | Сибирь                     | Сибирь                     | Сибирь                     | Сибирь                     | Сибирь                     | 1                          | 3         | Авангард | Авангард                           | Авангард                           | Авангард                           | Авангард                           | Авангард                           | Авангард                           | Авангард                           | 4                                  |                                    |                                    |   |         |                    |                    |                    |                    |                    |                    |                    |                    |                    |                    |   |         |                      |                      |                      |                      |                      |                      |                      |                      |                      |                      |
|  |                            |                            |                            |                            |                            |                            |                            |                            |                            |                            | 3         | Авангард | Авангард                           | Авангард                           | Авангард                           | Авангард                           | Авангард                           | Авангард                           | Авангард                           | 4                                  |                                    |                                    |   |         |                    |                    |                    |                    |                    |                    |                    |                    |                    |                    |   |         |                      |                      |                      |                      |                      |                      |                      |                      |                      |                      |
|  |                            |                            | 5                          | Металлург                  | Металлург                  | Металлург                  | Металлург                  | Металлург                  | Металлург                  | Металлург                  | Металлург | 0        |                                    |                                    |                                    |                                    |                                    |                                    |                                    |                                    |                                    |                                    |   |         |                    |                    |                    |                    |                    |                    |                    |                    |                    |                    |   |         |                      |                      |                      |                      |                      |                      |                      |                      |                      |                      |
|  | 4                          | Автомобилист               | Автомобилист               | Автомобилист               | Автомобилист               | Автомобилист               | Автомобилист               | Автомобилист               | Автомобилист               | Металлург                  | Металлург | 0        | 3                                  |                                    |                                    |                                    |                                    |                                    |                                    |                                    |                                    |                                    |   |         |                    |                    |                    |                    |                    |                    |                    |                    |                    |                    |   |         |                      |                      |                      |                      |                      |                      |                      |                      |                      |                      |
|  | 4                          | Автомобилист               | Автомобилист               | Автомобилист               | Автомобилист               | Автомобилист               | Автомобилист               | Автомобилист               | Автомобилист               |                            |           |          | 3                                  |                                    |                                    |                                    |                                    |                                    |                                    |                                    |                                    |                                    |   |         |                    |                    |                    |                    |                    |                    |                    |                    |                    |                    |   |         |                      |                      |                      |                      |                      |                      |                      |                      |                      |                      |
|  | 5                          | Металлург                  | Металлург                  | Металлург                  | Металлург                  | Металлург                  | Металлург                  | Металлург                  | Металлург                  | 4                          |           |          |                                    |                                    |                                    |                                    |                                    |                                    |                                    |                                    |                                    |                                    |   |         |                    |                    |                    |                    |                    |                    |                    |                    |                    |                    |   |         |                      |                      |                      |                      |                      |                      |                      |                      |                      |                      |
|  | 5                          | Металлург                  | Металлург                  | Металлург                  | Металлург                  | Металлург                  | Металлург                  | Металлург                  | Металлург                  | 4                          |           |          |                                    |                                    |                                    |                                    |                                    |                                    |                                    |                                    |                                    |                                    |   |         |                    |                    |                    |                    |                    |                    |                    |                    |                    |                    | 1 | Ак Барс | Ак Барс              | Ак Барс              | Ак Барс              | Ак Барс              | Ак Барс              | Ак Барс              | Ак Барс              | 3                    |                      |                      |
|  |                            |                            |                            |                            |                            |                            |                            |                            |                            |                            |           |          |                                    |                                    |                                    |                                    |                                    |                                    |                                    |                                    |                                    |                                    |   |         |                    |                    |                    |                    |                    |                    |                    |                    |                    |                    | 1 | Ак Барс | Ак Барс              | Ак Барс              | Ак Барс              | Ак Барс              | Ак Барс              | Ак Барс              | Ак Барс              | 3                    |                      |                      |
|  |                            |                            | 2                          | ЦСКА                       | ЦСКА                       | ЦСКА                       | ЦСКА                       | ЦСКА                       | ЦСКА                       | ЦСКА                       | ЦСКА      | 4        |                                    |                                    |                                    |                                    |                                    |                                    |                                    |                                    |                                    |                                    |   |         |                    |                    |                    |                    |                    |                    |                    |                    |                    |                    |   |         |                      |                      |                      |                      |                      |                      |                      |                      |                      |                      |
|  | 1                          | СКА                        | СКА                        | СКА                        | СКА                        | СКА                        | СКА                        | СКА                        | СКА                        | ЦСКА                       | ЦСКА      | 4        | 4                                  |                                    |                                    |                                    |                                    |                                    |                                    |                                    |                                    |                                    |   |         |                    |                    |                    |                    |                    |                    |                    |                    |                    |                    |   |         |                      |                      |                      |                      |                      |                      |                      |                      |                      |                      |
|  | 1                          | СКА                        | СКА                        | СКА                        | СКА                        | СКА                        | СКА                        | СКА                        | СКА                        |                            |           |          | 4                                  |                                    |                                    |                                    |                                    |                                    |                                    |                                    |                                    |                                    |   |         |                    |                    |                    |                    |                    |                    |                    |                    |                    |                    |   |         |                      |                      |                      |                      |                      |                      |                      |                      |                      |                      |
|  | 8                          | Динамо Мн                  | Динамо Мн                  | Динамо Мн                  | Динамо Мн                  | Динамо Мн                  | Динамо Мн                  | Динамо Мн                  | Динамо Мн                  | 2                          |           |          |                                    |                                    |                                    |                                    |                                    |                                    |                                    |                                    |                                    |                                    |   |         |                    |                    |                    |                    |                    |                    |                    |                    |                    |                    |   |         |                      |                      |                      |                      |                      |                      |                      |                      |                      |                      |
|  | 8                          | Динамо Мн                  | Динамо Мн                  | Динамо Мн                  | Динамо Мн                  | Динамо Мн                  | Динамо Мн                  | Динамо Мн                  | Динамо Мн                  | 2                          | 1         | СКА      | СКА                                | СКА                                | СКА                                | СКА                                | СКА                                | СКА                                | СКА                                | 4                                  |                                    |                                    |   |         |                    |                    |                    |                    |                    |                    |                    |                    |                    |                    |   |         |                      |                      |                      |                      |                      |                      |                      |                      |                      |                      |
|  |                            |                            |                            |                            |                            |                            |                            |                            |                            |                            | 1         | СКА      | СКА                                | СКА                                | СКА                                | СКА                                | СКА                                | СКА                                | СКА                                | 4                                  |                                    |                                    |   |         |                    |                    |                    |                    |                    |                    |                    |                    |                    |                    |   |         |                      |                      |                      |                      |                      |                      |                      |                      |                      |                      |
|  |                            |                            | 4                          | Торпедо                    | Торпедо                    | Торпедо                    | Торпедо                    | Торпедо                    | Торпедо                    | Торпедо                    | Торпедо   | 0        |                                    |                                    |                                    |                                    |                                    |                                    |                                    |                                    |                                    |                                    |   |         |                    |                    |                    |                    |                    |                    |                    |                    |                    |                    |   |         |                      |                      |                      |                      |                      |                      |                      |                      |                      |                      |
|  | 2                          | ЦСКА                       | ЦСКА                       | ЦСКА                       | ЦСКА                       | ЦСКА                       | ЦСКА                       | ЦСКА                       | ЦСКА                       | Торпедо                    | Торпедо   | 0        | 4                                  |                                    |                                    |                                    |                                    |                                    |                                    |                                    |                                    |                                    |   |         |                    |                    |                    |                    |                    |                    |                    |                    |                    |                    |   |         |                      |                      |                      |                      |                      |                      |                      |                      |                      |                      |
|  | 2                          | ЦСКА                       | ЦСКА                       | ЦСКА                       | ЦСКА                       | ЦСКА                       | ЦСКА                       | ЦСКА                       | ЦСКА                       |                            |           |          | 4                                  |                                    |                                    |                                    |                                    |                                    |                                    |                                    |                                    |                                    |   |         |                    |                    |                    |                    |                    |                    |                    |                    |                    |                    |   |         |                      |                      |                      |                      |                      |                      |                      |                      |                      |                      |
|  | 7                          | Северсталь                 | Северсталь                 | Северсталь                 | Северсталь                 | Северсталь                 | Северсталь                 | Северсталь                 | Северсталь                 | 3                          |           |          |                                    |                                    |                                    |                                    |                                    |                                    |                                    |                                    |                                    |                                    |   |         |                    |                    |                    |                    |                    |                    |                    |                    |                    |                    |   |         |                      |                      |                      |                      |                      |                      |                      |                      |                      |                      |
|  | 7                          | Северсталь                 | Северсталь                 | Северсталь                 | Северсталь                 | Северсталь                 | Северсталь                 | Северсталь                 | Северсталь                 | 3                          |           |          |                                    |                                    |                                    |                                    |                                    |                                    |                                    |                                    |                                    |                                    | 1 | СКА     | СКА                | СКА                | СКА                | СКА                | СКА                | СКА                | СКА                | 2                  |                    |                    |   |         |                      |                      |                      |                      |                      |                      |                      |                      |                      |                      |
|  | Западная конференция       |                            |                            |                            |                            |                            |                            |                            |                            |                            |           |          |                                    |                                    |                                    |                                    |                                    |                                    |                                    |                                    |                                    |                                    | 1 | СКА     | СКА                | СКА                | СКА                | СКА                | СКА                | СКА                | СКА                | 2                  |                    |                    |   |         |                      |                      |                      |                      |                      |                      |                      |                      |                      |                      |
|  |                            |                            | 2                          | ЦСКА                       | ЦСКА                       | ЦСКА                       | ЦСКА                       | ЦСКА                       | ЦСКА                       | ЦСКА                       | ЦСКА      | 4        |                                    |                                    |                                    |                                    |                                    |                                    |                                    |                                    |                                    |                                    |   |         |                    |                    |                    |                    |                    |                    |                    |                    |                    |                    |   |         |                      |                      |                      |                      |                      |                      |                      |                      |                      |                      |
|  | 3                          | Локомотив                  | Локомотив                  | Локомотив                  | Локомотив                  | Локомотив                  | Локомотив                  | Локомотив                  | Локомотив                  | ЦСКА                       | ЦСКА      | 4        | 4                                  |                                    |                                    |                                    |                                    |                                    |                                    |                                    |                                    |                                    |   |         |                    |                    |                    |                    |                    |                    |                    |                    |                    |                    |   |         |                      |                      |                      |                      |                      |                      |                      |                      |                      |                      |
|  | 3                          | Локомотив                  | Локомотив                  | Локомотив                  | Локомотив                  | Локомотив                  | Локомотив                  | Локомотив                  | Локомотив                  |                            |           |          | 4                                  |                                    |                                    |                                    |                                    |                                    |                                    |                                    |                                    |                                    |   |         |                    |                    |                    |                    |                    |                    |                    |                    |                    |                    |   |         |                      |                      |                      |                      |                      |                      |                      |                      |                      |                      |
|  | 6                          | Витязь                     | Витязь                     | Витязь                     | Витязь                     | Витязь                     | Витязь                     | Витязь                     | Витязь                     | 1                          |           |          |                                    |                                    |                                    |                                    |                                    |                                    |                                    |                                    |                                    |                                    |   |         |                    |                    |                    |                    |                    |                    |                    |                    |                    |                    |   |         |                      |                      |                      |                      |                      |                      |                      |                      |                      |                      |
|  | 6                          | Витязь                     | Витязь                     | Витязь                     | Витязь                     | Витязь                     | Витязь                     | Витязь                     | Витязь                     | 1                          | 2         | ЦСКА     | ЦСКА                               | ЦСКА                               | ЦСКА                               | ЦСКА                               | ЦСКА                               | ЦСКА                               | ЦСКА                               | 4                                  |                                    |                                    |   |         |                    |                    |                    |                    |                    |                    |                    |                    |                    |                    |   |         |                      |                      |                      |                      |                      |                      |                      |                      |                      |                      |
|  |                            |                            |                            |                            |                            |                            |                            |                            |                            |                            | 2         | ЦСКА     | ЦСКА                               | ЦСКА                               | ЦСКА                               | ЦСКА                               | ЦСКА                               | ЦСКА                               | ЦСКА                               | 4                                  |                                    |                                    |   |         |                    |                    |                    |                    |                    |                    |                    |                    |                    |                    |   |         |                      |                      |                      |                      |                      |                      |                      |                      |                      |                      |
|  |                            |                            | 3                          | Локомотив                  | Локомотив                  | Локомотив                  | Локомотив                  | Локомотив                  | Локомотив                  | Локомотив                  | Локомотив | 3        |                                    |                                    |                                    |                                    |                                    |                                    |                                    |                                    |                                    |                                    |   |         |                    |                    |                    |                    |                    |                    |                    |                    |                    |                    |   |         |                      |                      |                      |                      |                      |                      |                      |                      |                      |                      |
|  | 4                          | Торпедо                    | Торпедо                    | Торпедо                    | Торпедо                    | Торпедо                    | Торпедо                    | Торпедо                    | Торпедо                    | Локомотив                  | Локомотив | 3        | 4                                  |                                    |                                    |                                    |                                    |                                    |                                    |                                    |                                    |                                    |   |         |                    |                    |                    |                    |                    |                    |                    |                    |                    |                    |   |         |                      |                      |                      |                      |                      |                      |                      |                      |                      |                      |
|  | 4                          | Торпедо                    | Торпедо                    | Торпедо                    | Торпедо                    | Торпедо                    | Торпедо                    | Торпедо                    | Торпедо                    |                            |           |          | 4                                  |                                    |                                    |                                    |                                    |                                    |                                    |                                    |                                    |                                    |   |         |                    |                    |                    |                    |                    |                    |                    |                    |                    |                    |   |         |                      |                      |                      |                      |                      |                      |                      |                      |                      |                      |
|  | 5                          | Динамо Мск                 | Динамо Мск                 | Динамо Мск                 | Динамо Мск                 | Динамо Мск                 | Динамо Мск                 | Динамо Мск                 | Динамо Мск                 | 2                          |           |          |                                    |                                    |                                    |                                    |                                    |                                    |                                    |                                    |                                    |                                    |   |         |                    |                    |                    |                    |                    |                    |                    |                    |                    |                    |   |         |                      |                      |                      |                      |                      |                      |                      |                      |                      |                      |

## Четвертьфиналы конференций
Время начала матчей дано по московскому времени (UTC+3).

### Восточная конференция

#### (1) «Ак Барс» — (8) «Нефтехимик»
Третья встреча «Ак Барса» и «Нефтехимика» в плей-офф КХЛ, в двух предыдущих сериях победу одерживал «Ак Барс»: в 2013 и в 2020 году. Оба раза команды встретились также на стадии первого раунда, в обоих случаях серия заканчивалась со счётом 4-0 в пользу казанского клуба.
| 1 марта 2023 19:30 | Ак Барс | 2 : 3 (ОТ) (0:2, 1:0, 1:0, 0:1) | Нефтехимик | Татнефть Арена, Казань Зрителей: 6 582 |

| Отчёт                                                                                           | Отчёт                       | Отчёт | Отчёт                          | Отчёт                                                                            |
| ----------------------------------------------------------------------------------------------- | --------------------------- | --- | ------------------------------ | -------------------------------------------------------------------------------- |
|                                                                                                 |                             | |                                |                                                                                  |
|                                                                                                 | Тимур Билялов — 00:00-74:54 | Вратари | 00:00-74:54 — Андрей Тихомиров | Судьи: Антон Гофман Алексей Белов Линейные судьи: Юрий Иванов Александр Чернышёв |
|                                                                                                 | Голы:                       | |                                | Судьи: Антон Гофман Алексей Белов Линейные судьи: Юрий Иванов Александр Чернышёв |
| Станислав Галиев (бол.) — 20:57 (Д. Кагарлицкий, А. Радулов) Дмитрий Кагарлицкий (бол.) — 50:50 | 0:1 0:2 1:2 2:2 2:3         | 13:00 — Павел Порядин (Э. Камара) 19:45 — Андрей Чивилёв (мен.) (П. Порядин) 74:54 — Андрей Чивилёв (П. Порядин, К. Воробьёв) |                                | Судьи: Антон Гофман Алексей Белов Линейные судьи: Юрий Иванов Александр Чернышёв |
|                                                                                                 |                             | |                                | Судьи: Антон Гофман Алексей Белов Линейные судьи: Юрий Иванов Александр Чернышёв |
|                                                                                                 |                             | |                                | Судьи: Антон Гофман Алексей Белов Линейные судьи: Юрий Иванов Александр Чернышёв |
|                                                                                                 |                             | |                                | Судьи: Антон Гофман Алексей Белов Линейные судьи: Юрий Иванов Александр Чернышёв |
| 6 мин                                                                                           | Штраф                       | 11 мин |                                | Судьи: Антон Гофман Алексей Белов Линейные судьи: Юрий Иванов Александр Чернышёв |
|                                                                                                 |                             | |                                |                                                                                  |
|                                                                                                 | 38                          | Броски | 36                             |                                                                                  |

| 3 марта 2023 19:30 | Ак Барс | 4 : 1 (2:0, 1:1, 1:0) | Нефтехимик | Татнефть Арена, Казань Зрителей: 8 340 |

| Отчёт | Отчёт                       | Отчёт                                | Отчёт                                                           | Отчёт                                                                               |
| --- | --------------------------- | ------------------------------------ | --------------------------------------------------------------- | ----------------------------------------------------------------------------------- |
| |                             |                                      |                                                                 |                                                                                     |
| | Тимур Билялов — 00:00-60:00 | Вратари                              | 00:00-07:35 — Андрей Тихомиров 07:35-60:00 — Александр Судницин | Судьи: Евгений Гамалей Алексей Белов Линейные судьи: Юрий Иванов Александр Чернышёв |
| | Голы:                       |                                      |                                                                 | Судьи: Евгений Гамалей Алексей Белов Линейные судьи: Юрий Иванов Александр Чернышёв |
| Дмитрий Воронков — 00:14 (В. Войнов, Д. Юдин) Дмитрий Воронков (бол.) — 06:44 Александр Радулов — 24:37 Станислав Галиев (бол.) — 47:27 (В. Войнов, В. Шипачёв) | 1:0 2:0 2:1 3:1 4:1         | 20:48 — Кирилл Воробьёв (М. Березин) |                                                                 | Судьи: Евгений Гамалей Алексей Белов Линейные судьи: Юрий Иванов Александр Чернышёв |
| |                             |                                      |                                                                 | Судьи: Евгений Гамалей Алексей Белов Линейные судьи: Юрий Иванов Александр Чернышёв |
| |                             |                                      |                                                                 | Судьи: Евгений Гамалей Алексей Белов Линейные судьи: Юрий Иванов Александр Чернышёв |
| |                             |                                      |                                                                 | Судьи: Евгений Гамалей Алексей Белов Линейные судьи: Юрий Иванов Александр Чернышёв |
| 38 мин | Штраф                       | 26 мин                               |                                                                 | Судьи: Евгений Гамалей Алексей Белов Линейные судьи: Юрий Иванов Александр Чернышёв |
| |                             |                                      |                                                                 |                                                                                     |
| | 29                          | Броски                               | 31                                                              |                                                                                     |

| 5 марта 2023 17:00 | Нефтехимик | 1 : 4 (0:1, 1:1, 0:2) | Ак Барс | Ледовый дворец «Нефтехим Арена», Нижнекамск Зрителей: 4 892 |

| Отчёт                                                | Отчёт | Отчёт | Отчёт                       | Отчёт                                                                                   |
| ---------------------------------------------------- | --- | --- | --------------------------- | --------------------------------------------------------------------------------------- |
|                                                      | | |                             |                                                                                         |
|                                                      | Андрей Тихомиров — 00:00-55:10 Андрей Тихомиров — 55:58-56:40 Андрей Тихомиров — 57:29-57:35 Андрей Тихомиров — 59:03-60:00 | Вратари | 00:00-60:00 — Тимур Билялов | Судьи: Алексей Васильев Евгений Кочетов Линейные судьи: Дмитрий Головлёв Артём Савенков |
|                                                      | Голы: | |                             | Судьи: Алексей Васильев Евгений Кочетов Линейные судьи: Дмитрий Головлёв Артём Савенков |
| Павел Порядин (бол.) — 21:52 (И. Хохлов, В. Лещенко) | 0:1 :1 1:2 1:3 1:4 | 10:33 — Кирилл Петров (Д. Кагарлицкий) 26:34 — Илья Сафонов (А. Радулов, Д. Кагарлицкий) 49:51 — Никита Дыняк 59:03 — Александр Радулов (п.в.) (Д. Воронков, В. Войнов) |                             | Судьи: Алексей Васильев Евгений Кочетов Линейные судьи: Дмитрий Головлёв Артём Савенков |
|                                                      | | |                             | Судьи: Алексей Васильев Евгений Кочетов Линейные судьи: Дмитрий Головлёв Артём Савенков |
|                                                      | | |                             | Судьи: Алексей Васильев Евгений Кочетов Линейные судьи: Дмитрий Головлёв Артём Савенков |
|                                                      | | |                             | Судьи: Алексей Васильев Евгений Кочетов Линейные судьи: Дмитрий Головлёв Артём Савенков |
| 6 мин                                                | Штраф | 6 мин |                             | Судьи: Алексей Васильев Евгений Кочетов Линейные судьи: Дмитрий Головлёв Артём Савенков |
|                                                      | | |                             |                                                                                         |
|                                                      | 28 | Броски | 30                          |                                                                                         |

| 7 марта 2023 17:00 | Нефтехимик | 4 : 2 (0:0, 2:2, 2:0) | Ак Барс | Ледовый дворец «Нефтехим Арена», Нижнекамск Зрителей: 4 860 |

| Отчёт | Отчёт                            | Отчёт                                                                                    | Отчёт                       | Отчёт                                                                                   |
| --- | -------------------------------- | ---------------------------------------------------------------------------------------- | --------------------------- | --------------------------------------------------------------------------------------- |
| |                                  |                                                                                          |                             |                                                                                         |
| | Александр Судницин — 00:00-60:00 | Вратари                                                                                  | 00:00-60:00 — Тимур Билялов | Судьи: Алексей Васильев Евгений Кочетов Линейные судьи: Дмитрий Головлёв Артём Савенков |
| | Голы:                            |                                                                                          |                             | Судьи: Алексей Васильев Евгений Кочетов Линейные судьи: Дмитрий Головлёв Артём Савенков |
| Рауль Якупов — 26:37 (С. Купцов, М. Сидоров) Семён Кизимов — 32:32 (А. Белозёров) Евгений Митякин (бол.) — 55:27 (В. Лещенко) Вячеслав Лещенко — 58:59 (Е. Попов) | 0:1 0:2 1:2 2:2 3:2 4:2          | 21:12 — Кирилл Петров (В. Шипачёв, Д. Кагарлицкий) 21:50 — Станислав Галиев (К. Адамчук) |                             | Судьи: Алексей Васильев Евгений Кочетов Линейные судьи: Дмитрий Головлёв Артём Савенков |
| |                                  |                                                                                          |                             | Судьи: Алексей Васильев Евгений Кочетов Линейные судьи: Дмитрий Головлёв Артём Савенков |
| |                                  |                                                                                          |                             | Судьи: Алексей Васильев Евгений Кочетов Линейные судьи: Дмитрий Головлёв Артём Савенков |
| |                                  |                                                                                          |                             | Судьи: Алексей Васильев Евгений Кочетов Линейные судьи: Дмитрий Головлёв Артём Савенков |
| 9 мин | Штраф                            | 4 мин                                                                                    |                             | Судьи: Алексей Васильев Евгений Кочетов Линейные судьи: Дмитрий Головлёв Артём Савенков |
| |                                  |                                                                                          |                             |                                                                                         |
| | 35                               | Броски                                                                                   | 33                          |                                                                                         |

| 9 марта 2023 19:30 | Ак Барс | 6 : 1 (1:1, 4:0, 1:0) | Нефтехимик | Татнефть Арена, Казань Зрителей: 8 059 |

| Отчёт | Отчёт                       | Отчёт                                  | Отчёт                                                           | Отчёт                                                                                         |
| --- | --------------------------- | -------------------------------------- | --------------------------------------------------------------- | --------------------------------------------------------------------------------------------- |
| |                             |                                        |                                                                 |                                                                                               |
| | Тимур Билялов — 00:00-60:00 | Вратари                                | 00:00-40:00 — Александр Судницин 40:00-60:00 — Андрей Тихомиров | Судьи: Сергей Беляев Сергей Кулаков Линейные судьи: Александр Захаренков Александр Садовников |
| | Голы:                       |                                        |                                                                 | Судьи: Сергей Беляев Сергей Кулаков Линейные судьи: Александр Захаренков Александр Садовников |
| Дмитрий Воронков — 00:43 (В. Войнов) Станислав Галиев (бол.) — 24:21 (В. Войнов) Дмитрий Кагарлицкий (бол.) — 34:10 (А. Радулов, С. Галиев) Никита Дыняк — 35:06 (А. Лукоянов, Д. Журавлёв) Александр Радулов — 39:25 (И. Сафонов) Александр Радулов (бол.) — 59:46 (Н. Лямкин, В. Шипачёв) | 1:0 2:1 3:1 4:1 5:1 6:1     | 15:18 — Ансель Галимов (Б. Шафигуллин) |                                                                 | Судьи: Сергей Беляев Сергей Кулаков Линейные судьи: Александр Захаренков Александр Садовников |
| |                             |                                        |                                                                 | Судьи: Сергей Беляев Сергей Кулаков Линейные судьи: Александр Захаренков Александр Садовников |
| |                             |                                        |                                                                 | Судьи: Сергей Беляев Сергей Кулаков Линейные судьи: Александр Захаренков Александр Садовников |
| |                             |                                        |                                                                 | Судьи: Сергей Беляев Сергей Кулаков Линейные судьи: Александр Захаренков Александр Садовников |
| 4 мин | Штраф                       | 15 мин                                 |                                                                 | Судьи: Сергей Беляев Сергей Кулаков Линейные судьи: Александр Захаренков Александр Садовников |
| |                             |                                        |                                                                 |                                                                                               |
| | 29                          | Броски                                 | 30                                                              |                                                                                               |

| 11 марта 2023 17:00 | Нефтехимик | 2 : 4 (1:1, 1:0. 0:3) | Ак Барс | Ледовый дворец «Нефтехим Арена», Нижнекамск Зрителей: 4653 |

| Отчёт                                                                                                  | Отчёт                                                         | Отчёт | Отчёт                       | Отчёт                                                                             |
| --- | ------------------------------------------------------------- | --- | --------------------------- | --------------------------------------------------------------------------------- |
| |                                                               | |                             |                                                                                   |
| | Андрей Тихомиров — 00:00-57:02 Андрей Тихомиров — 57:57-58:39 | Вратари | 00:00-60:00 — Тимур Билялов | Судьи: Денис Наумов Сергей Юдаков Линейные судьи: Дмитрий Головлёв Артём Савенков |
| | Голы:                                                         | |                             | Судьи: Денис Наумов Сергей Юдаков Линейные судьи: Дмитрий Головлёв Артём Савенков |
| Ансель Галимов— 00:42 (Э. Камара,Б. Шафигуллин) Андрей Чивилёв (бол.) — 33:05 (М. Сидоров, С. Кизимов) | 1:0 1:1 2:1 2:2 2:3 2:4                                       | 01:02 — Кирилл Панюков (К. Семёнов, С. Галиев) 43:49 — Константин Лучевников (К. Петров, Н. Евсеев) 50:26 — Дмитрий Кагарлицкий (А. Радулов, Т. Билялов) 57:57 — Дмитрий Воронков (п.в.) |                             | Судьи: Денис Наумов Сергей Юдаков Линейные судьи: Дмитрий Головлёв Артём Савенков |
| |                                                               | |                             | Судьи: Денис Наумов Сергей Юдаков Линейные судьи: Дмитрий Головлёв Артём Савенков |
| |                                                               | |                             | Судьи: Денис Наумов Сергей Юдаков Линейные судьи: Дмитрий Головлёв Артём Савенков |
| |                                                               | |                             | Судьи: Денис Наумов Сергей Юдаков Линейные судьи: Дмитрий Головлёв Артём Савенков |
| 12 мин                                                                                                 | Штраф                                                         | 8 мин |                             | Судьи: Денис Наумов Сергей Юдаков Линейные судьи: Дмитрий Головлёв Артём Савенков |
| |                                                               | |                             |                                                                                   |
| | 32                                                            | Броски | 29                          |                                                                                   |

#### (2) «Салават Юлаев» — (7) «Адмирал»
Первая встреча «Салавата Юлаева» и «Адмирала» в плей-офф КХЛ.
| 1 марта 2023 17:00 | Салават Юлаев | 1 : 2 (ОТ) (0:0, 1:1, 0:0, 0:1) | Адмирал | Уфа-Арена, Уфа Зрителей: 8 055 |

| Отчёт                                                          | Отчёт                   | Отчёт                                                                                          | Отчёт                           | Отчёт                                                                                  |
| -------------------------------------------------------------- | ----------------------- | ---------------------------------------------------------------------------------------------- | ------------------------------- | -------------------------------------------------------------------------------------- |
|                                                                |                         |                                                                                                |                                 |                                                                                        |
|                                                                | Илья Ежов — 00:00-76:51 | Вратари                                                                                        | 00:00-76:51 — Никита Серебряков | Судьи: Виктор Спирин Евгений Ромасько Линейные судьи: Никита Поляков Антон Понамаренко |
|                                                                | Голы:                   |                                                                                                |                                 | Судьи: Виктор Спирин Евгений Ромасько Линейные судьи: Никита Поляков Антон Понамаренко |
| Александр Хмелевски (бол.) — 37:50 (А. Кадейкин, М. Науменков) | 0:1 :1 1:2              | 25:05 — Данил Файзулин (Е. Грачёв, Л. Метальников) 76:51 — Прохор Корбит (П. Шэн, Д. Сидляров) |                                 | Судьи: Виктор Спирин Евгений Ромасько Линейные судьи: Никита Поляков Антон Понамаренко |
|                                                                |                         |                                                                                                |                                 | Судьи: Виктор Спирин Евгений Ромасько Линейные судьи: Никита Поляков Антон Понамаренко |
|                                                                |                         |                                                                                                |                                 | Судьи: Виктор Спирин Евгений Ромасько Линейные судьи: Никита Поляков Антон Понамаренко |
|                                                                |                         |                                                                                                |                                 | Судьи: Виктор Спирин Евгений Ромасько Линейные судьи: Никита Поляков Антон Понамаренко |
| 6 мин                                                          | Штраф                   | 8 мин                                                                                          |                                 | Судьи: Виктор Спирин Евгений Ромасько Линейные судьи: Никита Поляков Антон Понамаренко |
|                                                                |                         |                                                                                                |                                 |                                                                                        |
|                                                                | 56                      | Броски                                                                                         | 32                              |                                                                                        |

| 3 марта 2023 17:00 | Салават Юлаев | 5 : 2 (3:1, 2:1, 0:0) | Адмирал | Уфа-Арена, Уфа Зрителей: 8 522 |

| Отчёт | Отчёт                       | Отчёт                                                                          | Отчёт                           | Отчёт                                                                                       |
| --- | --------------------------- | ------------------------------------------------------------------------------ | ------------------------------- | ------------------------------------------------------------------------------------------- |
| |                             |                                                                                |                                 |                                                                                             |
| | Илья Ежов — 00:00-60:00     | Вратари                                                                        | 00:00-60:00 — Никита Серебряков | Судьи: Евгений Ромасько Николай Акузовский Линейные судьи: Никита Поляков Антон Пономаренко |
| | Голы:                       |                                                                                |                                 | Судьи: Евгений Ромасько Николай Акузовский Линейные судьи: Никита Поляков Антон Пономаренко |
| Шакир Мухамадуллин (бол.) — 01:52 (М. Науменков, С. Шмелёв) Данил Башкиров — 14:43 (И. Дроздов, Г. Панин) Александр Кадейкин — 19:21 (Д. Алалыкин, Р. Мёрфи) Иван Дроздов — 29:33 (Ш. Мухамадуллин) Александр Хмелевски (бол.) — 30:49 (С. Шмелёв, М. Науменков) | 1:0 1:1 2:1 3:1 4:1 5:1 5:2 | 04:27 — Михаил Криштоф 37:56 — Антон Берлёв (бол.) (Н. Чебыкин, Д. Хамидуллин) |                                 | Судьи: Евгений Ромасько Николай Акузовский Линейные судьи: Никита Поляков Антон Пономаренко |
| |                             |                                                                                |                                 | Судьи: Евгений Ромасько Николай Акузовский Линейные судьи: Никита Поляков Антон Пономаренко |
| |                             |                                                                                |                                 | Судьи: Евгений Ромасько Николай Акузовский Линейные судьи: Никита Поляков Антон Пономаренко |
| |                             |                                                                                |                                 | Судьи: Евгений Ромасько Николай Акузовский Линейные судьи: Никита Поляков Антон Пономаренко |
| 8 мин | Штраф                       | 16 мин                                                                         |                                 | Судьи: Евгений Ромасько Николай Акузовский Линейные судьи: Никита Поляков Антон Пономаренко |
| |                             |                                                                                |                                 |                                                                                             |
| | 43                          | Броски                                                                         | 31                              |                                                                                             |

| 5 марта 2023 10:00 | Адмирал | 3 : 2 (ОТ) (0:0, 0:2, 2:0, 1:0) | Салават Юлаев | Фетисов Арена, Владивосток Зрителей: 5 555 |

| Отчёт | Отчёт                           | Отчёт                                                                                 | Отчёт                   | Отчёт                                                                                   |
| --- | ------------------------------- | ------------------------------------------------------------------------------------- | ----------------------- | --------------------------------------------------------------------------------------- |
| |                                 |                                                                                       |                         |                                                                                         |
| | Никита Серебряков — 00:00-74:26 | Вратари                                                                               | 00:00-74:26 — Илья Ежов | Судьи: Станислав Раминг Максим Сидоренко Линейные судьи: Юрий Иванов Александр Чернышёв |
| | Голы:                           |                                                                                       |                         | Судьи: Станислав Раминг Максим Сидоренко Линейные судьи: Юрий Иванов Александр Чернышёв |
| Динар Хамидуллин — 43:29 Евгений Лисовец — 56:35 (А. Гареев, Д. Файзуллин) Юрий Паутов — 74:26 (Д. Файзуллин) | 0:1 0:2 1:2 2:2 3:2             | 37:32 — Артём Пименов (И. Дроздов, Д. Башкиров) 38:51 — Николай Кулёмин (А. Кадейкин) |                         | Судьи: Станислав Раминг Максим Сидоренко Линейные судьи: Юрий Иванов Александр Чернышёв |
| |                                 |                                                                                       |                         | Судьи: Станислав Раминг Максим Сидоренко Линейные судьи: Юрий Иванов Александр Чернышёв |
| |                                 |                                                                                       |                         | Судьи: Станислав Раминг Максим Сидоренко Линейные судьи: Юрий Иванов Александр Чернышёв |
| |                                 |                                                                                       |                         | Судьи: Станислав Раминг Максим Сидоренко Линейные судьи: Юрий Иванов Александр Чернышёв |
| 0 мин | Штраф                           | 0 мин                                                                                 |                         | Судьи: Станислав Раминг Максим Сидоренко Линейные судьи: Юрий Иванов Александр Чернышёв |
| |                                 |                                                                                       |                         |                                                                                         |
| | 40                              | Броски                                                                                | 29                      |                                                                                         |

| 7 марта 2023 12:30 | Адмирал | 0 : 1 (0:0, 0:0, 0:1) | Салават Юлаев | Фетисов Арена, Владивосток Зрителей: 5 757 |

| Отчёт | Отчёт                           | Отчёт                                            | Отчёт                   | Отчёт                                                                                   |
| ----- | ------------------------------- | ------------------------------------------------ | ----------------------- | --------------------------------------------------------------------------------------- |
|       |                                 |                                                  |                         |                                                                                         |
|       | Никита Серебряков — 00:00-59:13 | Вратари                                          | 00:00-60:00 — Илья Ежов | Судьи: Антон Лаврентьев Станислав Раминг Линейные судьи: Юрий Иванов Александр Чернышёв |
|       | Голы:                           |                                                  |                         | Судьи: Антон Лаврентьев Станислав Раминг Линейные судьи: Юрий Иванов Александр Чернышёв |
|       | 0:1                             | 54:08 — Григорий Панин (Д. Башкиров, И. Дроздов) |                         | Судьи: Антон Лаврентьев Станислав Раминг Линейные судьи: Юрий Иванов Александр Чернышёв |
|       |                                 |                                                  |                         | Судьи: Антон Лаврентьев Станислав Раминг Линейные судьи: Юрий Иванов Александр Чернышёв |
|       |                                 |                                                  |                         | Судьи: Антон Лаврентьев Станислав Раминг Линейные судьи: Юрий Иванов Александр Чернышёв |
|       |                                 |                                                  |                         | Судьи: Антон Лаврентьев Станислав Раминг Линейные судьи: Юрий Иванов Александр Чернышёв |
| 2 мин | Штраф                           | 6 мин                                            |                         | Судьи: Антон Лаврентьев Станислав Раминг Линейные судьи: Юрий Иванов Александр Чернышёв |
|       |                                 |                                                  |                         |                                                                                         |
|       | 19                              | Броски                                           | 31                      |                                                                                         |

| 9 марта 2023 17:00 | Салават Юлаев | 3 : 4 (ОТ) (0:2, 2:1, 1:0, 0:1) | Адмирал | Уфа-Арена, Уфа Зрителей: 8 522 |

| Отчёт | Отчёт                                           | Отчёт | Отчёт                           | Отчёт                                                                              |
| --- | ----------------------------------------------- | --- | ------------------------------- | ---------------------------------------------------------------------------------- |
| |                                                 | |                                 |                                                                                    |
| | Илья Ежов — 00:00-58:23 Илья Ежов — 59:51-65:18 | Вратари | 00:00-65:18 — Никита Серебряков | Судьи: Алексей Белов Юрий Оскирко Линейные судьи: Ильнур Галимов Дмитрий Канифадин |
| | Голы:                                           | |                                 | Судьи: Алексей Белов Юрий Оскирко Линейные судьи: Ильнур Галимов Дмитрий Канифадин |
| Михаил Науменков (бол.) — 32:56 (С. Шмелёв) Алексей Пустозёров (бол.) — 34:00 (А. Хмелевски) Алексей Пустозёров (бол.) — 59:51 | 0:1 0:2 0:3 1:3 2:3 3:3 3:4                     | 00:52 — Александр Шевченко (А. Берлёв, Н. Чебыкин) 01:26 — Данил Файзуллин (бол.) (Р. Червены, М. Криштоф) 23:59 — Юрий Паутов (Д. Гутик, А. Берлёв) 65:18 — Александр Шевченко (Е. Грачёв, Д. Файзуллин) |                                 | Судьи: Алексей Белов Юрий Оскирко Линейные судьи: Ильнур Галимов Дмитрий Канифадин |
| |                                                 | |                                 | Судьи: Алексей Белов Юрий Оскирко Линейные судьи: Ильнур Галимов Дмитрий Канифадин |
| |                                                 | |                                 | Судьи: Алексей Белов Юрий Оскирко Линейные судьи: Ильнур Галимов Дмитрий Канифадин |
| |                                                 | |                                 | Судьи: Алексей Белов Юрий Оскирко Линейные судьи: Ильнур Галимов Дмитрий Канифадин |
| 8 мин | Штраф                                           | 12 мин |                                 | Судьи: Алексей Белов Юрий Оскирко Линейные судьи: Ильнур Галимов Дмитрий Канифадин |
| |                                                 | |                                 |                                                                                    |
| | 40                                              | Броски | 25                              |                                                                                    |

| 11 марта 2023 10:00 | Адмирал | 3 : 2 (0:1, 2:0, 1:1) | Салават Юлаев | Фетисов Арена, Владивосток Зрителей: 5 868 |

| Отчёт                                                              | Отчёт                           | Отчёт                                                                        | Отчёт                   | Отчёт                                                                                         |
| ------------------------------------------------------------------ | ------------------------------- | ---------------------------------------------------------------------------- | ----------------------- | --------------------------------------------------------------------------------------------- |
|                                                                    |                                 |                                                                              |                         |                                                                                               |
|                                                                    | Никита Серебряков — 00:00-60:00 | Вратари                                                                      | 00:00-58:31 — Илья Ежов | Судьи: Сергей Беляев Сергей Кулаков Линейные судьи: Александр Захаренков Александр Садовников |
|                                                                    | Голы:                           |                                                                              |                         | Судьи: Сергей Беляев Сергей Кулаков Линейные судьи: Александр Захаренков Александр Садовников |
| Павел Шэн — 29:41 Иван Емец — 33:11 Антон Берлёв — 57:21 (И. Емец) | 0:1 :1 2:1 2:2 3:2              | 16:37 — Александр Хмелевски (бол.) 45:57 — Александр Хмелевски (Д. Башкиров) |                         | Судьи: Сергей Беляев Сергей Кулаков Линейные судьи: Александр Захаренков Александр Садовников |
|                                                                    |                                 |                                                                              |                         | Судьи: Сергей Беляев Сергей Кулаков Линейные судьи: Александр Захаренков Александр Садовников |
|                                                                    |                                 |                                                                              |                         | Судьи: Сергей Беляев Сергей Кулаков Линейные судьи: Александр Захаренков Александр Садовников |
|                                                                    |                                 |                                                                              |                         | Судьи: Сергей Беляев Сергей Кулаков Линейные судьи: Александр Захаренков Александр Садовников |
| 8 мин                                                              | Штраф                           | 10 мин                                                                       |                         | Судьи: Сергей Беляев Сергей Кулаков Линейные судьи: Александр Захаренков Александр Садовников |
|                                                                    |                                 |                                                                              |                         |                                                                                               |
|                                                                    | 37                              | Броски                                                                       | 24                      |                                                                                               |

#### (3) «Авангард» — (6) «Сибирь»
Вторая встреча «Авангарда» и «Сибири» в плей-офф КХЛ. До этого команды встретились в первом раунде в 2013 году, омский клуб одержал победу со счётом 4-3.
| 2 марта 2023 17:00 | Авангард | 1 : 2 (ОТ) (0:0, 0:0, 1:1, 0:1) | Сибирь | G-Drive Арена, Омск Зрителей: 11 389 |

| Отчёт                                               | Отчёт                          | Отчёт                                                                                             | Отчёт                                                       | Отчёт                                                                              |
| --------------------------------------------------- | ------------------------------ | ------------------------------------------------------------------------------------------------- | ----------------------------------------------------------- | ---------------------------------------------------------------------------------- |
|                                                     |                                |                                                                                                   |                                                             |                                                                                    |
|                                                     | Василий Демченко — 00:00-68:45 | Вратари                                                                                           | 00:00-57:59 — Антон Красоткин 58:22-68:45 — Антон Красоткин | Судьи: Юрий Оскирко Сергей Кулаков Линейные судьи: Евгений Антонов Ярослав Париков |
|                                                     | Голы:                          |                                                                                                   |                                                             | Судьи: Юрий Оскирко Сергей Кулаков Линейные судьи: Евгений Антонов Ярослав Париков |
| Алексей Береглазов — 57:09 (Ф. Малыхин, И. Телегин) | 1:0 1:1 1:2                    | 58:22 — Александр Шаров (бол.) (М. Сушко, В. Пьянов) 68:45 — Никита Сетдиков (Т. Бек, И. Морозов) |                                                             | Судьи: Юрий Оскирко Сергей Кулаков Линейные судьи: Евгений Антонов Ярослав Париков |
|                                                     |                                |                                                                                                   |                                                             | Судьи: Юрий Оскирко Сергей Кулаков Линейные судьи: Евгений Антонов Ярослав Париков |
|                                                     |                                |                                                                                                   |                                                             | Судьи: Юрий Оскирко Сергей Кулаков Линейные судьи: Евгений Антонов Ярослав Париков |
|                                                     |                                |                                                                                                   |                                                             | Судьи: Юрий Оскирко Сергей Кулаков Линейные судьи: Евгений Антонов Ярослав Париков |
| 4 мин                                               | Штраф                          | 4 мин                                                                                             |                                                             | Судьи: Юрий Оскирко Сергей Кулаков Линейные судьи: Евгений Антонов Ярослав Париков |
|                                                     |                                |                                                                                                   |                                                             |                                                                                    |
|                                                     | 27                             | Броски                                                                                            | 21                                                          |                                                                                    |

| 4 марта 2023 14:00 | Авангард | 4 : 1 (1:0, 2:1, 1:0) | Сибирь | G-Drive Арена, Омск Зрителей: 12 007 |

| Отчёт | Отчёт                          | Отчёт                                                  | Отчёт                         | Отчёт                                                                             |
| --- | ------------------------------ | ------------------------------------------------------ | ----------------------------- | --------------------------------------------------------------------------------- |
| |                                |                                                        |                               |                                                                                   |
| | Василий Демченко — 00:00-60:00 | Вратари                                                | 00:00-60:00 — Антон Красоткин | Судьи: Денис Бондарь Юрий Оскирко Линейные судьи: Евгений Антонов Ярослав Париков |
| | Голы:                          |                                                        |                               | Судьи: Денис Бондарь Юрий Оскирко Линейные судьи: Евгений Антонов Ярослав Париков |
| Зият Пайгин — 14:32 (Н. Михайлов) Наиль Якупов — 32:39 (С. Толчинский, С. Чистяков) Сергей Толчинский — 36:20 (Н. Якупов, А. Бродхёрст) Павел Дедунов — 49:42 (В. Жарков) | 1:0 1:1 2:1 3:1 4:1            | 26:45 — Александр Шаров (бол.) (В. Пьянов, В. Бутузов) |                               | Судьи: Денис Бондарь Юрий Оскирко Линейные судьи: Евгений Антонов Ярослав Париков |
| |                                |                                                        |                               | Судьи: Денис Бондарь Юрий Оскирко Линейные судьи: Евгений Антонов Ярослав Париков |
| |                                |                                                        |                               | Судьи: Денис Бондарь Юрий Оскирко Линейные судьи: Евгений Антонов Ярослав Париков |
| |                                |                                                        |                               | Судьи: Денис Бондарь Юрий Оскирко Линейные судьи: Евгений Антонов Ярослав Париков |
| 14 мин | Штраф                          | 8 мин                                                  |                               | Судьи: Денис Бондарь Юрий Оскирко Линейные судьи: Евгений Антонов Ярослав Париков |
| |                                |                                                        |                               |                                                                                   |
| | 29                             | Броски                                                 | 26                            |                                                                                   |

| 6 марта 2023 15:30 | Сибирь | 3 : 4 (1:2, 0:1, 2:1) | Авангард | ЛДС «Сибирь», Новосибирск Зрителей: 6 055 |

| Отчёт | Отчёт                                                       | Отчёт | Отчёт                          | Отчёт                                                                                     |
| --- | ----------------------------------------------------------- | --- | ------------------------------ | ----------------------------------------------------------------------------------------- |
| |                                                             | |                                |                                                                                           |
| | Антон Красоткин — 00:00-56:45 Антон Красоткин — 59:08-59:40 | Вратари | 00:00-60:00 — Василий Демченко | Судьи: Николай Акузовский Сергей Морозов Линейные судьи: Дмитрий Осипов Антон Пономаренко |
| | Голы:                                                       | |                                | Судьи: Николай Акузовский Сергей Морозов Линейные судьи: Дмитрий Осипов Антон Пономаренко |
| Егор Аланов (бол.) — 02:34 (М. Сушко) Никита Шашков — 53:54 (М. Сушко, Т. Бек) Тревор Мёрфи (бол.) — 59:08 (В. Бутузов, А. Шаров) | 1:0 1:1 1:2 1:3 1:4 2:4 3:4                                 | 07:41 — Сергей Толчинский (бол.) (И. Телегин) 14:42 — Владимир Ткачёв (бол.) (А. Бродхёрст, Р. Буше) 33:51 — Корбэн Найт (бол.) (А. Береглазов) 42:10 — Сергей Толчинский (А. Бродхёрст, Н. Якупов) |                                | Судьи: Николай Акузовский Сергей Морозов Линейные судьи: Дмитрий Осипов Антон Пономаренко |
| |                                                             | |                                | Судьи: Николай Акузовский Сергей Морозов Линейные судьи: Дмитрий Осипов Антон Пономаренко |
| |                                                             | |                                | Судьи: Николай Акузовский Сергей Морозов Линейные судьи: Дмитрий Осипов Антон Пономаренко |
| |                                                             | |                                | Судьи: Николай Акузовский Сергей Морозов Линейные судьи: Дмитрий Осипов Антон Пономаренко |
| 12 мин | Штраф                                                       | 18 мин |                                | Судьи: Николай Акузовский Сергей Морозов Линейные судьи: Дмитрий Осипов Антон Пономаренко |
| |                                                             | |                                |                                                                                           |
| | 37                                                          | Броски | 12                             |                                                                                           |

| 8 марта 2023 13:30 | Сибирь | 1 : 4 (1:2, 0:0, 0:2) | Авангард | ЛДС «Сибирь», Новосибирск Зрителей: 6 055 |

| Отчёт                                                 | Отчёт                         | Отчёт | Отчёт                          | Отчёт                                                                                   |
| ----------------------------------------------------- | ----------------------------- | --- | ------------------------------ | --------------------------------------------------------------------------------------- |
|                                                       |                               | |                                |                                                                                         |
|                                                       | Антон Красоткин — 00:00-60:00 | Вратари | 00:00-60:00 — Василий Демченко | Судьи: Николай Акузовский Виктор Бирин Линейные судьи: Дмитрий Осипов Антон Понамаренко |
|                                                       | Голы:                         | |                                | Судьи: Николай Акузовский Виктор Бирин Линейные судьи: Дмитрий Осипов Антон Понамаренко |
| Валентин Пьянов (бол.) — 15:04 (В. Бутузов, Т. Мёрфи) | 0:1 0:2 1:2 1:3 1:4           | 01:40 — Арсений Грицюк (И. Телегин) 12:58 — Корбэн Найт (бол.) (В. Ткачёв, Д. Шарипзянов) 50:47 — Сергей Толчинский 53:21 — Рид Буше (В. Ткачёв) |                                | Судьи: Николай Акузовский Виктор Бирин Линейные судьи: Дмитрий Осипов Антон Понамаренко |
|                                                       |                               | |                                | Судьи: Николай Акузовский Виктор Бирин Линейные судьи: Дмитрий Осипов Антон Понамаренко |
|                                                       |                               | |                                | Судьи: Николай Акузовский Виктор Бирин Линейные судьи: Дмитрий Осипов Антон Понамаренко |
|                                                       |                               | |                                | Судьи: Николай Акузовский Виктор Бирин Линейные судьи: Дмитрий Осипов Антон Понамаренко |
| 8 мин                                                 | Штраф                         | 8 мин |                                | Судьи: Николай Акузовский Виктор Бирин Линейные судьи: Дмитрий Осипов Антон Понамаренко |
|                                                       |                               | |                                |                                                                                         |
|                                                       | 45                            | Броски | 15                             |                                                                                         |

| 10 марта 2023 16:30 | Авангард | 4 : 3 (ОТ) (0:0, 1:1, 2:2, 1:0) | Сибирь | G-Drive Арена, Омск Зрителей: 11 979 |

| Отчёт | Отчёт                          | Отчёт | Отчёт                      | Отчёт                                                                             |
| --- | ------------------------------ | --- | -------------------------- | --------------------------------------------------------------------------------- |
| |                                | |                            |                                                                                   |
| | Василий Демченко — 00:00-62:22 | Вратари | 00:00-62:22 — Денис Костин | Судьи: Виктор Гашилов Александр Соин Линейные судьи: Дмитрий Сивов Сергей Шелянин |
| | Голы:                          | |                            | Судьи: Виктор Гашилов Александр Соин Линейные судьи: Дмитрий Сивов Сергей Шелянин |
| Семён Чистяков — 32:04 (Р. Буше, К. Найт) Владимир Ткачёв — 43:36 (Р. Буше) Дамир Шарипзянов — 48:49 (В. Ткачёв) Зият Пайгин — 62:22 (Д. Шарипзянов, И. Телегин) | 1:0 1:1 1:2 :2 3:2 3:3 4:3     | 39:40 — Тревор Мёрфи (бол.) (А. Шаров, В. Пьянов) 40:41 — Валентин Пьянов (Т. Мёрфи, А. Шаров) 57:16 — Михал Чайковский (А. Яковлев, Е. Аланов) |                            | Судьи: Виктор Гашилов Александр Соин Линейные судьи: Дмитрий Сивов Сергей Шелянин |
| |                                | |                            | Судьи: Виктор Гашилов Александр Соин Линейные судьи: Дмитрий Сивов Сергей Шелянин |
| |                                | |                            | Судьи: Виктор Гашилов Александр Соин Линейные судьи: Дмитрий Сивов Сергей Шелянин |
| |                                | |                            | Судьи: Виктор Гашилов Александр Соин Линейные судьи: Дмитрий Сивов Сергей Шелянин |
| 6 мин | Штраф                          | 6 мин |                            | Судьи: Виктор Гашилов Александр Соин Линейные судьи: Дмитрий Сивов Сергей Шелянин |
| |                                | |                            |                                                                                   |
| | 26                             | Броски | 29                         |                                                                                   |

#### (4) «Автомобилист» — (5) «Металлург»
Третья встреча «Автомобилиста» и магнитогорского «Металлурга» в плей-офф КХЛ. Предыдущие две серии между этими командами завершались победой «Металлурга» со счётом 4-2 (в 2016 и 2018 годах).
| 2 марта 2023 17:00 | Автомобилист | 4 : 2 (1:1, 1:1, 2:0) | Металлург Мг | КРК «Уралец», Екатеринбург Зрителей: 5 545 |

| Отчёт | Отчёт                       | Отчёт                                                                | Отчёт                                                         | Отчёт                                                                             |
| --- | --------------------------- | -------------------------------------------------------------------- | ------------------------------------------------------------- | --------------------------------------------------------------------------------- |
| |                             |                                                                      |                                                               |                                                                                   |
| | Юхан Маттссон — 00:00-60:00 | Вратари                                                              | 00:00-57:19 — Василий Кошечкин 59:53-60:00 — Василий Кошечкин | Судьи: Виктор Бирин Денис Наумов Линейные судьи: Никита Вилюгин Евгений Стрельцов |
| | Голы:                       |                                                                      |                                                               | Судьи: Виктор Бирин Денис Наумов Линейные судьи: Никита Вилюгин Евгений Стрельцов |
| Георгий Белоусов — 19:31 Ник Эберт — 26:48 (К. Волк, А. Макеев) Кёртис Волк (бол.) — 40:45 (С. Широков, Б. Мэйсек) Сергей Широков — 48:37 (А. Голышев) | 0:1 :1 2:1 2:2 3:2 4:2      | 17:14 — Артём Минулин 29:02 — Николай Голдобин (Б. Лайпсик, Ф. Майе) |                                                               | Судьи: Виктор Бирин Денис Наумов Линейные судьи: Никита Вилюгин Евгений Стрельцов |
| |                             |                                                                      |                                                               | Судьи: Виктор Бирин Денис Наумов Линейные судьи: Никита Вилюгин Евгений Стрельцов |
| |                             |                                                                      |                                                               | Судьи: Виктор Бирин Денис Наумов Линейные судьи: Никита Вилюгин Евгений Стрельцов |
| |                             |                                                                      |                                                               | Судьи: Виктор Бирин Денис Наумов Линейные судьи: Никита Вилюгин Евгений Стрельцов |
| 6 мин | Штраф                       | 10 мин                                                               |                                                               | Судьи: Виктор Бирин Денис Наумов Линейные судьи: Никита Вилюгин Евгений Стрельцов |
| |                             |                                                                      |                                                               |                                                                                   |
| | 32                          | Броски                                                               | 30                                                            |                                                                                   |

| 4 марта 2023 14:30 | Автомобилист | 2 : 3 (ОТ2) (0:1, 1:1, 1:0, 0:0, 0:1) | Металлург Мг | КРК «Уралец», Екатеринбург Зрителей: 5 545 |

| Отчёт                                                                                          | Отчёт                                                   | Отчёт | Отчёт                         | Отчёт                                                                               |
| ---------------------------------------------------------------------------------------------- | ------------------------------------------------------- | --- | ----------------------------- | ----------------------------------------------------------------------------------- |
|                                                                                                |                                                         | |                               |                                                                                     |
|                                                                                                | Юхан Маттссон — 00:00-56:55 Юхан Маттссон — 57:58-84:25 | Вратари | 00:00-84:25 — Эдвард Паскуале | Судьи: Виктор Бирин Сергей Морозов Линейные судьи: Никита Вилюгин Евгений Стрельцов |
|                                                                                                | Голы:                                                   | |                               | Судьи: Виктор Бирин Сергей Морозов Линейные судьи: Никита Вилюгин Евгений Стрельцов |
| Брукс Мэйсек — 32:36 (С. Широков, К. Волк) Брукс Мэйсек (бол.) — 57:58 (С. Да Коста, Н. Эберт) | 0:1 0:2 1:2 2:2 2:3                                     | 13:54 — Никита Коростелёв (Е. Яковлев, М. Карпов) 28:58 — Брендан Лайпсик (М. Фисенко, А. Минулин) 84:25 — Егор Яковлев |                               | Судьи: Виктор Бирин Сергей Морозов Линейные судьи: Никита Вилюгин Евгений Стрельцов |
|                                                                                                |                                                         | |                               | Судьи: Виктор Бирин Сергей Морозов Линейные судьи: Никита Вилюгин Евгений Стрельцов |
|                                                                                                |                                                         | |                               | Судьи: Виктор Бирин Сергей Морозов Линейные судьи: Никита Вилюгин Евгений Стрельцов |
|                                                                                                |                                                         | |                               | Судьи: Виктор Бирин Сергей Морозов Линейные судьи: Никита Вилюгин Евгений Стрельцов |
| 16 мин                                                                                         | Штраф                                                   | 20 мин |                               | Судьи: Виктор Бирин Сергей Морозов Линейные судьи: Никита Вилюгин Евгений Стрельцов |
|                                                                                                |                                                         | |                               |                                                                                     |
|                                                                                                | 46                                                      | Броски | 38                            |                                                                                     |

| 6 марта 2023 17:00 | Металлург Мг | 2 : 1 (ОТ2) (0:0, 0:1, 1:0, 0:0, 1:0) | Автомобилист | Арена Металлург, Магнитогорск Зрителей: 4 924 |

| Отчёт                                                                           | Отчёт                         | Отчёт                                           | Отчёт                       | Отчёт                                                                             |
| ------------------------------------------------------------------------------- | ----------------------------- | ----------------------------------------------- | --------------------------- | --------------------------------------------------------------------------------- |
|                                                                                 |                               |                                                 |                             |                                                                                   |
|                                                                                 | Эдвард Паскуале — 00:00-90:35 | Вратари                                         | 00:00-90:35 — Юхан Маттссон | Судьи: Виктор Спирин Иван Фатеев Линейные судьи: Максим Берсенёв Александр Сысуев |
|                                                                                 | Голы:                         |                                                 |                             | Судьи: Виктор Спирин Иван Фатеев Линейные судьи: Максим Берсенёв Александр Сысуев |
| Семён Кошелев — 43:31 (К. Кёрран, А. Чибисов) Денис Зернов — 90:35 (Е. Яковлев) | 0:1 :1 2:1                    | 38:46 — Ник Эберт (бол.) (С. Да Коста, К. Волк) |                             | Судьи: Виктор Спирин Иван Фатеев Линейные судьи: Максим Берсенёв Александр Сысуев |
|                                                                                 |                               |                                                 |                             | Судьи: Виктор Спирин Иван Фатеев Линейные судьи: Максим Берсенёв Александр Сысуев |
|                                                                                 |                               |                                                 |                             | Судьи: Виктор Спирин Иван Фатеев Линейные судьи: Максим Берсенёв Александр Сысуев |
|                                                                                 |                               |                                                 |                             | Судьи: Виктор Спирин Иван Фатеев Линейные судьи: Максим Берсенёв Александр Сысуев |
| 8 мин                                                                           | Штраф                         | 10 мин                                          |                             | Судьи: Виктор Спирин Иван Фатеев Линейные судьи: Максим Берсенёв Александр Сысуев |
|                                                                                 |                               |                                                 |                             |                                                                                   |
|                                                                                 | 44                            | Броски                                          | 36                          |                                                                                   |

| 8 марта 2023 14:30 | Металлург Мг | 0 : 4 (0:0, 0:2, 0:2) | Автомобилист | Арена Металлург, Магнитогорск Зрителей: 6 498 |

| Отчёт | Отчёт                                                       | Отчёт | Отчёт                       | Отчёт                                                                               |
| ----- | ----------------------------------------------------------- | --- | --------------------------- | ----------------------------------------------------------------------------------- |
|       |                                                             | |                             |                                                                                     |
|       | Эдвард Паскуале — 00:00-57:28 Эдвард Паскуале — 59:46-60:00 | Вратари | 00:00-60:00 — Юхан Маттссон | Судьи: Алексей Раводин Иван Фатеев Линейные судьи: Максим Берсенёв Александр Сысуев |
|       | Голы:                                                       | |                             | Судьи: Алексей Раводин Иван Фатеев Линейные судьи: Максим Берсенёв Александр Сысуев |
|       | 0:1 0:2 0:3 0:4                                             | 31:00 — Кёртис Волк (мен.) 33:56 — Денис Баранцев (Д. Блэкер, А. Голышев) 52:50 — Алексей Макеев (П. Кормье) 59:46 — Олег Ли (п.в.) (Е. Гуркин) |                             | Судьи: Алексей Раводин Иван Фатеев Линейные судьи: Максим Берсенёв Александр Сысуев |
|       |                                                             | |                             | Судьи: Алексей Раводин Иван Фатеев Линейные судьи: Максим Берсенёв Александр Сысуев |
|       |                                                             | |                             | Судьи: Алексей Раводин Иван Фатеев Линейные судьи: Максим Берсенёв Александр Сысуев |
|       |                                                             | |                             | Судьи: Алексей Раводин Иван Фатеев Линейные судьи: Максим Берсенёв Александр Сысуев |
| 8 мин | Штраф                                                       | 10 мин |                             | Судьи: Алексей Раводин Иван Фатеев Линейные судьи: Максим Берсенёв Александр Сысуев |
|       |                                                             | |                             |                                                                                     |
|       | 35                                                          | Броски | 28                          |                                                                                     |

| 10 марта 2023 17:00 | Автомобилист | 6 : 3 (3:0, 2:3, 1:0) | Металлург Мг | КРК «Уралец», Екатеринбург Зрителей: 5 545 |

| Отчёт | Отчёт                                                  | Отчёт | Отчёт | Отчёт                                                                                        |
| --- | ------------------------------------------------------ | --- | --- | -------------------------------------------------------------------------------------------- |
| |                                                        | | |                                                                                              |
| | Юхан Маттссон — 00:00-13:55 Игорь Бобков — 13:55-60:00 | Вратари | 00:00-13:55 — Эдвард Паскуале 13:55-55:33 — Василий Кошечкин 55:55-56:09 — Василий Кошечкин 58:25-59:29 — Василий Кошечкин | Судьи: Евгений Гамалей Константин Оленин Линейные судьи: Максим Куприянов Роман Славиковский |
| | Голы:                                                  | | | Судьи: Евгений Гамалей Константин Оленин Линейные судьи: Максим Куприянов Роман Славиковский |
| Алексей Макеев (бол.) — 02:27 (А. Голышев, П. Кормье) Алексей Василевский — 11:03 (К. Волк, Б. Мэйсек) Кёртис Волк — 13:55 (С. Да Коста, С. Широков) Ник Эберт — 20:30 (Б. Мэйсек, А. Макеев) Андрей Обидин — 25:58 (К. Волк, Н. Эберт) Стефан Да Коста (п.в.) — 58:25 (С. Широков, И. Бобков) | 1:0 2:0 3:0 4:0 5:0 5:1 5:2 5:3 6:3                    | 27:54 — Филипп Майе (Б. Лайпсик) 30:02 — Никита Коростелёв (Б. Лайпсик) 36:42 — Брендан Лайпсик (Ф. Майе, К. Кёрран) | | Судьи: Евгений Гамалей Константин Оленин Линейные судьи: Максим Куприянов Роман Славиковский |
| |                                                        | | | Судьи: Евгений Гамалей Константин Оленин Линейные судьи: Максим Куприянов Роман Славиковский |
| |                                                        | | | Судьи: Евгений Гамалей Константин Оленин Линейные судьи: Максим Куприянов Роман Славиковский |
| |                                                        | | | Судьи: Евгений Гамалей Константин Оленин Линейные судьи: Максим Куприянов Роман Славиковский |
| 8 мин | Штраф                                                  | 16 мин | | Судьи: Евгений Гамалей Константин Оленин Линейные судьи: Максим Куприянов Роман Славиковский |
| |                                                        | | |                                                                                              |
| | 25                                                     | Броски | 33 |                                                                                              |

| 12 марта 2023 14:30 | Металлург Мг | 6 : 3 (2:1, 0:1, 4:1) | Автомобилист | Арена Металлург, Магнитогорск Зрителей: 5 950 |

| Отчёт | Отчёт                               | Отчёт | Отчёт                                                 | Отчёт                                                                                 |
| --- | ----------------------------------- | --- | ----------------------------------------------------- | ------------------------------------------------------------------------------------- |
| |                                     | |                                                       |                                                                                       |
| | Эдвард Паскуале — 00:00-60:00       | Вратари | 00:00-56:46 — Игорь Бобков 58:29-60:00 — Игорь Бобков | Судьи: Николай Акузовский Сергей Морозов Линейные судьи: Максим Берсенёв Евгений Юдин |
| | Голы:                               | |                                                       | Судьи: Николай Акузовский Сергей Морозов Линейные судьи: Максим Берсенёв Евгений Юдин |
| Павел Акользин — 00:16 (А. Неколенко) Семён Кошелев — 13:20 (А. Чибисов) Григорий Дронов (бол.) — 40:34 (Э. Паскуале) Павел Акользин — 46:56 Павел Акользин — 56:20 (М. Карпов) Денис Зернов (п.в.) — 58:29 (К. Кёрран) | 1:0 1:1 2:1 2:2 3:2 3:3 4:3 5:3 6:3 | 03:44 — Ник Эберт (бол.) (С. Да Коста, К. Волк) 32:10 — Сергей Широков (бол.) (С. Да Коста, Н. Эберт) 44:47 — Кёртис Волк (бол.) (С. Широков) |                                                       | Судьи: Николай Акузовский Сергей Морозов Линейные судьи: Максим Берсенёв Евгений Юдин |
| |                                     | |                                                       | Судьи: Николай Акузовский Сергей Морозов Линейные судьи: Максим Берсенёв Евгений Юдин |
| |                                     | |                                                       | Судьи: Николай Акузовский Сергей Морозов Линейные судьи: Максим Берсенёв Евгений Юдин |
| |                                     | |                                                       | Судьи: Николай Акузовский Сергей Морозов Линейные судьи: Максим Берсенёв Евгений Юдин |
| 8 мин | Штраф                               | 10 мин |                                                       | Судьи: Николай Акузовский Сергей Морозов Линейные судьи: Максим Берсенёв Евгений Юдин |
| |                                     | |                                                       |                                                                                       |
| | 37                                  | Броски | 34                                                    |                                                                                       |

| 14 марта 2023 17:00 | Автомобилист | 3 : 4 (ОТ) (0:1, 2:0, 1:2, 0:1) | Металлург Мг | КРК «Уралец», Екатеринбург Зрителей: 5 545 |

| Отчёт | Отчёт                      | Отчёт | Отчёт                         | Отчёт                                                                            |
| --- | -------------------------- | --- | ----------------------------- | -------------------------------------------------------------------------------- |
| |                            | |                               |                                                                                  |
| | Игорь Бобков — 00:00-68:38 | Вратари | 00:00-68:38 — Эдвард Паскуале | Судьи: Алексей Белов Сергей Беляев Линейные судьи: Ярослав Париков Дмитрий Шишло |
| | Голы:                      | |                               | Судьи: Алексей Белов Сергей Беляев Линейные судьи: Ярослав Париков Дмитрий Шишло |
| Ник Эберт — 22:48 (Г. Белоусов) Сергей Широков (бол.) — 31:03 (С. Да Коста) Алексей Макеев (бол.) — 41:31 (Г. Белоусов, А. Голышев) | 0:1 :1 2:1 3:1 3:2 3:3 3:4 | 05:40 — Никита Коростелёв (бол.) (Ф. Майе, Е. Яковлев) 53:29 — Денис Зернов (бол.) (С. Кошелев, Г. Дронов) 55:28 — Егор Яковлев (Б. Лайпсик) 68:38 — Николай Голдобин (Б. Лайпсик) |                               | Судьи: Алексей Белов Сергей Беляев Линейные судьи: Ярослав Париков Дмитрий Шишло |
| |                            | |                               | Судьи: Алексей Белов Сергей Беляев Линейные судьи: Ярослав Париков Дмитрий Шишло |
| |                            | |                               | Судьи: Алексей Белов Сергей Беляев Линейные судьи: Ярослав Париков Дмитрий Шишло |
| |                            | |                               | Судьи: Алексей Белов Сергей Беляев Линейные судьи: Ярослав Париков Дмитрий Шишло |
| 14 мин | Штраф                      | 12 мин |                               | Судьи: Алексей Белов Сергей Беляев Линейные судьи: Ярослав Париков Дмитрий Шишло |
| |                            | |                               |                                                                                  |
| | 32                         | Броски | 42                            |                                                                                  |

### Западная конференция

#### (1) СКА — (8) «Динамо» Минск
Третья встреча СКА и минского «Динамо» в плей-офф КХЛ. Команды встретились третий раз подряд на стадии первого раунда. В двух предыдущих сериях победу одерживал СКА: 4-1 в 2021 году и 4-0 в 2022 году.
| 1 марта 2023 19:30 | СКА | 4 : 6 (1:1, 1:1, 2:4) | Динамо (Минск) | Ледовый дворец, Санкт-Петербург Зрителей: 12 284 |

| Отчёт | Отчёт | Отчёт | Отчёт                                                           | Отчёт                                                                                    |
| --- | --- | --- | --------------------------------------------------------------- | ---------------------------------------------------------------------------------------- |
| | | |                                                                 |                                                                                          |
| | Дмитрий Николаев — 00:00-55:06 Дмитрий Николаев — 57:30-57:53 Дмитрий Николаев — 58:43-59:05 Дмитрий Николаев — 59:54-60:00 | Вратари | 00:00-43:48 — Константин Шостак 44:49-60:00 — Константин Шостак | Судьи: Алексей Раводин Станислав Раминг Линейные судьи: Ильнур Галимов Дмитрий Канифадин |
| | Голы: | |                                                                 | Судьи: Алексей Раводин Станислав Раминг Линейные судьи: Ильнур Галимов Дмитрий Канифадин |
| Дмитрий Яшкин — 11:09 (Н. Гусев, М. Хуснутдинов) Евгений Кетов — 23:11 (Д. Жафяров) Александр Волков — 58:43 (М. Воробьёв, М. Хайруллин) Никита Гусев — 59:41 (Д. Яшкин, А. Педан) | 1:0 1:1 2:1 2:2 2:3 2:4 2:5 3:5 4:5 4:6                                                                                     | 17:21 — Никита Пышкайло 25:04 — Седрик Пакетт (бол.) (М. Барберио, Р. Спунер) 46:51 — Роман Горбунов (С. Сапего) 52:55 — Владимир Алистров (Н. Меркли) 57:30 — Виталий Пинчук (п.в.) 59:54 — Владимир Алистров (п.в.) (Р. Горбунов) |                                                                 | Судьи: Алексей Раводин Станислав Раминг Линейные судьи: Ильнур Галимов Дмитрий Канифадин |
| | | |                                                                 | Судьи: Алексей Раводин Станислав Раминг Линейные судьи: Ильнур Галимов Дмитрий Канифадин |
| | | |                                                                 | Судьи: Алексей Раводин Станислав Раминг Линейные судьи: Ильнур Галимов Дмитрий Канифадин |
| | | |                                                                 | Судьи: Алексей Раводин Станислав Раминг Линейные судьи: Ильнур Галимов Дмитрий Канифадин |
| 8 мин | Штраф | 6 мин |                                                                 | Судьи: Алексей Раводин Станислав Раминг Линейные судьи: Ильнур Галимов Дмитрий Канифадин |
| | | |                                                                 |                                                                                          |
| | 35 | Броски | 26                                                              |                                                                                          |

| 3 марта 2023 19:30 | СКА | 5 : 2 (3:0, 0:1, 2:1) | Динамо (Минск) | Ледовый дворец, Санкт-Петербург Зрителей: 12 378 |

| Отчёт | Отчёт                          | Отчёт                                                                            | Отчёт                                                           | Отчёт                                                                                    |
| --- | ------------------------------ | -------------------------------------------------------------------------------- | --------------------------------------------------------------- | ---------------------------------------------------------------------------------------- |
| |                                |                                                                                  |                                                                 |                                                                                          |
| | Дмитрий Николаев — 00:00-60:00 | Вратари                                                                          | 00:00-56:43 — Константин Шостак 57:04-60:00 — Константин Шостак | Судьи: Антон Лаврентьев Алексей Раводин Линейные судьи: Ильнур Галимов Дмитрий Канифадин |
| | Голы:                          |                                                                                  |                                                                 | Судьи: Антон Лаврентьев Алексей Раводин Линейные судьи: Ильнур Галимов Дмитрий Канифадин |
| Василий Глотов — 12:29 (Н. Гусев, И. Ожиганов) Святослав Гребенщиков — 15:33 (Н. Камалов, Д. Жафяров) Игорь Ожиганов — 16:40 Марат Хуснутдинов — 55:02 (Н. Гусев, Н. Камалов) Степан Фальковский (бол.) — 58:25 (В. Зыков, Д. Жафяров) | 1:0 2:0 3:0 3:1 4:1 4:2 5:2    | 33:25 — Райан Спунер (М. Барберио, Б. Козун) 56:26 — Никита Пышкайло (В. Пинчук) |                                                                 | Судьи: Антон Лаврентьев Алексей Раводин Линейные судьи: Ильнур Галимов Дмитрий Канифадин |
| |                                |                                                                                  |                                                                 | Судьи: Антон Лаврентьев Алексей Раводин Линейные судьи: Ильнур Галимов Дмитрий Канифадин |
| |                                |                                                                                  |                                                                 | Судьи: Антон Лаврентьев Алексей Раводин Линейные судьи: Ильнур Галимов Дмитрий Канифадин |
| |                                |                                                                                  |                                                                 | Судьи: Антон Лаврентьев Алексей Раводин Линейные судьи: Ильнур Галимов Дмитрий Канифадин |
| 6 мин | Штраф                          | 58 мин                                                                           |                                                                 | Судьи: Антон Лаврентьев Алексей Раводин Линейные судьи: Ильнур Галимов Дмитрий Канифадин |
| |                                |                                                                                  |                                                                 |                                                                                          |
| | 38                             | Броски                                                                           | 25                                                              |                                                                                          |

| 5 марта 2023 17:10 | Динамо (Минск) | 0 : 4 (0:2, 0:1, 0:1) | СКА | Минск-Арена, Минск Зрителей: 15 086 |

| Отчёт | Отчёт                           | Отчёт | Отчёт                          | Отчёт                                                                          |
| ----- | ------------------------------- | --- | ------------------------------ | ------------------------------------------------------------------------------ |
|       |                                 | |                                |                                                                                |
|       | Константин Шостак — 00:00-60:00 | Вратари | 00:00-60:00 — Дмитрий Николаев | Судьи: Алексей Белов Сергей Беляев Линейные судьи: Дмитрий Сивов Дмитрий Шишло |
|       | Голы:                           | |                                | Судьи: Алексей Белов Сергей Беляев Линейные судьи: Дмитрий Сивов Дмитрий Шишло |
|       | 0:1 0:2 0:3 0:4                 | 09:30 — Дмитрий Яшкин (бол.) (М. Хуснутдинов, И. Ожиганов) 16:07 — Никита Комаров (С. Гребенщиков) 28:36 — Александр Никишин (Н. Гусев) 50:37 — Василий Глотов (С. Фальковский) |                                | Судьи: Алексей Белов Сергей Беляев Линейные судьи: Дмитрий Сивов Дмитрий Шишло |
|       |                                 | |                                | Судьи: Алексей Белов Сергей Беляев Линейные судьи: Дмитрий Сивов Дмитрий Шишло |
|       |                                 | |                                | Судьи: Алексей Белов Сергей Беляев Линейные судьи: Дмитрий Сивов Дмитрий Шишло |
|       |                                 | |                                | Судьи: Алексей Белов Сергей Беляев Линейные судьи: Дмитрий Сивов Дмитрий Шишло |
| 8 мин | Штраф                           | 21 мин |                                | Судьи: Алексей Белов Сергей Беляев Линейные судьи: Дмитрий Сивов Дмитрий Шишло |
|       |                                 | |                                |                                                                                |
|       | 26                              | Броски | 29                             |                                                                                |

| 7 марта 2023 19:30 | Динамо (Минск) | 4 : 2 (0:0, 0:0, 4:2) | СКА | Минск-Арена, Минск Зрителей: 13 820 |

| Отчёт | Отчёт                         | Отчёт                                                                                               | Отчёт                                                                                        | Отчёт                                                                            |
| --- | ----------------------------- | --------------------------------------------------------------------------------------------------- | -------------------------------------------------------------------------------------------- | -------------------------------------------------------------------------------- |
| |                               | |                                                                                              |                                                                                  |
| | Алексей Колосов — 00:00-60:00 | Вратари                                                                                             | 00:00-54:34 — Дмитрий Николаев 56:26-56:52 — Дмитрий Николаев 58:08-58:27 — Дмитрий Николаев | Судьи: Евгений Гамалей Сергей Беляев Линейные судьи: Дмитрий Сивов Дмитрий Шишло |
| | Голы:                         | |                                                                                              | Судьи: Евгений Гамалей Сергей Беляев Линейные судьи: Дмитрий Сивов Дмитрий Шишло |
| Игорь Мартынов (мен.) — 49:37 Дмитрий Соколов (бол.) — 52:04 (Р. Спунер, М. Барберио) Роман Горбунов — 54:22 (Н. Меркли, М. Барберио) Ник Меркли (п.в.) — 56:26 (В. Алистров, М. Барберио) | 0:1 :1 2:1 3:1 4:1 4:2        | 43:46 — Никита Гусев (А. Никишин, З. Бардаков) 58:08 — Андрей Педан (бол.) (Н. Гусев, М. Хайруллин) |                                                                                              | Судьи: Евгений Гамалей Сергей Беляев Линейные судьи: Дмитрий Сивов Дмитрий Шишло |
| |                               | |                                                                                              | Судьи: Евгений Гамалей Сергей Беляев Линейные судьи: Дмитрий Сивов Дмитрий Шишло |
| |                               | |                                                                                              | Судьи: Евгений Гамалей Сергей Беляев Линейные судьи: Дмитрий Сивов Дмитрий Шишло |
| |                               | |                                                                                              | Судьи: Евгений Гамалей Сергей Беляев Линейные судьи: Дмитрий Сивов Дмитрий Шишло |
| 14 мин | Штраф                         | 8 мин                                                                                               |                                                                                              | Судьи: Евгений Гамалей Сергей Беляев Линейные судьи: Дмитрий Сивов Дмитрий Шишло |
| |                               | |                                                                                              |                                                                                  |
| | 22                            | Броски                                                                                              | 32                                                                                           |                                                                                  |

| 9 марта 2023 19:30 | СКА | 6 : 3 (2:1, 1:0, 3:2) | Динамо (Минск) | Ледовый дворец, Санкт-Петербург Зрителей: 11 896 |

| Отчёт | Отчёт                              | Отчёт | Отчёт                                                                                     | Отчёт                                                                         |
| --- | ---------------------------------- | --- | ----------------------------------------------------------------------------------------- | ----------------------------------------------------------------------------- |
| |                                    | |                                                                                           |                                                                               |
| | Дмитрий Николаев — 00:00-60:00     | Вратари | 00:00-57:09 — Алексей Колосов 58:27-58:46 — Алексей Колосов 59:48-60:00 — Алексей Колосов | Судьи: Денис Наумов Сергей Юдаков Линейные судьи: Евгений Антонов Юрий Иванов |
| | Голы:                              | |                                                                                           | Судьи: Денис Наумов Сергей Юдаков Линейные судьи: Евгений Антонов Юрий Иванов |
| Дмитрий Яшкин (бол.) — 10:16 (Н. Гусев, И. Ожиганов) Василий Глотов — 17:15 (Н. Комаров) Дмитрий Яшкин (бол.) — 39:17 (Д. Жафяров, И. Ожиганов) Никита Гусев — 47:53 (В. Глотов, Н. Камалов) Марат Хайруллин (п.в.) — 58:27 Марат Хайруллин (п.в.) — 59:48 (М. Хуснутдинов) | 0:1 :1 2:1 3:1 3:2 4:2 4:3 5:3 6:3 | 08:43 — Виталий Пинчук (бол.) (Р. Спунер, Д. Соколов) 46:32 — Седрик Пакетт (Б. Козун, Р. Спунер) 51:58 — Дмитрий Соколов (бол.) (М. Барберио, Б. Козун) |                                                                                           | Судьи: Денис Наумов Сергей Юдаков Линейные судьи: Евгений Антонов Юрий Иванов |
| |                                    | |                                                                                           | Судьи: Денис Наумов Сергей Юдаков Линейные судьи: Евгений Антонов Юрий Иванов |
| |                                    | |                                                                                           | Судьи: Денис Наумов Сергей Юдаков Линейные судьи: Евгений Антонов Юрий Иванов |
| |                                    | |                                                                                           | Судьи: Денис Наумов Сергей Юдаков Линейные судьи: Евгений Антонов Юрий Иванов |
| 10 мин | Штраф                              | 10 мин |                                                                                           | Судьи: Денис Наумов Сергей Юдаков Линейные судьи: Евгений Антонов Юрий Иванов |
| |                                    | |                                                                                           |                                                                               |
| | 43                                 | Броски | 22                                                                                        |                                                                               |

| 11 марта 2023 17:10 | Динамо (Минск) | 2 : 4 (1:2, 1:1, 0:1) | СКА | Минск-Арена, Минск Зрителей: 15 086 |

| Отчёт                                                                       | Отчёт                                                       | Отчёт | Отчёт                          | Отчёт                                                                                |
| --------------------------------------------------------------------------- | ----------------------------------------------------------- | --- | ------------------------------ | ------------------------------------------------------------------------------------ |
|                                                                             |                                                             | |                                |                                                                                      |
|                                                                             | Алексей Колосов — 00:00-57:42 Алексей Колосов — 59:45-60:00 | Вратари | 00:00-60:00 — Дмитрий Николаев | Судьи: Алексей Белов Юрий Оскирко Линейные судьи: Антон Понамаренко Максим Строганов |
|                                                                             | Голы:                                                       | |                                | Судьи: Алексей Белов Юрий Оскирко Линейные судьи: Антон Понамаренко Максим Строганов |
| Владимир Алистров (мен.) — 01:26 Сергей Сапего (мен.) — 10:16 (И. Мартынов) | 1:0 1:1 1:2 :2 2:3 2:4                                      | 02:30 — Василий Глотов (С. Гребенщиков) 08:06 — Михаил Воробьёв (М. Хайруллин, Д. Жафяров) 32:33 — Андрей Педан (В. Глотов) 59:45 — Марат Хайруллин (п.в.) (Н. Комаров, А. Никишин) |                                | Судьи: Алексей Белов Юрий Оскирко Линейные судьи: Антон Понамаренко Максим Строганов |
|                                                                             |                                                             | |                                | Судьи: Алексей Белов Юрий Оскирко Линейные судьи: Антон Понамаренко Максим Строганов |
|                                                                             |                                                             | |                                | Судьи: Алексей Белов Юрий Оскирко Линейные судьи: Антон Понамаренко Максим Строганов |
|                                                                             |                                                             | |                                | Судьи: Алексей Белов Юрий Оскирко Линейные судьи: Антон Понамаренко Максим Строганов |
| 16 мин                                                                      | Штраф                                                       | 12 мин |                                | Судьи: Алексей Белов Юрий Оскирко Линейные судьи: Антон Понамаренко Максим Строганов |
|                                                                             |                                                             | |                                |                                                                                      |
|                                                                             | 32                                                          | Броски | 37                             |                                                                                      |

#### (2) ЦСКА — (7) «Северсталь»
Первая встреча ЦСКА и «Северстали» в плей-офф КХЛ.
В четвёртом матче впервые в истории КХЛ в одной команде в матче сыграли сразу три вратаря — Александр Самонов, Дмитрий Шугаев и Артём Назаркин у «Северстали». Главный тренер Андрей Разин объяснил выход Назаркина микротравмами Самонова и Шугаева.
| 2 марта 2023 19:30 | ЦСКА | 5 : 2 (0:1, 2:0, 3:1) | Северсталь | ЦСКА Арена, Москва Зрителей: 3 850 |

| Отчёт | Отчёт                              | Отчёт                                                                     | Отчёт                                                     | Отчёт                                                                               |
| --- | ---------------------------------- | ------------------------------------------------------------------------- | --------------------------------------------------------- | ----------------------------------------------------------------------------------- |
| |                                    |                                                                           |                                                           |                                                                                     |
| | Александр Шарыченков — 00:00-60:00 | Вратари                                                                   | 00:00-58:03 — Дмитрий Шугаев 59:04-60:00 — Дмитрий Шугаев | Судьи: Сергей Беляев Константин Оленин Линейные судьи: Дмитрий Сивов Сергей Шелянин |
| | Голы:                              |                                                                           |                                                           | Судьи: Сергей Беляев Константин Оленин Линейные судьи: Дмитрий Сивов Сергей Шелянин |
| Михаил Григоренко — 24:44 (Д. Диц, Н. Макаров) Виталий Абрамов — 25:41 (Я. Дыбленко, Т. Мингачёв) Виталий Абрамов — 42:56 (Н. Нестеров) Сергей Плотников — 43:20 (Ф. Классон, Н. Нестеров) Сергей Плотников (п.в.) — 59:04 | 0:1 :1 2:1 3:1 4:1 4:2 5:2         | 08:59 — Робин Пресс (бол.) (И. Гераськин) 52:24 — Илья Иванцов (А. Лишка) |                                                           | Судьи: Сергей Беляев Константин Оленин Линейные судьи: Дмитрий Сивов Сергей Шелянин |
| |                                    |                                                                           |                                                           | Судьи: Сергей Беляев Константин Оленин Линейные судьи: Дмитрий Сивов Сергей Шелянин |
| |                                    |                                                                           |                                                           | Судьи: Сергей Беляев Константин Оленин Линейные судьи: Дмитрий Сивов Сергей Шелянин |
| |                                    |                                                                           |                                                           | Судьи: Сергей Беляев Константин Оленин Линейные судьи: Дмитрий Сивов Сергей Шелянин |
| 2 мин | Штраф                              | 8 мин                                                                     |                                                           | Судьи: Сергей Беляев Константин Оленин Линейные судьи: Дмитрий Сивов Сергей Шелянин |
| |                                    |                                                                           |                                                           |                                                                                     |
| | 43                                 | Броски                                                                    | 19                                                        |                                                                                     |

| 4 марта 2023 17:00 | ЦСКА | 2 : 3 (ОТ2) (0:1, 0:0, 2:1, 0:0, 0:1) | Северсталь | ЦСКА Арена, Москва Зрителей: 8 868 |

| Отчёт                                                                                    | Отчёт                                                                 | Отчёт | Отчёт                           | Отчёт                                                                                          |
| ---------------------------------------------------------------------------------------- | --------------------------------------------------------------------- | --- | ------------------------------- | ---------------------------------------------------------------------------------------------- |
|                                                                                          |                                                                       | |                                 |                                                                                                |
|                                                                                          | Александр Шарыченков — 00:00-16:28 Александр Шарыченков — 16:36-82:25 | Вратари | 00:00-82:25 — Александр Самонов | Судьи: Виктор Гашилов Александр Соин Линейные судьи: Александр Захаренков Александр Садовников |
|                                                                                          | Голы:                                                                 | |                                 | Судьи: Виктор Гашилов Александр Соин Линейные судьи: Александр Захаренков Александр Садовников |
| Владислав Каменев — 48:31 (С. Плотников) Михаил Григоренко — 49:15 (М. Мамин, М. Соркин) | 0:1 :1 2:1 2:2 2:3                                                    | 04:38 — Александр Суворов 51:17 — Николай Тимашов (С. Луговяк, Д. Вовченко) 82:25 — Никита Гуслистов (Р. Пресс, А. Суворов) |                                 | Судьи: Виктор Гашилов Александр Соин Линейные судьи: Александр Захаренков Александр Садовников |
|                                                                                          |                                                                       | |                                 | Судьи: Виктор Гашилов Александр Соин Линейные судьи: Александр Захаренков Александр Садовников |
|                                                                                          |                                                                       | |                                 | Судьи: Виктор Гашилов Александр Соин Линейные судьи: Александр Захаренков Александр Садовников |
|                                                                                          |                                                                       | |                                 | Судьи: Виктор Гашилов Александр Соин Линейные судьи: Александр Захаренков Александр Садовников |
| 12 мин                                                                                   | Штраф                                                                 | 8 мин |                                 | Судьи: Виктор Гашилов Александр Соин Линейные судьи: Александр Захаренков Александр Садовников |
|                                                                                          |                                                                       | |                                 |                                                                                                |
|                                                                                          | 54                                                                    | Броски | 32                              |                                                                                                |

| 6 марта 2023 19:30 | Северсталь | 5 : 3 (1:2, 2:1, 2:0) | ЦСКА | Ледовый дворец, Череповец Зрителей: 5 220 |

| Отчёт | Отчёт                                                           | Отчёт | Отчёт | Отчёт                                                                                    |
| --- | --------------------------------------------------------------- | --- | --- | ---------------------------------------------------------------------------------------- |
| |                                                                 | | |                                                                                          |
| | Александр Самонов — 00:00-21:22 Александр Самонов — 21:24-60:00 | Вратари | 00:00-11:05 — Александр Шарыченков 11:48-40:00 — Александр Шарыченков 40:00-58:31 — Адам Рейдеборн 58:48-59:21 — Адам Рейдеборн 59:52-60:00 — Адам Рейдеборн | Судьи: Антон Гофман Александр Сергеев Линейные судьи: Евгений Стрельцов Максим Строганов |
| | Голы:                                                           | | | Судьи: Антон Гофман Александр Сергеев Линейные судьи: Евгений Стрельцов Максим Строганов |
| Адам Лишка — 16:01 (И. Иванцов, Е. Морозов) Егор Морозов (бол.) — 22:36 (Д. Пыленков, Р. Пресс) Даниил Вовченко — 28:19 (И. Гераськин, А. Петунин) Даниил Вовченко (бол.) — 44:10 (Д. Пыленков, А. Петунин) Александр Петунин (п.в.) — 58:48 (Д. Пыленков, А. Петунин) | 0:1 :1 1:2 :2 2:3 :3 4:3 5:3                                    | 13:10 — Михаил Григоренко (бол.) (К. Окулов) 19:20 — Антон Слепышев (П. Карнаухов, Н. Макаров) 28:10 — Максим Мамин (Н. Рожков) | | Судьи: Антон Гофман Александр Сергеев Линейные судьи: Евгений Стрельцов Максим Строганов |
| |                                                                 | | | Судьи: Антон Гофман Александр Сергеев Линейные судьи: Евгений Стрельцов Максим Строганов |
| |                                                                 | | | Судьи: Антон Гофман Александр Сергеев Линейные судьи: Евгений Стрельцов Максим Строганов |
| |                                                                 | | | Судьи: Антон Гофман Александр Сергеев Линейные судьи: Евгений Стрельцов Максим Строганов |
| 6 мин | Штраф                                                           | 12 мин | | Судьи: Антон Гофман Александр Сергеев Линейные судьи: Евгений Стрельцов Максим Строганов |
| |                                                                 | | |                                                                                          |
| | 19                                                              | Броски | 43 |                                                                                          |

| 8 марта 2023 17:00 | Северсталь | 3 : 9 (0:4, 1:2, 2:3) | ЦСКА | Ледовый дворец, Череповец Зрителей: 5 276 |

| Отчёт | Отчёт | Отчёт | Отчёт                        | Отчёт                                                                                |
| --- | --- | --- | ---------------------------- | ------------------------------------------------------------------------------------ |
| | | |                              |                                                                                      |
| | Александр Самонов — 00:00-13:29 Дмитрий Шугаев — 13:29-19:42 Александр Самонов — 20:00-24:40 Дмитрий Шугаев — 24:51-33:35 Дмитрий Шугаев — 34:21-40:00 Артём Назаркин — 40:00-53:27 Артём Назаркин — 55:39-56:49 Артём Назаркин — 59:25-60:00 | Вратари | 00:00-60:00 — Адам Рейдеборн | Судьи: Антон Гофман Сергей Юдаков Линейные судьи: Евгений Стрельцов Максим Строганов |
| | Голы: | |                              | Судьи: Антон Гофман Сергей Юдаков Линейные судьи: Евгений Стрельцов Максим Строганов |
| Робин Пресс (бол.) — 24:51 (Д. Пыленков, И. Гераськин) Руслан Абросимов — 50:28 (М. Тихонов, Д. Моисеев) Егор Морозов — 55:39 | 0:1 0:2 0:3 0:4 1:4 1:5 1:6 2:6 3:6 3:7 3:8 3:9 | 08:41 — Сергей Плотников (Н. Нестеров, К. Окулов) 10:03 — Владислав Каменев (бол.) (М. Григоренко, Н. Нестеров) 13:29 — Павел Карнаухов (А. Слепышев) 16:44 — Антон Слепышев (А. Светлаков) 25:27 — Тахир Мингачёв (Ф. Классон, В. Абрамов) 27:05 — Михаил Григоренко (бол.) (К. Окулов, Н. Нестеров) 55:59 — Антон Слепышев (А. Светлаков) 56:21 — Прохор Полтапов (В. Брюквин) 59:25 — Тахир Мингачёв (п.в.) |                              | Судьи: Антон Гофман Сергей Юдаков Линейные судьи: Евгений Стрельцов Максим Строганов |
| | | |                              | Судьи: Антон Гофман Сергей Юдаков Линейные судьи: Евгений Стрельцов Максим Строганов |
| | | |                              | Судьи: Антон Гофман Сергей Юдаков Линейные судьи: Евгений Стрельцов Максим Строганов |
| | | |                              | Судьи: Антон Гофман Сергей Юдаков Линейные судьи: Евгений Стрельцов Максим Строганов |
| 8 мин | Штраф | 12 мин |                              | Судьи: Антон Гофман Сергей Юдаков Линейные судьи: Евгений Стрельцов Максим Строганов |
| | | |                              |                                                                                      |
| | 32 | Броски | 40                           |                                                                                      |

| 10 марта 2023 19:30 | ЦСКА | 4 : 3 (2:0, 2:2, 0:1) | Северсталь | ЦСКА Арена, Москва Зрителей: 8 292 |

| Отчёт | Отчёт                        | Отчёт | Отчёт                           | Отчёт                                                                        |
| --- | ---------------------------- | --- | ------------------------------- | ---------------------------------------------------------------------------- |
| |                              | |                                 |                                                                              |
| | Адам Рейдеборн — 00:00-60:00 | Вратари | 00:00-58:22 — Александр Самонов | Судьи: Виктор Бирин Иван Фатеев Линейные судьи: Никита Вилюгин Дмитрий Шишло |
| | Голы:                        | |                                 | Судьи: Виктор Бирин Иван Фатеев Линейные судьи: Никита Вилюгин Дмитрий Шишло |
| Виталий Абрамов — 15:08 (В. Брюквин, Ф. Классон) Даррен Диц — 17:37 (М. Соркин, М. Мамин) Никита Нестеров (бол.) — 24:57 (К. Окулов, М. Григоренко) Антон Слепышев — 32:44 (А. Светлаков, П. Карнаухов) | 1:0 2:0 3:0 3:1 4:1 4:2 4:3  | 27:18 — Никита Макеев (М. Тихонов) 35:54 — Даниил Вовченко (бол.) (К. Пилипенко, А. Петунин) 41:19 — Александр Суворов (А. Петунин, Р. Абросимов) |                                 | Судьи: Виктор Бирин Иван Фатеев Линейные судьи: Никита Вилюгин Дмитрий Шишло |
| |                              | |                                 | Судьи: Виктор Бирин Иван Фатеев Линейные судьи: Никита Вилюгин Дмитрий Шишло |
| |                              | |                                 | Судьи: Виктор Бирин Иван Фатеев Линейные судьи: Никита Вилюгин Дмитрий Шишло |
| |                              | |                                 | Судьи: Виктор Бирин Иван Фатеев Линейные судьи: Никита Вилюгин Дмитрий Шишло |
| 8 мин | Штраф                        | 8 мин |                                 | Судьи: Виктор Бирин Иван Фатеев Линейные судьи: Никита Вилюгин Дмитрий Шишло |
| |                              | |                                 |                                                                              |
| | 27                           | Броски | 24                              |                                                                              |

| 12 марта 2023 17:00 | Северсталь | 3 : 0 (0:0, 2:0, 1:0) | ЦСКА | Ледовый дворец, Череповец Зрителей: 5 204 |

| Отчёт | Отчёт                           | Отчёт   | Отчёт                        | Отчёт                                                                                   |
| --- | ------------------------------- | ------- | ---------------------------- | --------------------------------------------------------------------------------------- |
| |                                 |         |                              |                                                                                         |
| | Александр Самонов — 00:00-60:00 | Вратари | 00:00-59:35 — Адам Рейдеборн | Судьи: Константин Оленин Максим Сидоренко Линейные судьи: Никита Поляков Сергей Шелянин |
| | Голы:                           |         |                              | Судьи: Константин Оленин Максим Сидоренко Линейные судьи: Никита Поляков Сергей Шелянин |
| Даниил Пыленков — 24:05 (Р. Пресс, Д. Вовченко) Александр Петунин (бол.) — 38:27 (Д. Пыленков, А. Самонов) Никита Рожков (бол.) — 41:51 (Р. Пресс, И. Гераськин) | 1:0 2:0 3:0                     |         |                              | Судьи: Константин Оленин Максим Сидоренко Линейные судьи: Никита Поляков Сергей Шелянин |
| |                                 |         |                              | Судьи: Константин Оленин Максим Сидоренко Линейные судьи: Никита Поляков Сергей Шелянин |
| |                                 |         |                              | Судьи: Константин Оленин Максим Сидоренко Линейные судьи: Никита Поляков Сергей Шелянин |
| |                                 |         |                              | Судьи: Константин Оленин Максим Сидоренко Линейные судьи: Никита Поляков Сергей Шелянин |
| 4 мин | Штраф                           | 10 мин  |                              | Судьи: Константин Оленин Максим Сидоренко Линейные судьи: Никита Поляков Сергей Шелянин |
| |                                 |         |                              |                                                                                         |
| | 26                              | Броски  | 26                           |                                                                                         |

| 14 марта 2023 19:30 | ЦСКА | 5 : 3 (1:2, 1:0, 3:1) | Северсталь | ЦСКА Арена, Москва Зрителей: 9 349 |

| Отчёт | Отчёт                           | Отчёт | Отчёт | Отчёт                                                                            |
| --- | ------------------------------- | --- | --- | -------------------------------------------------------------------------------- |
| |                                 | | |                                                                                  |
| | Адам Рейдеборн — 00:00-60:00    | Вратари | 00:00-49:19 — Александр Самонов 50:23-58:43 — Александр Самонов 59:11-59:27 — Александр Самонов 59:47-60:00 — Александр Самонов | Судьи: Виктор Бирин Сергей Морозов Линейные судьи: Торнике Кучава Никита Новиков |
| | Голы:                           | | | Судьи: Виктор Бирин Сергей Морозов Линейные судьи: Торнике Кучава Никита Новиков |
| Сергей Плотников (бол.) — 18:25 (М. Григоренко, Н. Нестеров) Владислав Каменев — 34:15 (В. Провольнев, К. Окулов) Владислав Провольнев — 45:42 (А. Слепышев, П. Карнаухов) Максим Соркин — 46:09 (М. Мамин, М. Григоренко) Владислав Каменев (п.в.) — 59:47 (А. Сергеев, Н. Нестеров) | 0:1 0:2 1:2 2:2 3:2 4:2 4:3 5:3 | 13:02 — Давид Думбадзе (П. Денисов, И. Гераськин) 16:38 — Александр Петунин (бол.) (Р. Абросимов) 54:55 — Александр Суворов (И. Иванцов) | | Судьи: Виктор Бирин Сергей Морозов Линейные судьи: Торнике Кучава Никита Новиков |
| |                                 | | | Судьи: Виктор Бирин Сергей Морозов Линейные судьи: Торнике Кучава Никита Новиков |
| |                                 | | | Судьи: Виктор Бирин Сергей Морозов Линейные судьи: Торнике Кучава Никита Новиков |
| |                                 | | | Судьи: Виктор Бирин Сергей Морозов Линейные судьи: Торнике Кучава Никита Новиков |
| 12 мин | Штраф                           | 12 мин | | Судьи: Виктор Бирин Сергей Морозов Линейные судьи: Торнике Кучава Никита Новиков |
| |                                 | | |                                                                                  |
| | 42                              | Броски | 26 |                                                                                  |

#### (3) «Локомотив» — (6) «Витязь»
Первая встреча «Локомотива» и «Витязя» в плей-ооф КХЛ.
| 1 марта 2023 19:30 | Локомотив | 0 : 1 (ОТ) (0:0, 0:0, 0:0, 0:1) | Витязь | Арена 2000, Ярославль Зрителей: 5 390 |

| Отчёт | Отчёт                      | Отчёт                                 | Отчёт                        | Отчёт                                                                                |
| ----- | -------------------------- | ------------------------------------- | ---------------------------- | ------------------------------------------------------------------------------------ |
|       |                            |                                       |                              |                                                                                      |
|       | Даниил Исаев — 00:00-60:28 | Вратари                               | 00:00-60:28 — Максим Дорожко | Судьи: Евгений Кочетов Максим Сидоренко Линейные судьи: Максим Берсенёв Евгений Юдин |
|       | Голы:                      |                                       |                              | Судьи: Евгений Кочетов Максим Сидоренко Линейные судьи: Максим Берсенёв Евгений Юдин |
|       | 0:1                        | 60:28 — Владимир Галузин (А. Яремчук) |                              | Судьи: Евгений Кочетов Максим Сидоренко Линейные судьи: Максим Берсенёв Евгений Юдин |
|       |                            |                                       |                              | Судьи: Евгений Кочетов Максим Сидоренко Линейные судьи: Максим Берсенёв Евгений Юдин |
|       |                            |                                       |                              | Судьи: Евгений Кочетов Максим Сидоренко Линейные судьи: Максим Берсенёв Евгений Юдин |
|       |                            |                                       |                              | Судьи: Евгений Кочетов Максим Сидоренко Линейные судьи: Максим Берсенёв Евгений Юдин |
| 8 мин | Штраф                      | 4 мин                                 |                              | Судьи: Евгений Кочетов Максим Сидоренко Линейные судьи: Максим Берсенёв Евгений Юдин |
|       |                            |                                       |                              |                                                                                      |
|       | 34                         | Броски                                | 32                           |                                                                                      |

| 3 марта 2023 19:30 | Локомотив | 6 : 2 (2:1, 2:0, 2:1) | Витязь | Арена 2000, Ярославль Зрителей: 6 512 |

| Отчёт | Отчёт                           | Отчёт                                                                                      | Отчёт                                                    | Отчёт                                                                                 |
| --- | ------------------------------- | ------------------------------------------------------------------------------------------ | -------------------------------------------------------- | ------------------------------------------------------------------------------------- |
| |                                 |                                                                                            |                                                          |                                                                                       |
| | Даниил Исаев — 00:00-60:00      | Вратари                                                                                    | 00:00-32:35 — Максим Дорожко 32:35-60:00 — Дмитрий Шикин | Судьи: Алексей Васильев Максим Сидоренко Линейные судьи: Максим Берсенёв Евгений Юдин |
| | Голы:                           |                                                                                            |                                                          | Судьи: Алексей Васильев Максим Сидоренко Линейные судьи: Максим Берсенёв Евгений Юдин |
| Александр Полунин — 09:01 Георгий Иванов (бол.) — 13:58 (М. Шалунов, М. Берёзкин) Даниил Тесанов — 22:09 (Е. Аверин, Д. Мисюль) Максим Шалунов — 32:35 (М. Берёзкин, А. Сергеев) Александр Полунин — 46:51 Артур Каюмов — 47:45 (М. Шалунов, М. Берёзкин) | 1:0 2:0 2:1 3:1 4:1 4:2 5:2 6:2 | 16:31 — Степан Старков (В. Кара, А. Бородкин) 46:44 — Скотт Уилсон (В. Галузин, А. Волгин) |                                                          | Судьи: Алексей Васильев Максим Сидоренко Линейные судьи: Максим Берсенёв Евгений Юдин |
| |                                 |                                                                                            |                                                          | Судьи: Алексей Васильев Максим Сидоренко Линейные судьи: Максим Берсенёв Евгений Юдин |
| |                                 |                                                                                            |                                                          | Судьи: Алексей Васильев Максим Сидоренко Линейные судьи: Максим Берсенёв Евгений Юдин |
| |                                 |                                                                                            |                                                          | Судьи: Алексей Васильев Максим Сидоренко Линейные судьи: Максим Берсенёв Евгений Юдин |
| 6 мин | Штраф                           | 8 мин                                                                                      |                                                          | Судьи: Алексей Васильев Максим Сидоренко Линейные судьи: Максим Берсенёв Евгений Юдин |
| |                                 |                                                                                            |                                                          |                                                                                       |
| | 45                              | Броски                                                                                     | 21                                                       |                                                                                       |

| 5 марта 2023 17:00 | Витязь | 0 : 4 (0:2, 0:1, 0:1) | Локомотив | Арена «Балашиха» Зрителей: 5 565 |

| Отчёт  | Отчёт                        | Отчёт | Отчёт                      | Отчёт                                                                                       |
| ------ | ---------------------------- | --- | -------------------------- | ------------------------------------------------------------------------------------------- |
|        |                              | |                            |                                                                                             |
|        | Максим Дорожко — 00:00-59:42 | Вратари | 00:00-60:00 — Даниил Исаев | Судьи: Виктор Гашилов Константин Оленин Линейные судьи: Максим Куприянов Роман Славиковский |
|        | Голы:                        | |                            | Судьи: Виктор Гашилов Константин Оленин Линейные судьи: Максим Куприянов Роман Славиковский |
|        | 0:1 0:2 0:3 0:4              | 10:27 — Рушан Рафиков (бол.) (С. Никулин, П. Красковский) 16:10 — Даниил Тесанов 35:27 — Денис Алексеев (бол.) (Р. Рафиков, С. Никулин) 56:10 — Даниил Тесанов (А. Марченко, Р. Рафиков) |                            | Судьи: Виктор Гашилов Константин Оленин Линейные судьи: Максим Куприянов Роман Славиковский |
|        |                              | |                            | Судьи: Виктор Гашилов Константин Оленин Линейные судьи: Максим Куприянов Роман Славиковский |
|        |                              | |                            | Судьи: Виктор Гашилов Константин Оленин Линейные судьи: Максим Куприянов Роман Славиковский |
|        |                              | |                            | Судьи: Виктор Гашилов Константин Оленин Линейные судьи: Максим Куприянов Роман Славиковский |
| 32 мин | Штраф                        | 8 мин |                            | Судьи: Виктор Гашилов Константин Оленин Линейные судьи: Максим Куприянов Роман Славиковский |
|        |                              | |                            |                                                                                             |
|        | 31                           | Броски | 42                         |                                                                                             |

| 7 марта 2023 19:30 | Витязь | 2 : 3 (ОТ2) (1:0, 0:0, 1:2, 0:0, 0:1) | Локомотив | Арена «Балашиха» Зрителей: 4 924 |

| Отчёт                                                                                    | Отчёт                       | Отчёт | Отчёт                      | Отчёт                                                                                    |
| ---------------------------------------------------------------------------------------- | --------------------------- | --- | -------------------------- | ---------------------------------------------------------------------------------------- |
|                                                                                          |                             | |                            |                                                                                          |
|                                                                                          | Дмитрий Шикин — 00:00-95:28 | Вратари | 00:00-95:28 — Даниил Исаев | Судьи: Александр Соин Сергей Кулаков Линейные судьи: Александр Захаренков Никита Новиков |
|                                                                                          | Голы:                       | |                            | Судьи: Александр Соин Сергей Кулаков Линейные судьи: Александр Захаренков Никита Новиков |
| Ярослав Бусыгин — 16:57 (Д. Рой) Скотт Уилсон (бол.) — 55:42 (Владислав Кара, А. Волгин) | 1:0 1:1 1:2 :2 2:3          | 46:32 — Степан Никулин (бол.) (П. Красковский, А. Полунин) 47:53 — Денис Алексеев (бол.) (Р. Рафиков) 95:28 — Рушан Рафиков (М. Шалунов) |                            | Судьи: Александр Соин Сергей Кулаков Линейные судьи: Александр Захаренков Никита Новиков |
|                                                                                          |                             | |                            | Судьи: Александр Соин Сергей Кулаков Линейные судьи: Александр Захаренков Никита Новиков |
|                                                                                          |                             | |                            | Судьи: Александр Соин Сергей Кулаков Линейные судьи: Александр Захаренков Никита Новиков |
|                                                                                          |                             | |                            | Судьи: Александр Соин Сергей Кулаков Линейные судьи: Александр Захаренков Никита Новиков |
| 10 мин                                                                                   | Штраф                       | 10 мин |                            | Судьи: Александр Соин Сергей Кулаков Линейные судьи: Александр Захаренков Никита Новиков |
|                                                                                          |                             | |                            |                                                                                          |
|                                                                                          | 49                          | Броски | 65                         |                                                                                          |

| 9 марта 2023 19:30 | Локомотив | 2 : 1 (ОТ2) (0:1, 0:0, 1:0, 0:0, 1:0) | Витязь | Арена 2000, Ярославль Зрителей: 6 460 |

| Отчёт                                                                                             | Отчёт                                                 | Отчёт                 | Отчёт                        | Отчёт                                                                                     |
| ------------------------------------------------------------------------------------------------- | ----------------------------------------------------- | --------------------- | ---------------------------- | ----------------------------------------------------------------------------------------- |
|                                                                                                   |                                                       |                       |                              |                                                                                           |
|                                                                                                   | Даниил Исаев — 00:00-49:42 Даниил Исаев — 49:45-80:43 | Вратари               | 00:00-80:43 — Максим Дорожко | Судьи: Евгений Ромасько Александр Сергеев Линейные судьи: Никита Вилюгин Максим Строганов |
|                                                                                                   | Голы:                                                 |                       |                              | Судьи: Евгений Ромасько Александр Сергеев Линейные судьи: Никита Вилюгин Максим Строганов |
| Степан Никулин (бол.) — 49:45 (Д. Алексеев, А. Сергеев) Георгий Иванов (бол.) — 80:43 (А. Каюмов) | 0:1 :1 2:1                                            | 02:34 — Иван Зинченко |                              | Судьи: Евгений Ромасько Александр Сергеев Линейные судьи: Никита Вилюгин Максим Строганов |
|                                                                                                   |                                                       |                       |                              | Судьи: Евгений Ромасько Александр Сергеев Линейные судьи: Никита Вилюгин Максим Строганов |
|                                                                                                   |                                                       |                       |                              | Судьи: Евгений Ромасько Александр Сергеев Линейные судьи: Никита Вилюгин Максим Строганов |
|                                                                                                   |                                                       |                       |                              | Судьи: Евгений Ромасько Александр Сергеев Линейные судьи: Никита Вилюгин Максим Строганов |
| 4 мин                                                                                             | Штраф                                                 | 4 мин                 |                              | Судьи: Евгений Ромасько Александр Сергеев Линейные судьи: Никита Вилюгин Максим Строганов |
|                                                                                                   |                                                       |                       |                              |                                                                                           |
|                                                                                                   | 50                                                    | Броски                | 35                           |                                                                                           |

#### (4) «Торпедо» — (5) «Динамо» Москва
Третья встреча «Торпедо» и московского «Динамо» в плей-офф КХЛ. Две предыдущие серии завершились победой «Динамо»: 4-2 в 2012 году и 4-1 в 2017 году.
| 2 марта 2023 19:30 | Торпедо | 1 : 3 (1:1, 0:1, 0:1) | Динамо М | КРК «Нагорный», Нижний Новгород Зрителей: 5 500 |

| Отчёт                            | Отчёт                                                     | Отчёт | Отчёт                        | Отчёт                                                                          |
| -------------------------------- | --------------------------------------------------------- | --- | ---------------------------- | ------------------------------------------------------------------------------ |
|                                  |                                                           | |                              |                                                                                |
|                                  | Иван Кульбаков — 00:00-57:58 Иван Кульбаков — 58:22-58:47 | Вратари | 00:00-60:00 — Илья Коновалов | Судьи: Иван Фатеев Сергей Юдаков Линейные судьи: Торнике Кучава Никита Новиков |
|                                  | Голы:                                                     | |                              | Судьи: Иван Фатеев Сергей Юдаков Линейные судьи: Торнике Кучава Никита Новиков |
| Николай Коваленко (мен.) — 16:00 | 1:0 1:1 1:2 1:3                                           | 19:50 — Джордан Уил (Я. Лилья, А. Миронов) 26:47 — Максим Джиошвили (бол.) (Д. Уил, Я. Лилья) 58:22 — Иван Муранов (п.в.) |                              | Судьи: Иван Фатеев Сергей Юдаков Линейные судьи: Торнике Кучава Никита Новиков |
|                                  |                                                           | |                              | Судьи: Иван Фатеев Сергей Юдаков Линейные судьи: Торнике Кучава Никита Новиков |
|                                  |                                                           | |                              | Судьи: Иван Фатеев Сергей Юдаков Линейные судьи: Торнике Кучава Никита Новиков |
|                                  |                                                           | |                              | Судьи: Иван Фатеев Сергей Юдаков Линейные судьи: Торнике Кучава Никита Новиков |
| 6 мин                            | Штраф                                                     | 10 мин |                              | Судьи: Иван Фатеев Сергей Юдаков Линейные судьи: Торнике Кучава Никита Новиков |
|                                  |                                                           | |                              |                                                                                |
|                                  | 33                                                        | Броски | 21                           |                                                                                |

| 4 марта 2023 17:00 | Торпедо | 5 : 2 (2:0, 0:1, 3:1) | Динамо М | КРК «Нагорный», Нижний Новгород Зрителей: 5 500 |

| Отчёт | Отчёт                        | Отчёт                                                                                           | Отчёт | Отчёт                                                                                |
| --- | ---------------------------- | ----------------------------------------------------------------------------------------------- | --- | ------------------------------------------------------------------------------------ |
| |                              |                                                                                                 | |                                                                                      |
| | Иван Кульбаков — 00:00-60:00 | Вратари                                                                                         | 00:00-06:00 — Илья Коновалов 06:00-52:12 — Константин Волков 52:30-54:35 — Константин Волков 54:44-55:02 — Константин Волков 55:27-55:53 — Константин Волков 56:34-60:00 — Константин Волков | Судьи: Александр Сергеев Сергей Юдаков Линейные судьи: Торнике Кучава Никита Новиков |
| | Голы:                        |                                                                                                 | | Судьи: Александр Сергеев Сергей Юдаков Линейные судьи: Торнике Кучава Никита Новиков |
| Владислав Фирстов (бол.) — 02:23 (Д. Бокун, Д. Ян) Андрей Белевич — 06:00 (И. Ларионов, Н. Буренов) Максим Федотов — 43:35 (М. Летунов, К. Воронин) Кирилл Воронин — 46:23 (Б. Конюшков) Николай Коваленко (п.в.) — 56:34 | 1:0 2:0 2:1 3:1 4:1 4:2 5:2  | 24:21 — Максим Джиошвили (И. Каблуков) 54:44 — Дмитрий Рашевский (бол.) (В. Кодола, А. Миронов) | | Судьи: Александр Сергеев Сергей Юдаков Линейные судьи: Торнике Кучава Никита Новиков |
| |                              |                                                                                                 | | Судьи: Александр Сергеев Сергей Юдаков Линейные судьи: Торнике Кучава Никита Новиков |
| |                              |                                                                                                 | | Судьи: Александр Сергеев Сергей Юдаков Линейные судьи: Торнике Кучава Никита Новиков |
| |                              |                                                                                                 | | Судьи: Александр Сергеев Сергей Юдаков Линейные судьи: Торнике Кучава Никита Новиков |
| 23 мин | Штраф                        | 25 мин                                                                                          | | Судьи: Александр Сергеев Сергей Юдаков Линейные судьи: Торнике Кучава Никита Новиков |
| |                              |                                                                                                 | |                                                                                      |
| | 26                           | Броски                                                                                          | 39 |                                                                                      |

| 6 марта 2023 19:30 | Динамо М | 3 : 0 (0:0, 2:0, 1:0) | Торпедо | ВТБ Арена-Парк, Москва Зрителей: 8 831 |

| Отчёт                                                                                                 | Отчёт                        | Отчёт   | Отчёт                        | Отчёт                                                                                     |
| --- | ---------------------------- | ------- | ---------------------------- | ----------------------------------------------------------------------------------------- |
| |                              |         |                              |                                                                                           |
| | Илья Коновалов — 00:00-60:00 | Вратари | 00:00-60:00 — Иван Кульбаков | Судьи: Денис Наумов Константин Оленин Линейные судьи: Александр Садовников Сергей Шелянин |
| | Голы:                        |         |                              | Судьи: Денис Наумов Константин Оленин Линейные судьи: Александр Садовников Сергей Шелянин |
| Иван Игумнов — 27:58 (К. Готовец, Б. Тринеев) Иван Муранов — 31:46 Эрик О'Делл — 41:09 (Д. Рашевский) | 1:0 2:0 3:0                  |         |                              | Судьи: Денис Наумов Константин Оленин Линейные судьи: Александр Садовников Сергей Шелянин |
| |                              |         |                              | Судьи: Денис Наумов Константин Оленин Линейные судьи: Александр Садовников Сергей Шелянин |
| |                              |         |                              | Судьи: Денис Наумов Константин Оленин Линейные судьи: Александр Садовников Сергей Шелянин |
| |                              |         |                              | Судьи: Денис Наумов Константин Оленин Линейные судьи: Александр Садовников Сергей Шелянин |
| 12 мин                                                                                                | Штраф                        | 14 мин  |                              | Судьи: Денис Наумов Константин Оленин Линейные судьи: Александр Садовников Сергей Шелянин |
| |                              |         |                              |                                                                                           |
| | 25                           | Броски  | 24                           |                                                                                           |

| 8 марта 2023 17:00 | Динамо М | 4 : 5 (ОТ) (2:2, 1:1, 1:1, 0:1) | Торпедо | ВТБ Арена-Парк, Москва Зрителей: 10 193 |

| Отчёт | Отчёт                              | Отчёт | Отчёт                        | Отчёт                                                                                   |
| --- | ---------------------------------- | --- | ---------------------------- | --------------------------------------------------------------------------------------- |
| |                                    | |                              |                                                                                         |
| | Илья Коновалов — 00:00-68:10       | Вратари | 00:00-68:10 — Иван Кульбаков | Судьи: Виктор Гашилов Константин Оленин Линейные судьи: Максим Куприянов Сергей Шелянин |
| | Голы:                              | |                              | Судьи: Виктор Гашилов Константин Оленин Линейные судьи: Максим Куприянов Сергей Шелянин |
| Джордан Уил (бол.) — 02:30 (А. Скоренов, Э. О'Делл) Эрик О'Делл (бол.) — 05:26 (Д. Уил, А. Скоренов) Джордан Уил — 20:47 (А. Скоренов, А. Миронов) Дмитрий Рашевский — 56:28 (Б. Менелл, Э. О'Делл) | 1:0 2:0 2:1 2:2 3:2 3:3 3:4 :4 4:5 | 13:32 — Сергей Гончарук (бол.) (Н. Коваленко, И. Ларионов) 19:27 — Максим Федотов (Д. Бокун, С. Гончарук) 29:51 — Сергей Гончарук (бол.) (Н. Коваленко, И. Ларионов) 53:13 — Антон Сизов (Д. Веряев, Б. Конюшков) 68:10 — Даниил Бокун (Е. Виноградов |                              | Судьи: Виктор Гашилов Константин Оленин Линейные судьи: Максим Куприянов Сергей Шелянин |
| |                                    | |                              | Судьи: Виктор Гашилов Константин Оленин Линейные судьи: Максим Куприянов Сергей Шелянин |
| |                                    | |                              | Судьи: Виктор Гашилов Константин Оленин Линейные судьи: Максим Куприянов Сергей Шелянин |
| |                                    | |                              | Судьи: Виктор Гашилов Константин Оленин Линейные судьи: Максим Куприянов Сергей Шелянин |
| 8 мин | Штраф                              | 10 мин |                              | Судьи: Виктор Гашилов Константин Оленин Линейные судьи: Максим Куприянов Сергей Шелянин |
| |                                    | |                              |                                                                                         |
| | 30                                 | Броски | 21                           |                                                                                         |

| 10 марта 2023 19:30 | Торпедо | 4 : 3 (ОТ) (1:0, 1:2, 1:1, 1:0) | Динамо М | КРК «Нагорный», Нижний Новгород Зрителей: 5 500 |

| Отчёт | Отчёт                        | Отчёт | Отчёт                        | Отчёт                                                                                    |
| --- | ---------------------------- | --- | ---------------------------- | ---------------------------------------------------------------------------------------- |
| |                              | |                              |                                                                                          |
| | Иван Кульбаков — 00:00-78:20 | Вратари | 00:00-78:20 — Илья Коновалов | Судьи: Сергей Морозов Алексей Раводин Линейные судьи: Ярослав Париков Александр Чернышёв |
| | Голы:                        | |                              | Судьи: Сергей Морозов Алексей Раводин Линейные судьи: Ярослав Париков Александр Чернышёв |
| Денис Ян (бол.) — 01:20 (М. Федотов, И. Кульбаков) Артём Михеев — 38:39 (Д. Веряев, М. Федотов) Владислав Фирстов — 50:51 (М. Федотов, Д. Бокун) Денис Ян (бол.) — 78:20 (А. Михеев, Н. Коваленко) | 1:0 1:1 1:2 :2 2:3 :3 4:3    | 25:56 — Эрик О'Делл (Б. Тринеев, А. Малышев) 38:02 — Эрик О'Делл (Я. Лилья, Б. Менелл) 50:02 — Якоб Лилья (Д. Уил, Б. Менелл) |                              | Судьи: Сергей Морозов Алексей Раводин Линейные судьи: Ярослав Париков Александр Чернышёв |
| |                              | |                              | Судьи: Сергей Морозов Алексей Раводин Линейные судьи: Ярослав Париков Александр Чернышёв |
| |                              | |                              | Судьи: Сергей Морозов Алексей Раводин Линейные судьи: Ярослав Париков Александр Чернышёв |
| |                              | |                              | Судьи: Сергей Морозов Алексей Раводин Линейные судьи: Ярослав Париков Александр Чернышёв |
| 6 мин | Штраф                        | 36 мин |                              | Судьи: Сергей Морозов Алексей Раводин Линейные судьи: Ярослав Париков Александр Чернышёв |
| |                              | |                              |                                                                                          |
| | 36                           | Броски | 35                           |                                                                                          |

| 12 марта 2023 17:00 | Динамо М | 1 : 2 (ОТ) (0:0, 1:1, 0:0, 0:1) | Торпедо | ВТБ Арена-Парк, Москва Зрителей: 9 993 |

| Отчёт                                        | Отчёт                           | Отчёт                                                      | Отчёт                        | Отчёт                                                                       |
| -------------------------------------------- | ------------------------------- | ---------------------------------------------------------- | ---------------------------- | --------------------------------------------------------------------------- |
|                                              |                                 |                                                            |                              |                                                                             |
|                                              | Константин Волков — 00:00-61:03 | Вратари                                                    | 00:00-61:03 — Иван Кульбаков | Судьи: Виктор Бирин Иван Фатеев Линейные судьи: Дмитрий Сивов Дмитрий Шишло |
|                                              | Голы:                           |                                                            |                              | Судьи: Виктор Бирин Иван Фатеев Линейные судьи: Дмитрий Сивов Дмитрий Шишло |
| Эрик О'Делл — 30:19 (И. Игумнов, А. Миронов) | 0:1 :1 1:2                      | 29:09 — Денис Ян (В. Фирстов, М. Летунов) 61:03 — Денис Ян |                              | Судьи: Виктор Бирин Иван Фатеев Линейные судьи: Дмитрий Сивов Дмитрий Шишло |
|                                              |                                 |                                                            |                              | Судьи: Виктор Бирин Иван Фатеев Линейные судьи: Дмитрий Сивов Дмитрий Шишло |
|                                              |                                 |                                                            |                              | Судьи: Виктор Бирин Иван Фатеев Линейные судьи: Дмитрий Сивов Дмитрий Шишло |
|                                              |                                 |                                                            |                              | Судьи: Виктор Бирин Иван Фатеев Линейные судьи: Дмитрий Сивов Дмитрий Шишло |
| 6 мин                                        | Штраф                           | 4 мин                                                      |                              | Судьи: Виктор Бирин Иван Фатеев Линейные судьи: Дмитрий Сивов Дмитрий Шишло |
|                                              |                                 |                                                            |                              |                                                                             |
|                                              | 25                              | Броски                                                     | 29                           |                                                                             |

## Полуфиналы конференций
Время начала матчей дано по Московскому времени (UTC+3).

### Восточная конференция

#### (1) «Ак Барс» — (7) «Адмирал»
Первая встреча «Ак Барса» и «Адмирала» в плей-офф КХЛ. «Адмирал» впервые принял участие во втором раунде плей-офф Кубка Гагарина.
| 16 марта 2023 19:30 | Ак Барс | 3 : 2 (2:0, 0:2, 1:0) | Адмирал | Татнефть Арена, Казань Зрителей: 8 510 |

| Отчёт | Отчёт                       | Отчёт                                                                                  | Отчёт                           | Отчёт                                                                                  |
| --- | --------------------------- | -------------------------------------------------------------------------------------- | ------------------------------- | -------------------------------------------------------------------------------------- |
| |                             |                                                                                        |                                 |                                                                                        |
| | Тимур Билялов — 00:00-60:00 | Вратари                                                                                | 00:00-58:44 — Никита Серебряков | Судьи: Антон Гофман Виктор Гашилов Линейные судьи: Александр Садовников Сергей Шелянин |
| | Голы:                       |                                                                                        |                                 | Судьи: Антон Гофман Виктор Гашилов Линейные судьи: Александр Садовников Сергей Шелянин |
| Александр Радулов (бол.) — 10:02 (С. Галиев, Д. Кагарлицкий) Станислав Галиев (бол.) — 19:03 (В. Шипачёв, В. Войнов) Никита Лямкин (бол.) — 47:08 (К. Петров) | 1:0 2:0 2:1 2:2 3:2         | 22:34 — Либор Шулак (бол.) (М. Криштоф) 29:32 — Николай Елисеев (Д. Гутик, Р. Червены) |                                 | Судьи: Антон Гофман Виктор Гашилов Линейные судьи: Александр Садовников Сергей Шелянин |
| |                             |                                                                                        |                                 | Судьи: Антон Гофман Виктор Гашилов Линейные судьи: Александр Садовников Сергей Шелянин |
| |                             |                                                                                        |                                 | Судьи: Антон Гофман Виктор Гашилов Линейные судьи: Александр Садовников Сергей Шелянин |
| |                             |                                                                                        |                                 | Судьи: Антон Гофман Виктор Гашилов Линейные судьи: Александр Садовников Сергей Шелянин |
| 8 мин | Штраф                       | 14 мин                                                                                 |                                 | Судьи: Антон Гофман Виктор Гашилов Линейные судьи: Александр Садовников Сергей Шелянин |
| |                             |                                                                                        |                                 |                                                                                        |
| | 36                          | Броски                                                                                 | 37                              |                                                                                        |

| 18 марта 2023 17:00 | Ак Барс | 2 : 1 (0:1, 1:0, 1:0) | Адмирал | Татнефть Арена, Казань Зрителей: 8 890 |

| Отчёт                                                                                | Отчёт                                                                               | Отчёт                | Отчёт                           | Отчёт                                                                                      |
| ------------------------------------------------------------------------------------ | ----------------------------------------------------------------------------------- | -------------------- | ------------------------------- | ------------------------------------------------------------------------------------------ |
|                                                                                      |                                                                                     |                      |                                 |                                                                                            |
|                                                                                      | Тимур Билялов — 00:00-24:48 Тимур Билялов — 25:08-51:18 Тимур Билялов — 51:47-60:00 | Вратари              | 00:00-57:20 — Никита Серебряков | Судьи: Виктор Гашилов Евгений Ромасько Линейные судьи: Сергей Шелянин Александр Садовников |
|                                                                                      | Голы:                                                                               |                      |                                 | Судьи: Виктор Гашилов Евгений Ромасько Линейные судьи: Сергей Шелянин Александр Садовников |
| Илья Сафонов — 27:35 (Д. Воронков, К. Петров) Вадим Шипачёв — 53:47 (Д. Кагарлицкий) | 0:1 :1 2:1                                                                          | 14:03 — Антон Берлёв |                                 | Судьи: Виктор Гашилов Евгений Ромасько Линейные судьи: Сергей Шелянин Александр Садовников |
|                                                                                      |                                                                                     |                      |                                 | Судьи: Виктор Гашилов Евгений Ромасько Линейные судьи: Сергей Шелянин Александр Садовников |
|                                                                                      |                                                                                     |                      |                                 | Судьи: Виктор Гашилов Евгений Ромасько Линейные судьи: Сергей Шелянин Александр Садовников |
|                                                                                      |                                                                                     |                      |                                 | Судьи: Виктор Гашилов Евгений Ромасько Линейные судьи: Сергей Шелянин Александр Садовников |
| 2 мин                                                                                | Штраф                                                                               | 4 мин                |                                 | Судьи: Виктор Гашилов Евгений Ромасько Линейные судьи: Сергей Шелянин Александр Садовников |
|                                                                                      |                                                                                     |                      |                                 |                                                                                            |
|                                                                                      | 36                                                                                  | Броски               | 23                              |                                                                                            |

| 20 марта 2023 12:30 | Адмирал | 1 : 0 (ОТ) (0:0, 0:0, 0:0, 1:0) | Ак Барс | Фетисов Арена, Владивосток Зрителей: 5 699 |

| Отчёт                                | Отчёт                           | Отчёт   | Отчёт                       | Отчёт                                                                                       |
| ------------------------------------ | ------------------------------- | ------- | --------------------------- | ------------------------------------------------------------------------------------------- |
|                                      |                                 |         |                             |                                                                                             |
|                                      | Никита Серебряков — 00:00-73:54 | Вратари | 00:00-73:54 — Тимур Билялов | Судьи: Николай Акузовский Константин Оленин Линейные судьи: Антон Понамаренко Дмитрий Шишло |
|                                      | Голы:                           |         |                             | Судьи: Николай Акузовский Константин Оленин Линейные судьи: Антон Понамаренко Дмитрий Шишло |
| Евгений Лисовец — 73:54 (Р. Червены) | 1:0                             |         |                             | Судьи: Николай Акузовский Константин Оленин Линейные судьи: Антон Понамаренко Дмитрий Шишло |
|                                      |                                 |         |                             | Судьи: Николай Акузовский Константин Оленин Линейные судьи: Антон Понамаренко Дмитрий Шишло |
|                                      |                                 |         |                             | Судьи: Николай Акузовский Константин Оленин Линейные судьи: Антон Понамаренко Дмитрий Шишло |
|                                      |                                 |         |                             | Судьи: Николай Акузовский Константин Оленин Линейные судьи: Антон Понамаренко Дмитрий Шишло |
| 10 мин                               | Штраф                           | 8 мин   |                             | Судьи: Николай Акузовский Константин Оленин Линейные судьи: Антон Понамаренко Дмитрий Шишло |
|                                      |                                 |         |                             |                                                                                             |
|                                      | 40                              | Броски  | 48                          |                                                                                             |

| 22 марта 2023 12:30 | Адмирал | 1 : 2 (ОТ) (0:1, 1:0, 0:0, 0:1) | Ак Барс | Фетисов Арена, Владивосток Зрителей: 5 811 |

| Отчёт                            | Отчёт                           | Отчёт                                                                                    | Отчёт                       | Отчёт                                                                                   |
| -------------------------------- | ------------------------------- | ---------------------------------------------------------------------------------------- | --------------------------- | --------------------------------------------------------------------------------------- |
|                                  |                                 |                                                                                          |                             |                                                                                         |
|                                  | Никита Серебряков — 00:00-65:47 | Вратари                                                                                  | 00:00-65:47 — Тимур Билялов | Судьи: Сергей Морозов Константин Оленин Линейные судьи: Антон Понамаренко Дмитрий Шишло |
|                                  | Голы:                           |                                                                                          |                             | Судьи: Сергей Морозов Константин Оленин Линейные судьи: Антон Понамаренко Дмитрий Шишло |
| Либор Шулак — 35:10 (М. Криштоф) | 0:1 :1 1:2                      | 05:13 — Кирилл Семёнов (К. Панюков) 65:47 — Александр Радулов (Д. Воронков, В. Токранов) |                             | Судьи: Сергей Морозов Константин Оленин Линейные судьи: Антон Понамаренко Дмитрий Шишло |
|                                  |                                 |                                                                                          |                             | Судьи: Сергей Морозов Константин Оленин Линейные судьи: Антон Понамаренко Дмитрий Шишло |
|                                  |                                 |                                                                                          |                             | Судьи: Сергей Морозов Константин Оленин Линейные судьи: Антон Понамаренко Дмитрий Шишло |
|                                  |                                 |                                                                                          |                             | Судьи: Сергей Морозов Константин Оленин Линейные судьи: Антон Понамаренко Дмитрий Шишло |
| 6 мин                            | Штраф                           | 6 мин                                                                                    |                             | Судьи: Сергей Морозов Константин Оленин Линейные судьи: Антон Понамаренко Дмитрий Шишло |
|                                  |                                 |                                                                                          |                             |                                                                                         |
|                                  | 20                              | Броски                                                                                   | 28                          |                                                                                         |

| 24 марта 2023 19:30 | Ак Барс | 1 : 2 (0:0, 0:2, 1:0) | Адмирал | Татнефть Арена, Казань Зрителей: 8 890 |

| Отчёт                                                 | Отчёт                       | Отчёт                                                                 | Отчёт                           | Отчёт                                                                             |
| ----------------------------------------------------- | --------------------------- | --------------------------------------------------------------------- | ------------------------------- | --------------------------------------------------------------------------------- |
|                                                       |                             |                                                                       |                                 |                                                                                   |
|                                                       | Тимур Билялов — 00:00-58:56 | Вратари                                                               | 00:00-60:00 — Никита Серебряков | Судьи: Алексей Белов Юрий Оскирко Линейные судьи: Дмитрий Головлёв Артём Савенков |
|                                                       | Голы:                       |                                                                       |                                 | Судьи: Алексей Белов Юрий Оскирко Линейные судьи: Дмитрий Головлёв Артём Савенков |
| Александр Радулов (бол.) — 51:15 (Н. Лямкин, Д. Юдин) | 0:1 0:2 1:2                 | 35:01 — Даниил Гутик (Е. Лисовец) 37:26 — Николай Чебыкин (А. Берлёв) |                                 | Судьи: Алексей Белов Юрий Оскирко Линейные судьи: Дмитрий Головлёв Артём Савенков |
|                                                       |                             |                                                                       |                                 | Судьи: Алексей Белов Юрий Оскирко Линейные судьи: Дмитрий Головлёв Артём Савенков |
|                                                       |                             |                                                                       |                                 | Судьи: Алексей Белов Юрий Оскирко Линейные судьи: Дмитрий Головлёв Артём Савенков |
|                                                       |                             |                                                                       |                                 | Судьи: Алексей Белов Юрий Оскирко Линейные судьи: Дмитрий Головлёв Артём Савенков |
| 4 мин                                                 | Штраф                       | 6 мин                                                                 |                                 | Судьи: Алексей Белов Юрий Оскирко Линейные судьи: Дмитрий Головлёв Артём Савенков |
|                                                       |                             |                                                                       |                                 |                                                                                   |
|                                                       | 50                          | Броски                                                                | 20                              |                                                                                   |

| 26 марта 2023 10:00 | Адмирал | 1 : 3 (0:2, 1:1, 0:0) | Ак Барс | Фетисов Арена, Владивосток Зрителей: 5 818 |

| Отчёт                                                  | Отчёт                                                           | Отчёт | Отчёт                       | Отчёт                                                                          |
| ------------------------------------------------------ | --------------------------------------------------------------- | --- | --------------------------- | ------------------------------------------------------------------------------ |
|                                                        |                                                                 | |                             |                                                                                |
|                                                        | Никита Серебряков — 00:00-58:30 Никита Серебряков — 59:36-60:00 | Вратари | 00:00-60:00 — Тимур Билялов | Судьи: Виктор Гашилов Денис Наумов Линейные судьи: Дмитрий Сивов Дмитрий Шишло |
|                                                        | Голы:                                                           | |                             | Судьи: Виктор Гашилов Денис Наумов Линейные судьи: Дмитрий Сивов Дмитрий Шишло |
| Николай Чебыкин (бол.) — 25:33 (А. Берлёв, Е. Лисовец) | 0:1 0:2 0:3 1:3                                                 | 02:46 — Илья Сафонов (Д. Воронков, К. Адамчук) 07:27 — Никита Дыняк (А. Галимов) 22:16 — Никита Дыняк (А. Галимов) |                             | Судьи: Виктор Гашилов Денис Наумов Линейные судьи: Дмитрий Сивов Дмитрий Шишло |
|                                                        |                                                                 | |                             | Судьи: Виктор Гашилов Денис Наумов Линейные судьи: Дмитрий Сивов Дмитрий Шишло |
|                                                        |                                                                 | |                             | Судьи: Виктор Гашилов Денис Наумов Линейные судьи: Дмитрий Сивов Дмитрий Шишло |
|                                                        |                                                                 | |                             | Судьи: Виктор Гашилов Денис Наумов Линейные судьи: Дмитрий Сивов Дмитрий Шишло |
| 6 мин                                                  | Штраф                                                           | 6 мин |                             | Судьи: Виктор Гашилов Денис Наумов Линейные судьи: Дмитрий Сивов Дмитрий Шишло |
|                                                        |                                                                 | |                             |                                                                                |
|                                                        | 20                                                              | Броски | 38                          |                                                                                |

#### (3) «Авангард» — (5) «Металлург»
Пятая встреча «Авангарда» и магнитогорского «Металлурга» в плей-офф Кубка Гагарина. Все предыдущие встречи также проходили во втором раунде. Кроме того, команды встретились в третьем сезоне кряду на этой стадии. В четырёх предыдущих сериях обе команды одержали по две победы: «Авангард» проходил в следующий раунд в 2012 (4-1) и в 2021 году (4-2), «Металлург» побеждал оппонента в 2011 (4-3) и в 2022 году (4-3).
| 17 марта 2023 16:30 | Авангард | 2 : 1 (ОТ) (1:0, 0:1, 0:0, 1:0) | Металлург Мг | G-Drive Арена, Омск Зрителей: 11 917 |

| Отчёт                                                                                   | Отчёт                          | Отчёт                                                | Отчёт                         | Отчёт                                                                             |
| --------------------------------------------------------------------------------------- | ------------------------------ | ---------------------------------------------------- | ----------------------------- | --------------------------------------------------------------------------------- |
|                                                                                         |                                |                                                      |                               |                                                                                   |
|                                                                                         | Василий Демченко — 00:00-68:49 | Вратари                                              | 00:00-68:49 — Эдвард Паскуале | Судьи: Алексей Белов Денис Наумов Линейные судьи: Никита Вилюгин Максим Куприянов |
|                                                                                         | Голы:                          |                                                      |                               | Судьи: Алексей Белов Денис Наумов Линейные судьи: Никита Вилюгин Максим Куприянов |
| Рид Буше — 10:26 (К. Найт, З. Пайгин) Арсений Грицюк — 68:49 (З. Пайгин, Д. Шарипзянов) | 1:0 1:1 2:1                    | 31:41 — Семён Кошелев (бол.) (Г. Дронов, Б. Лайпсик) |                               | Судьи: Алексей Белов Денис Наумов Линейные судьи: Никита Вилюгин Максим Куприянов |
|                                                                                         |                                |                                                      |                               | Судьи: Алексей Белов Денис Наумов Линейные судьи: Никита Вилюгин Максим Куприянов |
|                                                                                         |                                |                                                      |                               | Судьи: Алексей Белов Денис Наумов Линейные судьи: Никита Вилюгин Максим Куприянов |
|                                                                                         |                                |                                                      |                               | Судьи: Алексей Белов Денис Наумов Линейные судьи: Никита Вилюгин Максим Куприянов |
| 10 мин                                                                                  | Штраф                          | 6 мин                                                |                               | Судьи: Алексей Белов Денис Наумов Линейные судьи: Никита Вилюгин Максим Куприянов |
|                                                                                         |                                |                                                      |                               |                                                                                   |
|                                                                                         | 31                             | Броски                                               | 24                            |                                                                                   |

| 19 марта 2023 14:00 | Авангард | 4 : 3 (3:0, 0:2, 1:1) | Металлург Мг | G-Drive Арена, Омск Зрителей: 12 003 |

| Отчёт | Отчёт                          | Отчёт | Отчёт                                                                                       | Отчёт                                                                            |
| --- | ------------------------------ | --- | ------------------------------------------------------------------------------------------- | -------------------------------------------------------------------------------- |
| |                                | |                                                                                             |                                                                                  |
| | Василий Демченко — 00:00-60:00 | Вратари | 00:00-20:00 — Эдвард Паскуале 20:00-57:41 — Василий Кошечкин 57:49-58:08 — Василий Кошечкин | Судьи: Денис Наумов Юрий Оскирко Линейные судьи: Никита Вилюгин Максим Куприянов |
| | Голы:                          | |                                                                                             | Судьи: Денис Наумов Юрий Оскирко Линейные судьи: Никита Вилюгин Максим Куприянов |
| Павел Дедунов — 05:26 (Ф. Малыхин, В. Жарков) Алекс Бродхёрст (бол.) — 13:12 (К. Найт) Рид Буше — 18:17 (В. Ткачёв, С. Чистяков) Рид Буше (бол.) — 47:26 (В. Ткачёв) | 1:0 2:0 3:0 3:1 3:2 3:3 4:3    | 22:15 — Павел Акользин 25:16 — Григорий Дронов (Б. Лайпсик, Ф. Майе) 44:35 — Никита Коростелёв (М. Карпов, А. Маклюков) |                                                                                             | Судьи: Денис Наумов Юрий Оскирко Линейные судьи: Никита Вилюгин Максим Куприянов |
| |                                | |                                                                                             | Судьи: Денис Наумов Юрий Оскирко Линейные судьи: Никита Вилюгин Максим Куприянов |
| |                                | |                                                                                             | Судьи: Денис Наумов Юрий Оскирко Линейные судьи: Никита Вилюгин Максим Куприянов |
| |                                | |                                                                                             | Судьи: Денис Наумов Юрий Оскирко Линейные судьи: Никита Вилюгин Максим Куприянов |
| 6 мин | Штраф                          | 8 мин |                                                                                             | Судьи: Денис Наумов Юрий Оскирко Линейные судьи: Никита Вилюгин Максим Куприянов |
| |                                | |                                                                                             |                                                                                  |
| | 23                             | Броски | 37                                                                                          |                                                                                  |

| 21 марта 2023 17:00 | Металлург Мг | 2 : 3 (ОТ) (1:1, 0:0, 1:1, 0:1) | Авангард | Арена Металлург, Магнитогорск Зрителей: 7 032 |

| Отчёт                                                                           | Отчёт                         | Отчёт | Отчёт                                                         | Отчёт                                                                          |
| ------------------------------------------------------------------------------- | ----------------------------- | --- | ------------------------------------------------------------- | ------------------------------------------------------------------------------ |
|                                                                                 |                               | |                                                               |                                                                                |
|                                                                                 | Эдвард Паскуале — 00:00-64:31 | Вратари | 00:00-55:18 — Василий Демченко 55:41-64:31 — Василий Демченко | Судьи: Виктор Бирин Сергей Юдаков Линейные судьи: Максим Берсенёв Евгений Юдин |
|                                                                                 | Голы:                         | |                                                               | Судьи: Виктор Бирин Сергей Юдаков Линейные судьи: Максим Берсенёв Евгений Юдин |
| Максим Карпов — 11:46 (Ф. Майе) Григорий Дронов — 54:26 (К. Кёрран, Б. Лайпсик) | 0:1 :1 2:1 2:2 2:3            | 05:58 — Корбэн Найт (Р. Буше, В. Сведберг) 55:41 — Виктор Сведберг (Р. Буше, В. Ткачёв) 64:31 — Арсений Грицюк (С. Чистяков) |                                                               | Судьи: Виктор Бирин Сергей Юдаков Линейные судьи: Максим Берсенёв Евгений Юдин |
|                                                                                 |                               | |                                                               | Судьи: Виктор Бирин Сергей Юдаков Линейные судьи: Максим Берсенёв Евгений Юдин |
|                                                                                 |                               | |                                                               | Судьи: Виктор Бирин Сергей Юдаков Линейные судьи: Максим Берсенёв Евгений Юдин |
|                                                                                 |                               | |                                                               | Судьи: Виктор Бирин Сергей Юдаков Линейные судьи: Максим Берсенёв Евгений Юдин |
| 4 мин                                                                           | Штраф                         | 10 мин |                                                               | Судьи: Виктор Бирин Сергей Юдаков Линейные судьи: Максим Берсенёв Евгений Юдин |
|                                                                                 |                               | |                                                               |                                                                                |
|                                                                                 | 34                            | Броски | 26                                                            |                                                                                |

| 23 марта 2023 17:00 | Металлург Мг | 1 : 4 (1:1, 0:1, 0:2) | Авангард | Арена Металлург, Магнитогорск Зрителей: 7 125 |

| Отчёт                                                  | Отчёт                                                       | Отчёт | Отчёт                          | Отчёт                                                                              |
| ------------------------------------------------------ | ----------------------------------------------------------- | --- | ------------------------------ | ---------------------------------------------------------------------------------- |
|                                                        |                                                             | |                                |                                                                                    |
|                                                        | Эдвард Паскуале — 00:00-56:21 Эдвард Паскуале — 57:56-60:00 | Вратари | 00:00-60:00 — Василий Демченко | Судьи: Виктор Бирин Александр Сергеев Линейные судьи: Максим Берсенёв Евгений Юдин |
|                                                        | Голы:                                                       | |                                | Судьи: Виктор Бирин Александр Сергеев Линейные судьи: Максим Берсенёв Евгений Юдин |
| Григорий Дронов (бол.) — 10:46 (Б. Лайпсик, К. Кёрран) | 0:1 :1 1:2 1:3 1:4                                          | 00:48 — Сергей Толчинский (А. Грицюк, А. Бродхёрст) 28:28 — Рид Буше (К. Найт, А. Белов) 46:41 — Рид Буше (К. Найт, В. Ткачёв) 57:56 — Алекс Бродхёрст (п.в.) (В. Сведберг, В. Демченко) |                                | Судьи: Виктор Бирин Александр Сергеев Линейные судьи: Максим Берсенёв Евгений Юдин |
|                                                        |                                                             | |                                | Судьи: Виктор Бирин Александр Сергеев Линейные судьи: Максим Берсенёв Евгений Юдин |
|                                                        |                                                             | |                                | Судьи: Виктор Бирин Александр Сергеев Линейные судьи: Максим Берсенёв Евгений Юдин |
|                                                        |                                                             | |                                | Судьи: Виктор Бирин Александр Сергеев Линейные судьи: Максим Берсенёв Евгений Юдин |
| 4 мин                                                  | Штраф                                                       | 4 мин |                                | Судьи: Виктор Бирин Александр Сергеев Линейные судьи: Максим Берсенёв Евгений Юдин |
|                                                        |                                                             | |                                |                                                                                    |
|                                                        | 30                                                          | Броски | 27                             |                                                                                    |

### Западная конференция

#### (1) СКА — (4) «Торпедо»
Вторая встреча СКА и «Торпедо» в плей-офф Кубка Гагарина. Предыдущий раз команды встретились в первом раунде в 2015 году, победу одержал СКА со счётом 4-1.
| 16 марта 2023 19:30 | СКА | 2 : 1 (ОТ) (0:0, 0:0, 1:1, 1:0) | Торпедо | Ледовый дворец, Санкт-Петербург Зрителей: 12 059 |

| Отчёт                                                                             | Отчёт                          | Отчёт                                          | Отчёт                        | Отчёт                                                                                 |
| --------------------------------------------------------------------------------- | ------------------------------ | ---------------------------------------------- | ---------------------------- | ------------------------------------------------------------------------------------- |
|                                                                                   |                                |                                                |                              |                                                                                       |
|                                                                                   | Дмитрий Николаев — 00:00-65:09 | Вратари                                        | 00:00-65:09 — Иван Кульбаков | Судьи: Станислав Раминг Иван Фатеев Линейные судьи: Максим Строганов Александр Сысуев |
|                                                                                   | Голы:                          |                                                |                              | Судьи: Станислав Раминг Иван Фатеев Линейные судьи: Максим Строганов Александр Сысуев |
| Николай Прохоркин (бол.) — 45:17 (А. Педан, С. Гребенщиков) Дмитрий Яшкин — 65:09 | 1:0 1:1 2:1                    | 57:18 — Владислав Фирстов (Д. Ян, Б. Конюшков) |                              | Судьи: Станислав Раминг Иван Фатеев Линейные судьи: Максим Строганов Александр Сысуев |
|                                                                                   |                                |                                                |                              | Судьи: Станислав Раминг Иван Фатеев Линейные судьи: Максим Строганов Александр Сысуев |
|                                                                                   |                                |                                                |                              | Судьи: Станислав Раминг Иван Фатеев Линейные судьи: Максим Строганов Александр Сысуев |
|                                                                                   |                                |                                                |                              | Судьи: Станислав Раминг Иван Фатеев Линейные судьи: Максим Строганов Александр Сысуев |
| 6 мин                                                                             | Штраф                          | 8 мин                                          |                              | Судьи: Станислав Раминг Иван Фатеев Линейные судьи: Максим Строганов Александр Сысуев |
|                                                                                   |                                |                                                |                              |                                                                                       |
|                                                                                   | 26                             | Броски                                         | 26                           |                                                                                       |

| 18 марта 2023 17:00 | СКА | 5 : 4 (2:1, 3:3, 0:0) | Торпедо | Ледовый дворец, Санкт-Петербург Зрителей: 12 412 |

| Отчёт | Отчёт                                                         | Отчёт | Отчёт                        | Отчёт                                                                               |
| --- | ------------------------------------------------------------- | --- | ---------------------------- | ----------------------------------------------------------------------------------- |
| |                                                               | |                              |                                                                                     |
| | Дмитрий Николаев — 00:00-19:59 Дмитрий Николаев — 20:00-60:00 | Вратари | 00:00-58:21 — Иван Кульбаков | Судьи: Сергей Кулаков Иван Фатеев Линейные судьи: Максим Строганов Александр Сысуев |
| | Голы:                                                         | |                              | Судьи: Сергей Кулаков Иван Фатеев Линейные судьи: Максим Строганов Александр Сысуев |
| Василий Глотов — 06:12 (М. Хайруллин, Д. Жафяров) Михаил Воробьёв — 14:40 (В. Зыков, А. Волков) Эмиль Галимов — 26:52 (Н. Прохоркин) Никита Камалов — 31:23 (М. Хайруллин, В. Глотов) Никита Гусев — 35:35 (Н. Камалов, Д. Яшкин) | 0:1 :1 2:1 2:2 3:2 4:2 4:3 5:3 5:4                            | 02:38 — Андрей Белевич (мен.) (А. Сизов) 26:05 — Артём Михеев (М. Федотов, К. Воронин) 34:30 — Андрей Белевич (Б. Конюшков, Е. Виноградов) 39:27 — Николай Коваленко (бол.) (А. Кручинин) |                              | Судьи: Сергей Кулаков Иван Фатеев Линейные судьи: Максим Строганов Александр Сысуев |
| |                                                               | |                              | Судьи: Сергей Кулаков Иван Фатеев Линейные судьи: Максим Строганов Александр Сысуев |
| |                                                               | |                              | Судьи: Сергей Кулаков Иван Фатеев Линейные судьи: Максим Строганов Александр Сысуев |
| |                                                               | |                              | Судьи: Сергей Кулаков Иван Фатеев Линейные судьи: Максим Строганов Александр Сысуев |
| 6 мин | Штраф                                                         | 12 мин |                              | Судьи: Сергей Кулаков Иван Фатеев Линейные судьи: Максим Строганов Александр Сысуев |
| |                                                               | |                              |                                                                                     |
| | 37                                                            | Броски | 29                           |                                                                                     |

| 20 марта 2023 19:30 | Торпедо | 0 : 4 (0:2, 0:1, 0:1) | СКА | КРК «Нагорный», Нижний Новгород Зрителей: 5 500 |

| Отчёт | Отчёт                                                     | Отчёт | Отчёт                          | Отчёт                                                                                  |
| ----- | --------------------------------------------------------- | --- | ------------------------------ | -------------------------------------------------------------------------------------- |
|       |                                                           | |                                |                                                                                        |
|       | Иван Кульбаков — 00:00-58:28 Иван Кульбаков — 59:10-60:00 | Вратари | 00:00-60:00 — Дмитрий Николаев | Судьи: Сергей Беляев Максим Сидоренко Линейные судьи: Ильнур Галимов Дмитрий Канифадин |
|       | Голы:                                                     | |                                | Судьи: Сергей Беляев Максим Сидоренко Линейные судьи: Ильнур Галимов Дмитрий Канифадин |
|       | 0:1 0:2 0:3 0:4                                           | 11:02 — Марат Хайруллин (Д. Жафяров, А. Никишин) 13:31 — Дамир Жафяров (В. Глотов, Р. Рукавишников) 30:03 — Александр Никишин (мен.) (М. Хайруллин, М. Хуснутдинов) 59:10 — Марат Хайруллин (мен.) (п.в.) |                                | Судьи: Сергей Беляев Максим Сидоренко Линейные судьи: Ильнур Галимов Дмитрий Канифадин |
|       |                                                           | |                                | Судьи: Сергей Беляев Максим Сидоренко Линейные судьи: Ильнур Галимов Дмитрий Канифадин |
|       |                                                           | |                                | Судьи: Сергей Беляев Максим Сидоренко Линейные судьи: Ильнур Галимов Дмитрий Канифадин |
|       |                                                           | |                                | Судьи: Сергей Беляев Максим Сидоренко Линейные судьи: Ильнур Галимов Дмитрий Канифадин |
| 6 мин | Штраф                                                     | 14 мин |                                | Судьи: Сергей Беляев Максим Сидоренко Линейные судьи: Ильнур Галимов Дмитрий Канифадин |
|       |                                                           | |                                |                                                                                        |
|       | 38                                                        | Броски | 24                             |                                                                                        |

| 22 марта 2023 19:30 | Торпедо | 3 : 5 (2:1, 0:0, 1:4) | СКА | КРК «Нагорный», Нижний Новгород Зрителей: 5 500 |

| Отчёт | Отчёт                           | Отчёт | Отчёт                                                                | Отчёт                                                                                  |
| --- | ------------------------------- | --- | -------------------------------------------------------------------- | -------------------------------------------------------------------------------------- |
| |                                 | |                                                                      |                                                                                        |
| | Иван Кульбаков — 00:00-60:00    | Вратари | 00:00-04:45 — Дмитрий Николаев 04:45-60:00 — Владислав Подъяпольский | Судьи: Сергей Беляев Евгений Ромасько Линейные судьи: Ильнур Галимов Дмитрий Канифадин |
| | Голы:                           | |                                                                      | Судьи: Сергей Беляев Евгений Ромасько Линейные судьи: Ильнур Галимов Дмитрий Канифадин |
| Сергей Гончарук (бол.) — 01:31 (А. Кручинин, Б. Конюшков) Сергей Гончарук — 04:45 (Н. Коваленко, М. Федотов) Василий Атанасов — 43:49 (А. Белевич, Д. Веряев) | 1:0 2:0 2:1 3:1 3:2 3:3 3:4 3:5 | 16:25 — Роман Рукавишников (М. Воробьёв, Н. Камалов) 50:13 — Эмиль Галимов (С. Фальковский, Н. Поляков) 53:17 — Никита Гусев (М. Хуснутдинов) 56:42 — Игорь Ожиганов (М. Хайруллин) 58:19 — Марат Хайруллин |                                                                      | Судьи: Сергей Беляев Евгений Ромасько Линейные судьи: Ильнур Галимов Дмитрий Канифадин |
| |                                 | |                                                                      | Судьи: Сергей Беляев Евгений Ромасько Линейные судьи: Ильнур Галимов Дмитрий Канифадин |
| |                                 | |                                                                      | Судьи: Сергей Беляев Евгений Ромасько Линейные судьи: Ильнур Галимов Дмитрий Канифадин |
| |                                 | |                                                                      | Судьи: Сергей Беляев Евгений Ромасько Линейные судьи: Ильнур Галимов Дмитрий Канифадин |
| 4 мин | Штраф                           | 6 мин |                                                                      | Судьи: Сергей Беляев Евгений Ромасько Линейные судьи: Ильнур Галимов Дмитрий Канифадин |
| |                                 | |                                                                      |                                                                                        |
| | 19                              | Броски | 42                                                                   |                                                                                        |

#### (2) ЦСКА — (3) «Локомотив»
Четвёртая встреча ЦСКА и «Локомотива» в плей-офф Кубка Гагарина. Кроме того, команды встретились в третьем сезоне кряду в сериях на выбывание. В предыдущих сериях один раз победу одержал «Локомотив» (4-2 в 2017 году) и два раза ЦСКА (4-3 в 2021 году и 4-0 в 2022 году).
| 17 марта 2023 19:30 | ЦСКА | 2 : 0 (0:0, 0:0, 2:0) | Локомотив | ЦСКА Арена, Москва Зрителей: 8 393 |

| Отчёт                                                                                      | Отчёт                        | Отчёт   | Отчёт                      | Отчёт                                                                                |
| ------------------------------------------------------------------------------------------ | ---------------------------- | ------- | -------------------------- | ------------------------------------------------------------------------------------ |
|                                                                                            |                              |         |                            |                                                                                      |
|                                                                                            | Адам Рейдеборн — 00:00-60:00 | Вратари | 00:00-57:18 — Даниил Исаев | Судьи: Константин Оленин Сергей Юдаков Линейные судьи: Ярослав Париков Дмитрий Сивов |
|                                                                                            | Голы:                        |         |                            | Судьи: Константин Оленин Сергей Юдаков Линейные судьи: Ярослав Париков Дмитрий Сивов |
| Ярослав Дыбленко — 45:04 (М. Мамин) Павел Карнаухов (бол.) — 49:08 (Д. Диц, М. Григоренко) | 1:0 2:0                      |         |                            | Судьи: Константин Оленин Сергей Юдаков Линейные судьи: Ярослав Париков Дмитрий Сивов |
|                                                                                            |                              |         |                            | Судьи: Константин Оленин Сергей Юдаков Линейные судьи: Ярослав Париков Дмитрий Сивов |
|                                                                                            |                              |         |                            | Судьи: Константин Оленин Сергей Юдаков Линейные судьи: Ярослав Париков Дмитрий Сивов |
|                                                                                            |                              |         |                            | Судьи: Константин Оленин Сергей Юдаков Линейные судьи: Ярослав Париков Дмитрий Сивов |
| 4 мин                                                                                      | Штраф                        | 6 мин   |                            | Судьи: Константин Оленин Сергей Юдаков Линейные судьи: Ярослав Париков Дмитрий Сивов |
|                                                                                            |                              |         |                            |                                                                                      |
|                                                                                            | 13                           | Броски  | 35                         |                                                                                      |

| 19 марта 2023 17:00 | ЦСКА | 3 : 2 (0:1, 2:1, 1:0) | Локомотив | ЦСКА Арена, Москва Зрителей: 9 616 |

| Отчёт | Отчёт                        | Отчёт                                                                                 | Отчёт                      | Отчёт                                                                               |
| --- | ---------------------------- | ------------------------------------------------------------------------------------- | -------------------------- | ----------------------------------------------------------------------------------- |
| |                              |                                                                                       |                            |                                                                                     |
| | Адам Рейдеборн — 00:00-60:00 | Вратари                                                                               | 00:00-57:25 — Даниил Исаев | Судьи: Алексей Раводин Александр Соин Линейные судьи: Торнике Кучава Никита Новиков |
| | Голы:                        |                                                                                       |                            | Судьи: Алексей Раводин Александр Соин Линейные судьи: Торнике Кучава Никита Новиков |
| Максим Мамин — 34:50 (М. Григоренко, М. Соркин) Даррен Диц — 35:42 (К. Окулов, Н. Нестеров) Михаил Григоренко — 43:54 (К. Окулов, В. Каменев) | 0:1 0:2 1:2 2:2 3:2          | 03:29 — Денис Алексеев (Н. Черепанов) 32:42 — Максим Берёзкин (М. Шалунов, А. Каюмов) |                            | Судьи: Алексей Раводин Александр Соин Линейные судьи: Торнике Кучава Никита Новиков |
| |                              |                                                                                       |                            | Судьи: Алексей Раводин Александр Соин Линейные судьи: Торнике Кучава Никита Новиков |
| |                              |                                                                                       |                            | Судьи: Алексей Раводин Александр Соин Линейные судьи: Торнике Кучава Никита Новиков |
| |                              |                                                                                       |                            | Судьи: Алексей Раводин Александр Соин Линейные судьи: Торнике Кучава Никита Новиков |
| 10 мин | Штраф                        | 4 мин                                                                                 |                            | Судьи: Алексей Раводин Александр Соин Линейные судьи: Торнике Кучава Никита Новиков |
| |                              |                                                                                       |                            |                                                                                     |
| | 17                           | Броски                                                                                | 42                         |                                                                                     |

| 21 марта 2023 19:30 | Локомотив | 6 : 2 (2:1, 3:1, 1:0) | ЦСКА | Арена 2000, Ярославль Зрителей: 7 505 |

| Отчёт | Отчёт                           | Отчёт                                                                                          | Отчёт                                                           | Отчёт                                                                                 |
| --- | ------------------------------- | ---------------------------------------------------------------------------------------------- | --------------------------------------------------------------- | ------------------------------------------------------------------------------------- |
| |                                 |                                                                                                |                                                                 |                                                                                       |
| | Даниил Исаев — 00:00-60:00      | Вратари                                                                                        | 00:00-40:00 — Адам Рейдеборн 40:00-60:00 — Александр Шарыченков | Судьи: Евгений Гамалей Виктор Гашилов Линейные судьи: Дмитрий Сивов Евгений Стрельцов |
| | Голы:                           |                                                                                                |                                                                 | Судьи: Евгений Гамалей Виктор Гашилов Линейные судьи: Дмитрий Сивов Евгений Стрельцов |
| Иван Чехович (бол.) — 01:28 (А. Каюмов, А. Сергеев) Иван Чехович — 10:21 (А. Марченко, П. Красковский) Рушан Рафиков — 23:37 (С. Никулин, Г. Иванов) Иван Чехович — 37:22 (М. Шалунов, А. Сергеев) Александр Елесин — 38:04 (Д. Тесанов) Павел Красковский (бол.) — 57:39 (Р. Рафиков, А. Марченко) | 1:0 1:1 2:1 3:1 3:2 4:2 5:2 6:2 | 08:12 — Максим Мамин (бол.) (В. Каменев, А. Слепышев) 25:25 — Константин Окулов (С. Плотников) |                                                                 | Судьи: Евгений Гамалей Виктор Гашилов Линейные судьи: Дмитрий Сивов Евгений Стрельцов |
| |                                 |                                                                                                |                                                                 | Судьи: Евгений Гамалей Виктор Гашилов Линейные судьи: Дмитрий Сивов Евгений Стрельцов |
| |                                 |                                                                                                |                                                                 | Судьи: Евгений Гамалей Виктор Гашилов Линейные судьи: Дмитрий Сивов Евгений Стрельцов |
| |                                 |                                                                                                |                                                                 | Судьи: Евгений Гамалей Виктор Гашилов Линейные судьи: Дмитрий Сивов Евгений Стрельцов |
| 6 мин | Штраф                           | 10 мин                                                                                         |                                                                 | Судьи: Евгений Гамалей Виктор Гашилов Линейные судьи: Дмитрий Сивов Евгений Стрельцов |
| |                                 |                                                                                                |                                                                 |                                                                                       |
| | 33                              | Броски                                                                                         | 28                                                              |                                                                                       |

| 23 марта 2023 19:30 | Локомотив | 1 : 3 (0:1, 1:0, 0:2) | ЦСКА | Арена 2000, Ярославль Зрителей: 7 419 |

| Отчёт                                | Отчёт                                                 | Отчёт | Отчёт                        | Отчёт                                                                                |
| ------------------------------------ | ----------------------------------------------------- | --- | ---------------------------- | ------------------------------------------------------------------------------------ |
|                                      |                                                       | |                              |                                                                                      |
|                                      | Даниил Исаев — 00:00-57:55 Даниил Исаев — 59:57-60:00 | Вратари | 00:00-60:00 — Адам Рейдеборн | Судьи: Алексей Раводин Иван Фатеев Линейные судьи: Ярослав Париков Евгений Стрельцов |
|                                      | Голы:                                                 | |                              | Судьи: Алексей Раводин Иван Фатеев Линейные судьи: Ярослав Париков Евгений Стрельцов |
| Александр Елесин — 35:15 (Г. Иванов) | 0:1 :1 1:2                                            | 06:48 — Максим Мамин (М. Григоренко, А. Сергеев) 41:53 — Павел Карнаухов (А. Светлаков) 59:57 — Владислав Каменев (п.в.) |                              | Судьи: Алексей Раводин Иван Фатеев Линейные судьи: Ярослав Париков Евгений Стрельцов |
|                                      |                                                       | |                              | Судьи: Алексей Раводин Иван Фатеев Линейные судьи: Ярослав Париков Евгений Стрельцов |
|                                      |                                                       | |                              | Судьи: Алексей Раводин Иван Фатеев Линейные судьи: Ярослав Париков Евгений Стрельцов |
|                                      |                                                       | |                              | Судьи: Алексей Раводин Иван Фатеев Линейные судьи: Ярослав Париков Евгений Стрельцов |
| 2 мин                                | Штраф                                                 | 4 мин |                              | Судьи: Алексей Раводин Иван Фатеев Линейные судьи: Ярослав Париков Евгений Стрельцов |
|                                      |                                                       | |                              |                                                                                      |
|                                      | 25                                                    | Броски | 14                           |                                                                                      |

| 25 марта 2023 17:00 | ЦСКА | 0 : 1 (0:0, 0:0, 0:1) | Локомотив | ЦСКА Арена, Москва Зрителей: 9 829 |

| Отчёт  | Отчёт                        | Отчёт                                                  | Отчёт                      | Отчёт                                                                                     |
| ------ | ---------------------------- | ------------------------------------------------------ | -------------------------- | ----------------------------------------------------------------------------------------- |
|        |                              |                                                        |                            |                                                                                           |
|        | Адам Рейдеборн — 00:00-59:49 | Вратари                                                | 00:00-60:00 — Даниил Исаев | Судьи: Сергей Юдаков Максим Сидоренко Линейные судьи: Сергей Шелянин Александр Садовников |
|        | Голы:                        |                                                        |                            | Судьи: Сергей Юдаков Максим Сидоренко Линейные судьи: Сергей Шелянин Александр Садовников |
|        | 0:1                          | 51:22 — Максим Берёзкин (бол.) (А. Каюмов, М. Шалунов) |                            | Судьи: Сергей Юдаков Максим Сидоренко Линейные судьи: Сергей Шелянин Александр Садовников |
|        |                              |                                                        |                            | Судьи: Сергей Юдаков Максим Сидоренко Линейные судьи: Сергей Шелянин Александр Садовников |
|        |                              |                                                        |                            | Судьи: Сергей Юдаков Максим Сидоренко Линейные судьи: Сергей Шелянин Александр Садовников |
|        |                              |                                                        |                            | Судьи: Сергей Юдаков Максим Сидоренко Линейные судьи: Сергей Шелянин Александр Садовников |
| 10 мин | Штраф                        | 4 мин                                                  |                            | Судьи: Сергей Юдаков Максим Сидоренко Линейные судьи: Сергей Шелянин Александр Садовников |
|        |                              |                                                        |                            |                                                                                           |
|        | 21                           | Броски                                                 | 25                         |                                                                                           |

| 27 марта 2023 19:30 | Локомотив | 2 : 1 (1:1, 0:0, 1:0) | ЦСКА | Арена 2000, Ярославль Зрителей: 7 364 |

| Отчёт                                                      | Отчёт                      | Отчёт                                            | Отчёт                        | Отчёт                                                                                |
| ---------------------------------------------------------- | -------------------------- | ------------------------------------------------ | ---------------------------- | ------------------------------------------------------------------------------------ |
|                                                            |                            |                                                  |                              |                                                                                      |
|                                                            | Даниил Исаев — 00:00-60:00 | Вратари                                          | 00:00-58:34 — Адам Рейдеборн | Судьи: Виктор Бирин Константин Оленин Линейные судьи: Никита Новиков Ярослав Париков |
|                                                            | Голы:                      |                                                  |                              | Судьи: Виктор Бирин Константин Оленин Линейные судьи: Никита Новиков Ярослав Париков |
| Егор Аверин — 03:00 (Е. Коршков) Александр Полунин — 44:06 | 1:0 1:1 2:1                | 08:08 — Максим Мамин (В. Провольнев, А. Сергеев) |                              | Судьи: Виктор Бирин Константин Оленин Линейные судьи: Никита Новиков Ярослав Париков |
|                                                            |                            |                                                  |                              | Судьи: Виктор Бирин Константин Оленин Линейные судьи: Никита Новиков Ярослав Париков |
|                                                            |                            |                                                  |                              | Судьи: Виктор Бирин Константин Оленин Линейные судьи: Никита Новиков Ярослав Париков |
|                                                            |                            |                                                  |                              | Судьи: Виктор Бирин Константин Оленин Линейные судьи: Никита Новиков Ярослав Париков |
| 4 мин                                                      | Штраф                      | 2 мин                                            |                              | Судьи: Виктор Бирин Константин Оленин Линейные судьи: Никита Новиков Ярослав Париков |
|                                                            |                            |                                                  |                              |                                                                                      |
|                                                            | 17                         | Броски                                           | 34                           |                                                                                      |

| 29 марта 2023 19:30 | ЦСКА | 5 : 0 (2:0, 1:0, 2:0) | Локомотив | ЦСКА Арена, Москва Зрителей: 10 168 |

| Отчёт | Отчёт                        | Отчёт   | Отчёт                      | Отчёт                                                                              |
| --- | ---------------------------- | ------- | -------------------------- | ---------------------------------------------------------------------------------- |
| |                              |         |                            |                                                                                    |
| | Адам Рейдеборн — 00:00-60:00 | Вратари | 00:00-60:00 — Даниил Исаев | Судьи: Константин Оленин Виктор Бирин Линейные судьи: Сергей Шелянин Дмитрий Сивов |
| | Голы:                        |         |                            | Судьи: Константин Оленин Виктор Бирин Линейные судьи: Сергей Шелянин Дмитрий Сивов |
| Антон Слепышев — 04:26 (А. Светлаков, Ф. Классон) Виталий Абрамов — 09:12 (П. Полтапов) Владислав Каменев — 33:33 (Н. Нестеров) Андрей Светлаков — 44:50 (А. Слепышев, П. Карнаухов) Михаил Григоренко — 55:17 (М. Соркин, М. Мамин) | 1:0 2:0 3:0 4:0 5:0          |         |                            | Судьи: Константин Оленин Виктор Бирин Линейные судьи: Сергей Шелянин Дмитрий Сивов |
| |                              |         |                            | Судьи: Константин Оленин Виктор Бирин Линейные судьи: Сергей Шелянин Дмитрий Сивов |
| |                              |         |                            | Судьи: Константин Оленин Виктор Бирин Линейные судьи: Сергей Шелянин Дмитрий Сивов |
| |                              |         |                            | Судьи: Константин Оленин Виктор Бирин Линейные судьи: Сергей Шелянин Дмитрий Сивов |
| 6 мин | Штраф                        | 2 мин   |                            | Судьи: Константин Оленин Виктор Бирин Линейные судьи: Сергей Шелянин Дмитрий Сивов |
| |                              |         |                            |                                                                                    |
| | 19                           | Броски  | 30                         |                                                                                    |

## Финалы конференций
Время начала матчей дано по Московскому времени (UTC+3).

### Восточная конференция

#### (1) «Ак Барс» — (3) «Авангард»
Седьмая встреча «Ак Барса» и «Авангарда» в плей-офф Кубка Гагарина. Команды встретились в плей-офф в третьем сезоне КХЛ кряду. В шести предыдущих сериях обе команды одержали по три победы. В 2009 году победу одержал «Ак Барс» (3-2). В 2015 году в следующий раунд также прошёл казанский клуб, победив 4-1. В 2017 году сильнее вновь оказался «Ак Барс» (4-2). Два сезона спустя, в 2019 году, победу одержал «Авангард» с сухим счётом 4-0. В 2021 году, в финале Восточной конференции, «Авангард» победил в серии 4-3. В 2022 году в первом раунде плей-офф победу одержал омский клуб со счётом 4-2.
| 1 апреля 2023 17:00 | Ак Барс | 3 : 2 (ОТ) (1:0, 1:0, 0:2, 1:0) | Авангард | Татнефть Арена, Казань Зрителей: 8 890 |

| Отчёт | Отчёт                                                   | Отчёт | Отчёт                                                         | Отчёт                                                                           |
| --- | ------------------------------------------------------- | --- | ------------------------------------------------------------- | ------------------------------------------------------------------------------- |
| |                                                         | |                                                               |                                                                                 |
| | Тимур Билялов — 00:00-07:34 Тимур Билялов — 07:49-62:14 | Вратари | 00:00-58:23 — Василий Демченко 59:57-62:14 — Василий Демченко | Судьи: Виктор Гашилов Денис Наумов Линейные судьи: Сергей Шелянин Дмитрий Шишло |
| | Голы:                                                   | |                                                               | Судьи: Виктор Гашилов Денис Наумов Линейные судьи: Сергей Шелянин Дмитрий Шишло |
| Дмитрий Кагарлицкий (бол.) — 02:57 (А. Радулов, В. Войнов) Дмитрий Кагарлицкий — 31:06 (В. Шипачёв, В. Войнов) Кирилл Панюков — 62:14 (К. Семёнов, Д. Журавлёв) | 1:0 2:0 2:1 2:2 3:2                                     | 49:51 — Корбэн Найт (бол.) (А. Броадхёрст, А. Береглазов) 59:57 — Корбэн Найт (бол.) (И. Телегин, В. Ткачёв) |                                                               | Судьи: Виктор Гашилов Денис Наумов Линейные судьи: Сергей Шелянин Дмитрий Шишло |
| |                                                         | |                                                               | Судьи: Виктор Гашилов Денис Наумов Линейные судьи: Сергей Шелянин Дмитрий Шишло |
| |                                                         | |                                                               | Судьи: Виктор Гашилов Денис Наумов Линейные судьи: Сергей Шелянин Дмитрий Шишло |
| |                                                         | |                                                               | Судьи: Виктор Гашилов Денис Наумов Линейные судьи: Сергей Шелянин Дмитрий Шишло |
| 4 мин | Штраф                                                   | 4 мин |                                                               | Судьи: Виктор Гашилов Денис Наумов Линейные судьи: Сергей Шелянин Дмитрий Шишло |
| |                                                         | |                                                               |                                                                                 |
| | 23                                                      | Броски | 28                                                            |                                                                                 |

| 3 апреля 2023 19:30 | Ак Барс | 2 : 3 (0:1, 0:2, 2:0) | Авангард | Татнефть Арена, Казань Зрителей: 8 890 |

| Отчёт                                                                            | Отчёт                                                   | Отчёт | Отчёт                          | Отчёт                                                                              |
| -------------------------------------------------------------------------------- | ------------------------------------------------------- | --- | ------------------------------ | ---------------------------------------------------------------------------------- |
|                                                                                  |                                                         | |                                |                                                                                    |
|                                                                                  | Тимур Билялов — 00:00-40:00 Амир Мифтахов — 40:00-58:05 | Вратари | 00:00-60:00 — Василий Демченко | Судьи: Виктор Гашилов Сергей Кулаков Линейные судьи: Никита Новиков Сергей Шелянин |
|                                                                                  | Голы:                                                   | |                                | Судьи: Виктор Гашилов Сергей Кулаков Линейные судьи: Никита Новиков Сергей Шелянин |
| Артём Лукоянов — 46:44 (Н. Лямкин, А. Галимов) Дмитрий Юдин — 59:57 (И. Сафонов) | 0:1 0:2 0:3 1:3 2:3                                     | 16:16 — Виктор Сведберг 28:04 — Рид Буше (бол.) (В. Ткачёв) 38:57 — Алекс Броадхёрст (С. Толчинский, Д. Шарипзянов) |                                | Судьи: Виктор Гашилов Сергей Кулаков Линейные судьи: Никита Новиков Сергей Шелянин |
|                                                                                  |                                                         | |                                | Судьи: Виктор Гашилов Сергей Кулаков Линейные судьи: Никита Новиков Сергей Шелянин |
|                                                                                  |                                                         | |                                | Судьи: Виктор Гашилов Сергей Кулаков Линейные судьи: Никита Новиков Сергей Шелянин |
|                                                                                  |                                                         | |                                | Судьи: Виктор Гашилов Сергей Кулаков Линейные судьи: Никита Новиков Сергей Шелянин |
| 8 мин                                                                            | Штраф                                                   | 6 мин |                                | Судьи: Виктор Гашилов Сергей Кулаков Линейные судьи: Никита Новиков Сергей Шелянин |
|                                                                                  |                                                         | |                                |                                                                                    |
|                                                                                  | 31                                                      | Броски | 28                             |                                                                                    |

| 5 апреля 2023 16:30 | Авангард | 2 : 3 (ОТ) (0:0, 1:0, 1:2, 0:1) | Ак Барс | G-Drive Арена, Омск Зрителей: 12 011 |

| Отчёт                                                                         | Отчёт                          | Отчёт | Отчёт                       | Отчёт                                                                                 |
| ----------------------------------------------------------------------------- | ------------------------------ | --- | --------------------------- | ------------------------------------------------------------------------------------- |
|                                                                               |                                | |                             |                                                                                       |
|                                                                               | Василий Демченко — 00:00-72:45 | Вратари | 00:00-72:45 — Тимур Билялов | Судьи: Сергей Беляев Константин Оленин Линейные судьи: Максим Берсенёв Никита Вилюгин |
|                                                                               | Голы:                          | |                             | Судьи: Сергей Беляев Константин Оленин Линейные судьи: Максим Берсенёв Никита Вилюгин |
| Рид Буше — 33:14 (Д. Шарипзянов, В. Ткачёв) Владимир Ткачёв — 45:53 (Р. Буше) | 1:0 2:0 2:1 2:2 2:3            | 54:25 — Никита Евсеев (А. Радулов) 56:33 — Александр Радулов (бол.) (Д. Юдин, В. Шипачёв) 72:45 — Вадим Шипачёв (Д. Кагарлицкий, Н. Евсеев) |                             | Судьи: Сергей Беляев Константин Оленин Линейные судьи: Максим Берсенёв Никита Вилюгин |
|                                                                               |                                | |                             | Судьи: Сергей Беляев Константин Оленин Линейные судьи: Максим Берсенёв Никита Вилюгин |
|                                                                               |                                | |                             | Судьи: Сергей Беляев Константин Оленин Линейные судьи: Максим Берсенёв Никита Вилюгин |
|                                                                               |                                | |                             | Судьи: Сергей Беляев Константин Оленин Линейные судьи: Максим Берсенёв Никита Вилюгин |
| 10 мин                                                                        | Штраф                          | 8 мин |                             | Судьи: Сергей Беляев Константин Оленин Линейные судьи: Максим Берсенёв Никита Вилюгин |
|                                                                               |                                | |                             |                                                                                       |
|                                                                               | 37                             | Броски | 34                          |                                                                                       |

| 7 апреля 2023 16:30 | Авангард | 0 : 1 (0:0, 0:0, 0:1) | Ак Барс | G-Drive Арена, Омск Зрителей: 12 011 |

| Отчёт | Отчёт                          | Отчёт                                         | Отчёт                       | Отчёт                                                                             |
| ----- | ------------------------------ | --------------------------------------------- | --------------------------- | --------------------------------------------------------------------------------- |
|       |                                |                                               |                             |                                                                                   |
|       | Василий Демченко — 00:00-58:43 | Вратари                                       | 00:00-60:00 — Тимур Билялов | Судьи: Виктор Бирин Константин Оленин Линейные судьи: Никита Вилюгин Евгений Юдин |
|       | Голы:                          |                                               |                             | Судьи: Виктор Бирин Константин Оленин Линейные судьи: Никита Вилюгин Евгений Юдин |
|       | 0:1                            | 54:13 — Дмитрий Воронков (К. Петров, Д. Юдин) |                             | Судьи: Виктор Бирин Константин Оленин Линейные судьи: Никита Вилюгин Евгений Юдин |
|       |                                |                                               |                             | Судьи: Виктор Бирин Константин Оленин Линейные судьи: Никита Вилюгин Евгений Юдин |
|       |                                |                                               |                             | Судьи: Виктор Бирин Константин Оленин Линейные судьи: Никита Вилюгин Евгений Юдин |
|       |                                |                                               |                             | Судьи: Виктор Бирин Константин Оленин Линейные судьи: Никита Вилюгин Евгений Юдин |
| 4 мин | Штраф                          | 4 мин                                         |                             | Судьи: Виктор Бирин Константин Оленин Линейные судьи: Никита Вилюгин Евгений Юдин |
|       |                                |                                               |                             |                                                                                   |
|       | 25                             | Броски                                        | 27                          |                                                                                   |

| 9 апреля 2023 17:00 | Ак Барс | 3 : 2 (ОТ) (0:2, 0:0, 2:0, 1:0) | Авангард | Татнефть Арена, Казань Зрителей: 8 890 |

| Отчёт | Отчёт                       | Отчёт                                                          | Отчёт                          | Отчёт                                                                              |
| --- | --------------------------- | -------------------------------------------------------------- | ------------------------------ | ---------------------------------------------------------------------------------- |
| |                             |                                                                |                                |                                                                                    |
| | Тимур Билялов — 00:00-67:08 | Вратари                                                        | 00:00-67:08 — Василий Демченко | Судьи: Алексей Раводин Сергей Беляев Линейные судьи: Дмитрий Сивов Ярослав Париков |
| | Голы:                       |                                                                |                                | Судьи: Алексей Раводин Сергей Беляев Линейные судьи: Дмитрий Сивов Ярослав Париков |
| Дмитрий Юдин — 40:20 (И. Сафонов, А. Радулов) Кирилл Адамчук — 52:23 (Д. Кагарлицкий, Д. Журавлёв) Вадим Шипачёв — 67:08 | 0:1 0:2 1:2 2:2 3:2         | 05:45 — Алексей Береглазов (В. Ткачёв) 15:28 — Рид Буше (бол.) |                                | Судьи: Алексей Раводин Сергей Беляев Линейные судьи: Дмитрий Сивов Ярослав Париков |
| |                             |                                                                |                                | Судьи: Алексей Раводин Сергей Беляев Линейные судьи: Дмитрий Сивов Ярослав Париков |
| |                             |                                                                |                                | Судьи: Алексей Раводин Сергей Беляев Линейные судьи: Дмитрий Сивов Ярослав Париков |
| |                             |                                                                |                                | Судьи: Алексей Раводин Сергей Беляев Линейные судьи: Дмитрий Сивов Ярослав Париков |
| 4 мин | Штраф                       | 24 мин                                                         |                                | Судьи: Алексей Раводин Сергей Беляев Линейные судьи: Дмитрий Сивов Ярослав Париков |
| |                             |                                                                |                                |                                                                                    |
| | 35                          | Броски                                                         | 22                             |                                                                                    |

### Западная конференция

#### (1) СКА — (2) ЦСКА
Девятая встреча СКА и ЦСКА в плей-офф Кубка Гагарина и седьмая в финале Западной конференции. В 2012 победу одержал СКА 4-1. В 2014 в следующий раунд вновь прошёл санкт-петербургский клуб, одержав победу 4-0. В 2015 сильнее также оказался СКА, отыгравшийся со счёта 0-3 в серии и одержавший победу со счётом 4-3. В 2016 победу в серии одержал ЦСКА (4-0). В 2018 также успех праздновал московский клуб со счётом 4-2 в серии. В 2019 в следующий раунд вновь прошёл ЦСКА, одержавший победу в седьмой игре. В 2021 ЦСКА выиграл серию 4-2. В 2022 ЦСКА победил в серии со счётом 4-3.
| 2 апреля 2023 17:00 | СКА | 2 : 3 (ОТ3) (0:1, 2:0, 0:1, 0:0, 0:0, 0:1) | ЦСКА | Ледовый дворец, Санкт-Петербург Зрителей: 12 426 |

| Отчёт | Отчёт                           | Отчёт | Отчёт                                                      | Отчёт                                                                                |
| --- | ------------------------------- | --- | ---------------------------------------------------------- | ------------------------------------------------------------------------------------ |
| |                                 | |                                                            |                                                                                      |
| | Дмитрий Николаев — 00:00-102:24 | Вратари | 00:00-57:44 — Адам Рейдеборн 57:53-102:24 — Адам Рейдеборн | Судьи: Юрий Оскирко Евгений Ромасько Линейные судьи: Дмитрий Сивов Антон Понамаренко |
| | Голы:                           | |                                                            | Судьи: Юрий Оскирко Евгений Ромасько Линейные судьи: Дмитрий Сивов Антон Понамаренко |
| Святослав Гребенщиков — 23:34 (Н. Комаров, А. Педан) Александр Никишин — 26:16 (Н. Гусев, М. Хуснутдинов) | 0:1 :1 2:1 2:2 2:3              | 01:04 — Максим Мамин (М. Григоренко, Д. Диц) 57:53 — Владислав Каменев (Н. Нестеров, Д. Диц) 102:24 — Никита Нестеров (М. Григоренко, В. Мамин) |                                                            | Судьи: Юрий Оскирко Евгений Ромасько Линейные судьи: Дмитрий Сивов Антон Понамаренко |
| |                                 | |                                                            | Судьи: Юрий Оскирко Евгений Ромасько Линейные судьи: Дмитрий Сивов Антон Понамаренко |
| |                                 | |                                                            | Судьи: Юрий Оскирко Евгений Ромасько Линейные судьи: Дмитрий Сивов Антон Понамаренко |
| |                                 | |                                                            | Судьи: Юрий Оскирко Евгений Ромасько Линейные судьи: Дмитрий Сивов Антон Понамаренко |
| 4 мин | Штраф                           | 4 мин |                                                            | Судьи: Юрий Оскирко Евгений Ромасько Линейные судьи: Дмитрий Сивов Антон Понамаренко |
| |                                 | |                                                            |                                                                                      |
| | 49                              | Броски | 55                                                         |                                                                                      |

| 4 апреля 2023 19:30 | СКА | 2 : 1 (0:1, 1:0, 1:0) | ЦСКА | Ледовый дворец, Санкт-Петербург Зрителей: 12 363 |

| Отчёт | Отчёт                          | Отчёт                                                 | Отчёт                        | Отчёт                                                                              |
| --- | ------------------------------ | ----------------------------------------------------- | ---------------------------- | ---------------------------------------------------------------------------------- |
| |                                |                                                       |                              |                                                                                    |
| | Дмитрий Николаев — 00:00-60:00 | Вратари                                               | 00:00-59:12 — Адам Рейдеборн | Судьи: Алексей Белов Сергей Морозов Линейные судьи: Дмитрий Сивов Максим Строганов |
| | Голы:                          |                                                       |                              | Судьи: Алексей Белов Сергей Морозов Линейные судьи: Дмитрий Сивов Максим Строганов |
| Валентин Зыков (бол.) — 34:31 (И. Ожиганов, Д. Жафяров) Михаил Воробьёв — 48:39 (А. Никишин, М. Хайруллин) | 0:1 :1 2:1                     | 16:17 — Андрей Светлаков (бол.) (А. Слепышев, Д. Диц) |                              | Судьи: Алексей Белов Сергей Морозов Линейные судьи: Дмитрий Сивов Максим Строганов |
| |                                |                                                       |                              | Судьи: Алексей Белов Сергей Морозов Линейные судьи: Дмитрий Сивов Максим Строганов |
| |                                |                                                       |                              | Судьи: Алексей Белов Сергей Морозов Линейные судьи: Дмитрий Сивов Максим Строганов |
| |                                |                                                       |                              | Судьи: Алексей Белов Сергей Морозов Линейные судьи: Дмитрий Сивов Максим Строганов |
| 8 мин | Штраф                          | 12 мин                                                |                              | Судьи: Алексей Белов Сергей Морозов Линейные судьи: Дмитрий Сивов Максим Строганов |
| |                                |                                                       |                              |                                                                                    |
| | 30                             | Броски                                                | 27                           |                                                                                    |

| 6 апреля 2023 19:30 | ЦСКА | 4 : 0 (0:0, 2:0, 2:0) | СКА | ЦСКА Арена, Москва Зрителей: 10 250 |

| Отчёт | Отчёт                        | Отчёт   | Отчёт                                                         | Отчёт                                                                                |
| --- | ---------------------------- | ------- | ------------------------------------------------------------- | ------------------------------------------------------------------------------------ |
| |                              |         |                                                               |                                                                                      |
| | Адам Рейдеборн — 00:00-60:00 | Вратари | 00:00-55:53 — Дмитрий Николаев 57:34-58:21 — Дмитрий Николаев | Судьи: Алексей Раводин Сергей Юдаков Линейные судьи: Дмитрий Головлёв Артём Савенков |
| | Голы:                        |         |                                                               | Судьи: Алексей Раводин Сергей Юдаков Линейные судьи: Дмитрий Головлёв Артём Савенков |
| Константин Окулов — 23:58 (Я. Дыбленко, Н. Нестеров) Владислав Каменев (бол.) — 39:39 (М. Григоренко, А. Слепышев) Максим Соркин (бол.) — 54:29 (Д. Диц) Фредрик Классон (мен.) (п.в.) — 59:46 | 1:0 2:0 3:0 4:0              |         |                                                               | Судьи: Алексей Раводин Сергей Юдаков Линейные судьи: Дмитрий Головлёв Артём Савенков |
| |                              |         |                                                               | Судьи: Алексей Раводин Сергей Юдаков Линейные судьи: Дмитрий Головлёв Артём Савенков |
| |                              |         |                                                               | Судьи: Алексей Раводин Сергей Юдаков Линейные судьи: Дмитрий Головлёв Артём Савенков |
| |                              |         |                                                               | Судьи: Алексей Раводин Сергей Юдаков Линейные судьи: Дмитрий Головлёв Артём Савенков |
| 8 мин | Штраф                        | 10 мин  |                                                               | Судьи: Алексей Раводин Сергей Юдаков Линейные судьи: Дмитрий Головлёв Артём Савенков |
| |                              |         |                                                               |                                                                                      |
| | 29                           | Броски  | 26                                                            |                                                                                      |

| 8 апреля 2023 17:00 | ЦСКА | 1 : 3 (0:0, 1:2, 0:1) | СКА | ЦСКА Арена, Москва Зрителей: 10 133 |

| Отчёт                                                   | Отчёт                        | Отчёт                                                                                               | Отчёт                          | Отчёт                                                                            |
| ------------------------------------------------------- | ---------------------------- | --------------------------------------------------------------------------------------------------- | ------------------------------ | -------------------------------------------------------------------------------- |
|                                                         |                              | |                                |                                                                                  |
|                                                         | Адам Рейдеборн — 00:00-58:18 | Вратари                                                                                             | 00:00-60:00 — Дмитрий Николаев | Судьи: Иван Фатеев Максим Сидоренко Линейные судьи: Дмитрий Шишло Никита Новиков |
|                                                         | Голы:                        | |                                | Судьи: Иван Фатеев Максим Сидоренко Линейные судьи: Дмитрий Шишло Никита Новиков |
| Константин Окулов — 24:56 (В. Провольнев, А. Светлаков) | 1:0 1:1 1:2 1:3              | 38:38 — Степан Фальковский (В. Глотов, М. Воробьёв) 38:55 — Александр Волков 57:56 — Захар Бардаков |                                | Судьи: Иван Фатеев Максим Сидоренко Линейные судьи: Дмитрий Шишло Никита Новиков |
|                                                         |                              | |                                | Судьи: Иван Фатеев Максим Сидоренко Линейные судьи: Дмитрий Шишло Никита Новиков |
|                                                         |                              | |                                | Судьи: Иван Фатеев Максим Сидоренко Линейные судьи: Дмитрий Шишло Никита Новиков |
|                                                         |                              | |                                | Судьи: Иван Фатеев Максим Сидоренко Линейные судьи: Дмитрий Шишло Никита Новиков |
| 27 мин                                                  | Штраф                        | 0 мин                                                                                               |                                | Судьи: Иван Фатеев Максим Сидоренко Линейные судьи: Дмитрий Шишло Никита Новиков |
|                                                         |                              | |                                |                                                                                  |
|                                                         | 21                           | Броски                                                                                              | 24                             |                                                                                  |

| 10 апреля 2023 19:30 | СКА | 3 : 7 (2:2, 0:1, 1:4) | ЦСКА | Ледовый дворец, Санкт-Петербург Зрителей: 12 416 |

| Отчёт | Отчёт | Отчёт | Отчёт                        | Отчёт                                                                               |
| --- | --- | --- | ---------------------------- | ----------------------------------------------------------------------------------- |
| | | |                              |                                                                                     |
| | Дмитрий Николаев — 00:00-51:38 Владислав Подъяпольский — 51:38-52:23 Владислав Подъяпольский — 54:14-54:23 Владислав Подъяпольский — 54:28-55:05 Владислав Подъяпольский — 58:27-60:00 | Вратари | 00:00-60:00 — Адам Рейдеборн | Судьи: Виктор Бирин Константин Оленин Линейные судьи: Ильнур Галимов Артём Савенков |
| | Голы: | |                              | Судьи: Виктор Бирин Константин Оленин Линейные судьи: Ильнур Галимов Артём Савенков |
| Александр Никишин — 06:51 (С. Фальковский, А. Волков) Эмиль Галимов — 07:28 (Н. Прохоркин, Н. Камалов) Александр Волков — 54:14 (З. Бардаков, Н. Прохоркин) | 1:0 2:0 2:1 2:2 2:3 2:4 2:5 3:5 3:6 3:7 | 12:42 — Андрей Светлаков (А. Слепышев, П. Карнаухов) 13:35 — Михаил Григоренко (М. Мамин, М. Соркин) 32:45 — Михаил Григоренко (А. Слепышев, Н. Макаров) 46:08 — Константин Окулов (С. Плотников, В. Провольнев) 51:38 — Максим Мамин (М. Григоренко, Н. Нестеров) 54:28 — Михаил Григоренко (п.в.) (М. Мамин, Ф. Классон) 58:27 — Константин Окулов (п.в.) |                              | Судьи: Виктор Бирин Константин Оленин Линейные судьи: Ильнур Галимов Артём Савенков |
| | | |                              | Судьи: Виктор Бирин Константин Оленин Линейные судьи: Ильнур Галимов Артём Савенков |
| | | |                              | Судьи: Виктор Бирин Константин Оленин Линейные судьи: Ильнур Галимов Артём Савенков |
| | | |                              | Судьи: Виктор Бирин Константин Оленин Линейные судьи: Ильнур Галимов Артём Савенков |
| 12 мин | Штраф | 8 мин |                              | Судьи: Виктор Бирин Константин Оленин Линейные судьи: Ильнур Галимов Артём Савенков |
| | | |                              |                                                                                     |
| | 43 | Броски | 28                           |                                                                                     |

| 12 апреля 2023 19:00 | ЦСКА | 3 : 0 (1:0, 1:0, 1:0) | СКА | ЦСКА Арена, Москва Зрителей: 10 083 |

| Отчёт | Отчёт                        | Отчёт   | Отчёт | Отчёт                                                                               |
| --- | ---------------------------- | ------- | --- | ----------------------------------------------------------------------------------- |
| |                              |         | |                                                                                     |
| | Адам Рейдеборн — 00:00-60:00 | Вратари | 00:00-56:50 — Владислав Подъяпольский 57:10-58:32 — Владислав Подъяпольский 58:44-59:07 — Владислав Подъяпольский | Судьи: Виктор Гашилов Сергей Беляев Линейные судьи: Максим Строганов Сергей Шелянин |
| | Голы:                        |         | | Судьи: Виктор Гашилов Сергей Беляев Линейные судьи: Максим Строганов Сергей Шелянин |
| Максим Соркин — 00:13 (Н. Нестеров, М. Мамин) Константин Окулов — 30:36 (С. Плотников, В. Каменев) Даррен Диц (бол.) — 45:17 (В. Каменев) | 1:0 2:0 3:0                  |         | | Судьи: Виктор Гашилов Сергей Беляев Линейные судьи: Максим Строганов Сергей Шелянин |
| |                              |         | | Судьи: Виктор Гашилов Сергей Беляев Линейные судьи: Максим Строганов Сергей Шелянин |
| |                              |         | | Судьи: Виктор Гашилов Сергей Беляев Линейные судьи: Максим Строганов Сергей Шелянин |
| |                              |         | | Судьи: Виктор Гашилов Сергей Беляев Линейные судьи: Максим Строганов Сергей Шелянин |
| 8 мин | Штраф                        | 10 мин  | | Судьи: Виктор Гашилов Сергей Беляев Линейные судьи: Максим Строганов Сергей Шелянин |
| |                              |         | |                                                                                     |
| | 16                           | Броски  | 22 |                                                                                     |

## Финал Кубка Гагарина

### (1) «Ак Барс» — (2) ЦСКА
Вторая встреча «Ак Барса» и ЦСКА в плей-офф КХЛ. В 2018 году команды также встретились в финале Кубка Гагарина, где победу одержал «Ак Барс» со счётом 4-1 и завоевал свой третий Кубок Гагарина.
| 17 апреля 2023 19:30 | Ак Барс | 4 : 1 (1:1, 1:0, 2:0) | ЦСКА | Татнефть Арена, Казань Зрителей: 8 815 |

| Отчёт | Отчёт                       | Отчёт                                             | Отчёт                        | Отчёт                                                                              |
| --- | --------------------------- | ------------------------------------------------- | ---------------------------- | ---------------------------------------------------------------------------------- |
| |                             |                                                   |                              |                                                                                    |
| | Тимур Билялов — 00:00-60:00 | Вратари                                           | 00:00-60:00 — Адам Рейдеборн | Судьи: Денис Наумов Константин Оленин Линейные судьи: Никита Новиков Дмитрий Сивов |
| | Голы:                       |                                                   |                              | Судьи: Денис Наумов Константин Оленин Линейные судьи: Никита Новиков Дмитрий Сивов |
| Артём Лукоянов (мен.) — 06:57 Станислав Галиев (бол.) — 22:00 (В. Шипачёв, В. Войнов) Дмитрий Воронков — 47:28 (А. Радулов) Кирилл Панюков — 52:54 (К. Адамчук, Н. Лямкин) | 1:0 1:1 2:1 3:1 4:1         | 14:46 — Михаил Григоренко (Д. Диц, В. Провольнев) |                              | Судьи: Денис Наумов Константин Оленин Линейные судьи: Никита Новиков Дмитрий Сивов |
| |                             |                                                   |                              | Судьи: Денис Наумов Константин Оленин Линейные судьи: Никита Новиков Дмитрий Сивов |
| |                             |                                                   |                              | Судьи: Денис Наумов Константин Оленин Линейные судьи: Никита Новиков Дмитрий Сивов |
| |                             |                                                   |                              | Судьи: Денис Наумов Константин Оленин Линейные судьи: Никита Новиков Дмитрий Сивов |
| 6 мин | Штраф                       | 6 мин                                             |                              | Судьи: Денис Наумов Константин Оленин Линейные судьи: Никита Новиков Дмитрий Сивов |
| |                             |                                                   |                              |                                                                                    |
| | 28                          | Броски                                            | 36                           |                                                                                    |

| 19 апреля 2023 19:00 | Ак Барс | 0 : 3 (0:1, 0:1, 0:1) | ЦСКА | Татнефть Арена, Казань Зрителей: 8 890 |

| Отчёт | Отчёт                                                   | Отчёт | Отчёт                        | Отчёт                                                                             |
| ----- | ------------------------------------------------------- | --- | ---------------------------- | --------------------------------------------------------------------------------- |
|       |                                                         | |                              |                                                                                   |
|       | Тимур Билялов — 00:00-57:00 Тимур Билялов — 58:11-60:00 | Вратари | 00:00-60:00 — Адам Рейдеборн | Судьи: Алексей Белов Сергей Кулаков Линейные судьи: Артём Савенков Сергей Шелянин |
|       | Голы:                                                   | |                              | Судьи: Алексей Белов Сергей Кулаков Линейные судьи: Артём Савенков Сергей Шелянин |
|       | 0:1 0:2 0:3                                             | 12:32 — Владислав Каменев (К. Окулов, С. Плотников) 34:02 — Ярослав Дыбленко (М. Григоренко, П. Полтапов) 58:11 — Михаил Григоренко (п.в.) (А. Сергеев) |                              | Судьи: Алексей Белов Сергей Кулаков Линейные судьи: Артём Савенков Сергей Шелянин |
|       |                                                         | |                              | Судьи: Алексей Белов Сергей Кулаков Линейные судьи: Артём Савенков Сергей Шелянин |
|       |                                                         | |                              | Судьи: Алексей Белов Сергей Кулаков Линейные судьи: Артём Савенков Сергей Шелянин |
|       |                                                         | |                              | Судьи: Алексей Белов Сергей Кулаков Линейные судьи: Артём Савенков Сергей Шелянин |
| 9 мин | Штраф                                                   | 8 мин |                              | Судьи: Алексей Белов Сергей Кулаков Линейные судьи: Артём Савенков Сергей Шелянин |
|       |                                                         | |                              |                                                                                   |
|       | 29                                                      | Броски | 19                           |                                                                                   |

| 21 апреля 2023 19:30 | ЦСКА | 3 : 2 (0:0, 3:1, 0:1) | Ак Барс | ЦСКА Арена, Москва Зрителей: 10 284 |

| Отчёт | Отчёт                        | Отчёт                                                                                  | Отчёт                                                   | Отчёт                                                                                |
| --- | ---------------------------- | -------------------------------------------------------------------------------------- | ------------------------------------------------------- | ------------------------------------------------------------------------------------ |
| |                              |                                                                                        |                                                         |                                                                                      |
| | Адам Рейдеборн — 00:00-60:00 | Вратари                                                                                | 00:00-40:00 — Тимур Билялов 40:00-57:08 — Амир Мифтахов | Судьи: Виктор Гашилов Сергей Беляев Линейные судьи: Антон Понамаренко Никита Вилюгин |
| | Голы:                        |                                                                                        |                                                         | Судьи: Виктор Гашилов Сергей Беляев Линейные судьи: Антон Понамаренко Никита Вилюгин |
| Михаил Григоренко (бол.) — 22:12 (Н. Нестеров, К. Окулов) Максим Соркин — 32:06 (П. Полтапов) Антон Слепышев (бол.) — 35:56 (Н. Нестеров, К. Окулов) | 1:0 1:1 2:1 3:1 3:2          | 22:40 — Дмитрий Воронков (Д. Журавлёв) 45:11 — Александр Радулов (К. Адамчук, Д. Юдин) |                                                         | Судьи: Виктор Гашилов Сергей Беляев Линейные судьи: Антон Понамаренко Никита Вилюгин |
| |                              |                                                                                        |                                                         | Судьи: Виктор Гашилов Сергей Беляев Линейные судьи: Антон Понамаренко Никита Вилюгин |
| |                              |                                                                                        |                                                         | Судьи: Виктор Гашилов Сергей Беляев Линейные судьи: Антон Понамаренко Никита Вилюгин |
| |                              |                                                                                        |                                                         | Судьи: Виктор Гашилов Сергей Беляев Линейные судьи: Антон Понамаренко Никита Вилюгин |
| 6 мин | Штраф                        | 6 мин                                                                                  |                                                         | Судьи: Виктор Гашилов Сергей Беляев Линейные судьи: Антон Понамаренко Никита Вилюгин |
| |                              |                                                                                        |                                                         |                                                                                      |
| | 15                           | Броски                                                                                 | 34                                                      |                                                                                      |

| 23 апреля 2023 17:00 | ЦСКА | 2 : 1 (1:1, 0:0, 1:0) | Ак Барс | ЦСКА Арена, Москва Зрителей: 10 344 |

| Отчёт                                                                                        | Отчёт                        | Отчёт                              | Отчёт                       | Отчёт                                                                            |
| -------------------------------------------------------------------------------------------- | ---------------------------- | ---------------------------------- | --------------------------- | -------------------------------------------------------------------------------- |
|                                                                                              |                              |                                    |                             |                                                                                  |
|                                                                                              | Адам Рейдеборн — 00:00-60:00 | Вратари                            | 00:00-59:00 — Тимур Билялов | Судьи: Виктор Бирин Максим Сидоренко Линейные судьи: Дмитрий Сивов Дмитрий Шишло |
|                                                                                              | Голы:                        |                                    |                             | Судьи: Виктор Бирин Максим Сидоренко Линейные судьи: Дмитрий Сивов Дмитрий Шишло |
| Антон Слепышев (бол.) — 14:35 (К. Окулов, Н. Нестеров) Владислав Каменев — 55:27 (К. Окулов) | 0:1 :1 2:1                   | 10:48 — Кирилл Семёнов (С. Галиев) |                             | Судьи: Виктор Бирин Максим Сидоренко Линейные судьи: Дмитрий Сивов Дмитрий Шишло |
|                                                                                              |                              |                                    |                             | Судьи: Виктор Бирин Максим Сидоренко Линейные судьи: Дмитрий Сивов Дмитрий Шишло |
|                                                                                              |                              |                                    |                             | Судьи: Виктор Бирин Максим Сидоренко Линейные судьи: Дмитрий Сивов Дмитрий Шишло |
|                                                                                              |                              |                                    |                             | Судьи: Виктор Бирин Максим Сидоренко Линейные судьи: Дмитрий Сивов Дмитрий Шишло |
| 6 мин                                                                                        | Штраф                        | 8 мин                              |                             | Судьи: Виктор Бирин Максим Сидоренко Линейные судьи: Дмитрий Сивов Дмитрий Шишло |
|                                                                                              |                              |                                    |                             |                                                                                  |
|                                                                                              | 30                           | Броски                             | 25                          |                                                                                  |

| 25 апреля 2023 19:30 | Ак Барс | 2 : 1 (0:1, 1:0, 1:0) | ЦСКА | Татнефть Арена, Казань Зрителей: 8 619 |

| Отчёт                                                                                          | Отчёт                       | Отчёт                   | Отчёт                        | Отчёт                                                                               |
| ---------------------------------------------------------------------------------------------- | --------------------------- | ----------------------- | ---------------------------- | ----------------------------------------------------------------------------------- |
|                                                                                                |                             |                         |                              |                                                                                     |
|                                                                                                | Тимур Билялов — 00:00-60:00 | Вратари                 | 00:00-58:48 — Адам Рейдеборн | Судьи: Константин Оленин Алексей Белов Линейные судьи: Дмитрий Шишло Никита Новиков |
|                                                                                                | Голы:                       |                         |                              | Судьи: Константин Оленин Алексей Белов Линейные судьи: Дмитрий Шишло Никита Новиков |
| Александр Радулов (бол.) — 29:35 (В. Шипачёв) Станислав Галиев — 52:22 (Н. Лямкин, К. Семёнов) | 0:1 :1 2:1                  | 19:56 — Прохор Полтапов |                              | Судьи: Константин Оленин Алексей Белов Линейные судьи: Дмитрий Шишло Никита Новиков |
|                                                                                                |                             |                         |                              | Судьи: Константин Оленин Алексей Белов Линейные судьи: Дмитрий Шишло Никита Новиков |
|                                                                                                |                             |                         |                              | Судьи: Константин Оленин Алексей Белов Линейные судьи: Дмитрий Шишло Никита Новиков |
|                                                                                                |                             |                         |                              | Судьи: Константин Оленин Алексей Белов Линейные судьи: Дмитрий Шишло Никита Новиков |
| 8 мин                                                                                          | Штраф                       | 6 мин                   |                              | Судьи: Константин Оленин Алексей Белов Линейные судьи: Дмитрий Шишло Никита Новиков |
|                                                                                                |                             |                         |                              |                                                                                     |
|                                                                                                | 23                          | Броски                  | 18                           |                                                                                     |

| 27 апреля 2023 19:30 | ЦСКА | 0 : 3 (0:1, 0:1, 0:1) | Ак Барс | ЦСКА Арена, Москва Зрителей: 10 542 |

| Отчёт | Отчёт                                                     | Отчёт | Отчёт                       | Отчёт                                                                               |
| ----- | --------------------------------------------------------- | --- | --------------------------- | ----------------------------------------------------------------------------------- |
|       |                                                           | |                             |                                                                                     |
|       | Адам Рейдеборн — 00:00-58:37 Адам Рейдеборн — 59:33-60:00 | Вратари | 00:00-60:00 — Тимур Билялов | Судьи: Сергей Беляев Константин Оленин Линейные судьи: Сергей Шелянин Дмитрий Сивов |
|       | Голы:                                                     | |                             | Судьи: Сергей Беляев Константин Оленин Линейные судьи: Сергей Шелянин Дмитрий Сивов |
|       | 0:1 0:2 0:3                                               | 07:44 — Артём Галимов (Н. Евсеев) 38:01 — Вадим Шипачёв (бол.) (Д. Юдин, Д. Кагарлицкий) 59:33 — Никита Дыняк (п.в.) |                             | Судьи: Сергей Беляев Константин Оленин Линейные судьи: Сергей Шелянин Дмитрий Сивов |
|       |                                                           | |                             | Судьи: Сергей Беляев Константин Оленин Линейные судьи: Сергей Шелянин Дмитрий Сивов |
|       |                                                           | |                             | Судьи: Сергей Беляев Константин Оленин Линейные судьи: Сергей Шелянин Дмитрий Сивов |
|       |                                                           | |                             | Судьи: Сергей Беляев Константин Оленин Линейные судьи: Сергей Шелянин Дмитрий Сивов |
| 4 мин | Штраф                                                     | 4 мин |                             | Судьи: Сергей Беляев Константин Оленин Линейные судьи: Сергей Шелянин Дмитрий Сивов |
|       |                                                           | |                             |                                                                                     |
|       | 27                                                        | Броски | 13                          |                                                                                     |

| 29 апреля 2023 17:00 | Ак Барс | 2 : 3 (1:0, 1:3, 0:0) | ЦСКА | Татнефть Арена, Казань Зрителей: 8 890 |

| Отчёт                                                       | Отчёт                       | Отчёт | Отчёт                        | Отчёт                                                                              |
| ----------------------------------------------------------- | --------------------------- | --- | ---------------------------- | ---------------------------------------------------------------------------------- |
|                                                             |                             | |                              |                                                                                    |
|                                                             | Тимур Билялов — 00:00-58:02 | Вратари | 00:00-60:00 — Адам Рейдеборн | Судьи: Виктор Бирин Константин Оленин Линейные судьи: Сергей Шелянин Дмитрий Шишло |
|                                                             | Голы:                       | |                              | Судьи: Виктор Бирин Константин Оленин Линейные судьи: Сергей Шелянин Дмитрий Шишло |
| Кирилл Петров — 19:10 Дмитрий Воронков — 27:16 (А. Радулов) | 1:0 1:1 2:1 2:2 2:3         | 20:15 — Антон Слепышев (А. Светлаков) 30:12 — Владислав Каменев (С. Плотников) 31:28 — Даррен Диц (К. Окулов) |                              | Судьи: Виктор Бирин Константин Оленин Линейные судьи: Сергей Шелянин Дмитрий Шишло |
|                                                             |                             | |                              | Судьи: Виктор Бирин Константин Оленин Линейные судьи: Сергей Шелянин Дмитрий Шишло |
|                                                             |                             | |                              | Судьи: Виктор Бирин Константин Оленин Линейные судьи: Сергей Шелянин Дмитрий Шишло |
|                                                             |                             | |                              | Судьи: Виктор Бирин Константин Оленин Линейные судьи: Сергей Шелянин Дмитрий Шишло |
| 6 мин                                                       | Штраф                       | 6 мин |                              | Судьи: Виктор Бирин Константин Оленин Линейные судьи: Сергей Шелянин Дмитрий Шишло |
|                                                             |                             | |                              |                                                                                    |
|                                                             | 21                          | Броски | 33                           |                                                                                    |

## Лучшие игроки по раундам
| Раунд                | Лучший вратарь                | Лучший защитник          | Лучший нападающий            | Лучший новичок                  |
| -------------------- | ----------------------------- | ------------------------ | ---------------------------- | ------------------------------- |
| 1/4 конференций      | Никита Серебряков («Адмирал») | Игорь Ожиганов (СКА)     | Кёртис Волк («Автомобилист») | Виталий Пинчук («Динамо» Минск) |
| 1/2 конференций      | Никита Серебряков («Адмирал») | Александр Никишин (СКА)  | Рид Буше («Авангард»)        | Богдан Конюшков («Торпедо»)     |
| Финалы конференций   | Адам Рейдеборн (ЦСКА)         | Дмитрий Юдин («Ак Барс») | Михаил Григоренко (ЦСКА)     | Никита Евсеев («Ак Барс»)       |
| Финал Кубка Гагарина | Тимур Билялов («Ак Барс»)     | Даррен Диц (ЦСКА)        | Владислав Каменев (ЦСКА)     | Прохор Полтапов (ЦСКА)          |

## Бомбардиры
10 лучших игроков, отсортированных по количеству набранных очков. 
| Игрок               | Команда  | И  | Г  | П  | Очки | +/- |
| ------------------- | -------- | -- | -- | -- | ---- | --- |
| Михаил Григоренко   | ЦСКА     | 27 | 12 | 13 | 25   | 8   |
| Константин Окулов   | ЦСКА     | 27 | 6  | 14 | 20   | 9   |
| Александр Радулов   | Ак Барс  | 24 | 10 | 9  | 19   | 2   |
| Никита Нестеров     | ЦСКА     | 27 | 2  | 16 | 18   | 11  |
| Антон Слепышев      | ЦСКА     | 27 | 8  | 8  | 16   | 4   |
| Максим Мамин        | ЦСКА     | 24 | 7  | 9  | 16   | 3   |
| Владислав Каменев   | ЦСКА     | 27 | 11 | 4  | 15   | 5   |
| Рид Буше            | Авангард | 14 | 9  | 6  | 15   | 6   |
| Марат Хайруллин     | СКА      | 16 | 6  | 8  | 14   | -1  |
| Дмитрий Кагарлицкий | Ак Барс  | 24 | 5  | 9  | 14   | 0   |

## Вратари
Таблица лучших вратарей, отсортированная по коэффициенту надежности (КН). Указаны вратари, сыгравшие не менее 420 минут. 
| Игрок             | Команда   | И  | В  | П  | Б   | Ш  | КН   | %ОБ  | СМ | Вр      |
| ----------------- | --------- | -- | -- | -- | --- | -- | ---- | ---- | -- | ------- |
| Даниил Исаев      | Локомотив | 12 | 7  | 5  | 313 | 21 | 1.64 | 93.3 | 2  | 766:25  |
| Тимур Билялов     | Ак Барс   | 24 | 15 | 9  | 657 | 41 | 1.70 | 93.8 | 2  | 1446:45 |
| Адам Рейдеборн    | ЦСКА      | 25 | 15 | 10 | 673 | 47 | 1.91 | 93.0 | 5  | 1472:58 |
| Никита Серебряков | Адмирал   | 12 | 6  | 6  | 458 | 25 | 1.95 | 94.5 | 1  | 769:22  |
| Василий Демченко  | Авангард  | 14 | 9  | 5  | 432 | 29 | 1.97 | 93.3 | 0  | 882:09  |